# Gefragt – Gejagt/Episodenliste
Die Liste der Sendungen von Gefragt – Gejagt enthält eine Auflistung aller Folgen der Quizsendung Gefragt – Gejagt. Die Sendung wird seit 2012 ausgestrahlt und von Alexander Bommes moderiert. Die ersten drei Staffeln wurden im NDR Fernsehen ausgestrahlt. Seit der vierten Staffel wird Gefragt – Gejagt im Ersten gesendet.

## Erklärung

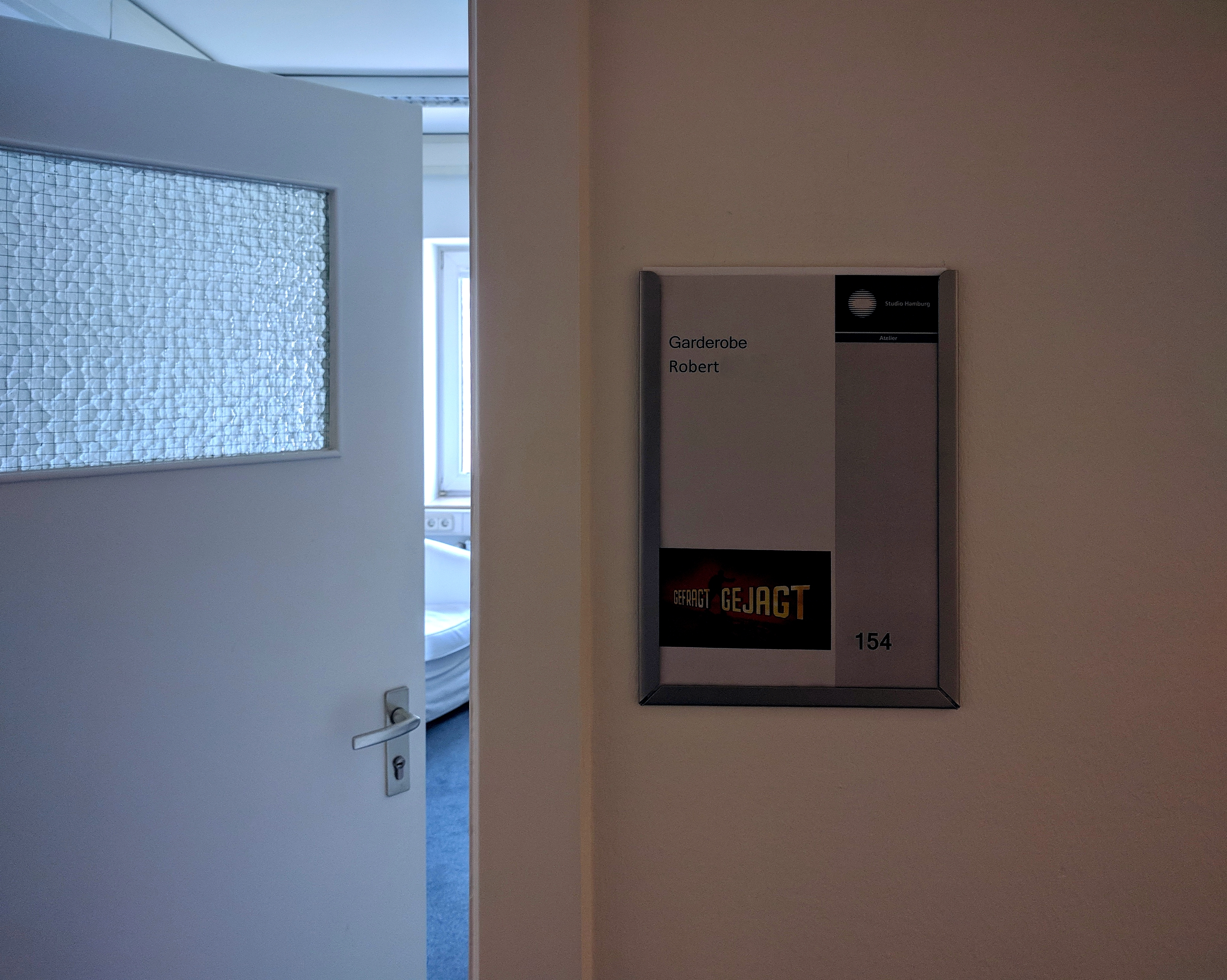
Garderobe eines Kandidaten in den Studios der Studio Hamburg GmbH

- Nr. (gesamt): Nennt die Nummer der Ausgabe entsprechend der Ausstrahlungsreihenfolge fortlaufend über alle Staffeln, aber gesondert für die NDR- und ARD-Ausstrahlung.
- Nr. (Staffel): Nennt die Nummer der Ausgabe der jeweiligen Staffel entsprechend der Ausstrahlungsreihenfolge. Spezialausgaben werden mit einem „S“ gekennzeichnet.
- Datum: Gibt das Datum der Erstausstrahlung der jeweiligen Episode an.
- Kandidaten: Nennt die angetretenen Kandidaten in der Reihenfolge ihres Auftrittes.
- Jäger: Nennt den in der jeweiligen Ausgabe angetretenen Jäger.
- Zeit bzw. Punkte des Jägers: Gibt bei Niederlage des Jägers dessen Punktezahl im Finale an. Bei Sieg des Jägers wird die Zeit, welche er bis zum Sieg brauchte, angegeben. Besonders kurze (maximal 40 Sekunden) oder lange Zeiten (ab 1:58) sowie eine geringe Punktezahl (maximal 5) werden fett dargestellt. Beantwortete der Jäger im Finale alle Fragen richtig, wird dies durch den eingeklammerten Zusatz „fehlerlos“ gekennzeichnet. Wird der Jäger bei einem Punktestand von 0 von den Kandidaten zurückgesetzt, erhöht sich die für ihn zu erreichende Punktezahl. Dies wird auch eingeklammert angegeben.
- Finalisten: Nennt die Vornamen der ins Finale eingezogenen Kandidaten samt deren in der zweiminütigen Finalrunde erzielten Punkte. Eine mit einem „+“ angefügte weitere Punktezahl gibt die Zahl richtiger Antworten der Finalisten bei Falschantwort des Jägers an (sogenannte „Rücksetzer“ oder „Rückstöße“). Bei Fehlen dieser weiteren Punktezahl gab es keine Rückstöße, beziehungsweise sind bei älteren Folgen diese Angaben teilweise ausständig. Der Übersichtlichkeit halber wird die Punktezahl fett geschrieben. Schieden in der Runde der Einzelduelle alle Kandidaten aus, so wird dies nach dem Namen des für das Finale ausgewählten Spielers durch den eingeklammerten Zusatz „alle ausgeschieden“ angegeben.
- Geldsumme: Gibt die Geldsumme an, welche durch die ins Finale gezogenen Kandidaten in der Vorrunde insgesamt erspielt wurde.
- Grün hinterlegt ist das Feld des Siegers (entweder Jäger oder Finalisten) sowie die Zeit des Jägers und im Finale gewonnene Geldsummen.
- Rot hinterlegt ist das Feld des Verlierers (entweder Jäger oder Finalisten) sowie die Punkte des Jägers und im Finale nicht gewonnene Geldsummen.

## NDR-Staffel 1 (6 Folgen)
| Nr. (gesamt) | Nr. (Staffel) | Datum         | Kandidaten                                                            | Jäger               | Zeit bzw. Punkte des Jägers | Finalisten                          | Geldsumme |
| ------------ | ------------- | ------------- | --------------------------------------------------------------------- | ------------------- | --------------------------- | ----------------------------------- | --------- |
| 1            | 1             | 8. Juli 2012  | Hans Werner Olm, Mariella Ahrens, Ralph Morgenstern, Esther Schweins  | Holger Waldenberger | 1 Min. 34 Sek.              | Hans Werner, Esther mit 15 Punkten  | 016.500 € |
| 2            | 2             | 15. Juli 2012 | Achim Winter, Erika Berger, Matze Knop, Lilo Wanders                  | Holger Waldenberger | 1 Min. 41 Sek.              | Erika, Matze, Lilo mit 20 Punkten   | 017.250 € |
| 3            | 3             | 22. Juli 2012 | Bernhard Brink, Yasmina Filali, Ulrich Pleitgen, Gabi Decker          | Holger Waldenberger | 1 Min. 4 Sek.               | Yasmina, Gabi mit 9 Punkten         | 001.900 € |
| 4            | 4             | 29. Juli 2012 | Konrad Stöckel, Ulrike Nasse-Meyfarth, Kristina Bach, Wolfgang Fierek | Holger Waldenberger | 5 Punkte                    | Ulrike, Kristina mit 16 + 4 Punkten | 010.500 € |
| 5            | 5             | 5. Aug. 2012  | Ingolf Lück, Liz Baffoe, Ingo Naujoks, Eva Habermann                  | Holger Waldenberger | 1 Min. 59 Sek.              | Liz, Ingo mit 10 Punkten            | 001.400 € |
| 6            | 6             | 12. Aug. 2012 | Ulla Kock am Brink, Jorge González, Jon Flemming Olsen, Heide Simonis | Holger Waldenberger | 13 Punkte                   | Jon mit 18 Punkten                  | 001.600 € |

## NDR-Staffel 2 (8 Folgen)
| Nr. (gesamt) | Nr. (Staffel) | Datum         | Kandidaten                                                             | Jäger               | Zeit bzw. Punkte des Jägers | Finalisten                                    | Geldsumme |
| ------------ | ------------- | ------------- | ---------------------------------------------------------------------- | ------------------- | --------------------------- | --------------------------------------------- | --------- |
| 07           | 01            | 22. Juni 2013 | Hella von Sinnen, Sven Martinek, Mareile Höppner, Bürger Lars Dietrich | Sebastian Jacoby    | 0 1 Min. 27 Sek.            | Hella, Lars mit 15 Punkten                    | 001.700 € |
| 08           | 02            | 24. Juni 2013 | Thomas Hermanns, Muriel Baumeister, Ingo Nommsen, Bärbel Schäfer       | Sebastian Klussmann | 0 1 Min. 34 Sek.            | Thomas, Muriel mit 11 Punkten                 | 013.600 € |
| 09           | 03            | 1. Juli 2013  | Hubertus Meyer-Burckhardt, Lisa Feller, Mario Galla, Ruth Moschner     | Sebastian Klussmann | 12 Punkte                   | Lisa, Mario, Ruth mit 20 Punkten              | 003.200 € |
| 10           | 04            | 6. Juli 2013  | Joe Bausch, Vera Int-Veen, Ingo Appelt, Enie van de Meiklokjes         | Sebastian Jacoby    | 0 1 Min. 03 Sek.            | Joe, Ingo mit 12 Punkten                      | 005.200 € |
| 11           | 05            | 8. Juli 2013  | Ralf Schnoor, Sebastian Fietkau, Claudia Bonvie, Olaf Pöschk           | Sebastian Jacoby    | 0 1 Min. 34 Sek.            | Ralf, Sebastian, Claudia mit 14 Punkten       | 003.600 € |
| 12           | 06            | 15. Juli 2013 | Andreas Hoppe, Gesine Cukrowski, Ingo Oschmann, Janin Ullmann          | Sebastian Klussmann | 0 1 Min. 56 Sek.            | Andreas, Gesine, Ingo mit 15 + 2 Punkten      | 015.100 € |
| 13           | 07            | 22. Juli 2013 | Florian Kroier, Georg Martin, Peter Hahn, Kathrin Herzberg             | Sebastian Klussmann | 12 Punkte                   | Florian, Georg, Peter, Kathrin mit 22 Punkten | 014.300 € |
| 14           | 08            | 29. Juli 2013 | Barbara Wussow, Dieter Landuris, Miriam Pielhau, Niels Ruf             | Sebastian Jacoby    | 0 1 Min. 56 Sek.            | Barbara, Dieter, Miriam mit 11 + 5 Punkten    | 004.200 € |

## NDR-Staffel 3 (18 Folgen, 1 Spezialausgabe)
| Nr. (gesamt) | Nr. (Staffel) | Datum         | Kandidaten | Jäger                | Zeit bzw. Punkte des Jägers | Finalisten                                        | Geldsumme |
| ------------ | ------------- | ------------- | --- | -------------------- | --------------------------- | ------------------------------------------------- | --------- |
| XXL 1        | S1            | 2. Aug. 2014  | Grit Boettcher mit Nicole Belstler-Boettcher, Anita & Alexandra Hofmann (d. i. Anita Geiger u. Alexandra Hofmann), Ulrike von der Groeben mit Alexander von der Groeben, Peter Lohmeyer mit Leila Klamroth | Sebastian Jacoby     | 01 Min. 51 Sek.             | Peter/Leila mit 11 Punkten                        | 75.000 €  |
| 15           | 01            | 9. Aug. 2014  | Igor Ullrich, Marcus Straßmann, Martin Bahr, Dr. Bettina Graf | Sebastian Jacoby     | 01 Min. 11 Sek.             | Martin mit 12 + 1 Punkten                         | 00.780 €  |
| 16           | 02            | 16. Aug. 2014 | Julia Scharf, Oliver Mommsen, Andrea Ballschuh, Tom Gaebel | Sebastian Klussmann  | 07 Punkte                   | Julia, Tom mit 12 + 4 Punkten                     | 01.750 €  |
| 17           | 03            | 23. Aug. 2014 | Nino Strotzki, Claudia Schneider, Christoph Döring, Harald Tilkes | Sebastian Jacoby     | 01 Min. 50 Sek.             | Nino, Harald mit 16 + 3 Punkten                   | 02.000 €  |
| 18           | 04            | 30. Aug. 2014 | Alexander Kaltmeyer, Peter Petry, Oliver Klenz, Barbara Hostalka | Klaus Otto Nagorsnik | 01 Min. 28 Sek.             | Alexander, Oliver mit 14 + 3 Punkten              | 02.800 €  |
| 19           | 05            | 6. Sep. 2014  | Nina Vorbrodt, Lars Riedel, Marlene Lufen, Tobias Schlegl | Sebastian Klussmann  | 01 Min. 06 Sek.             | Nina mit 11 + 1 Punkten                           | 01.400 €  |
| 20           | 06            | 20. Sep. 2014 | Jörn Wartberg, Andreas Prien, Christian Vogt, Katja Kümper | Sebastian Jacoby     | 01 Min. 35 Sek.             | Christian, Katja mit 8 Punkten                    | 02.400 €  |
| 21           | 07            | 27. Sep. 2014 | Mike Schütte, Manfred Reichard, Annika Fischer, Martin Ehrl | Sebastian Klussmann  | 12 Punkte                   | Mike, Manfred, Annika, Martin mit 18 + 7 Punkten  | 09.000 €  |
| 22           | 08            | 25. Okt. 2014 | Marie-Luise Schramm, Veit Stübner, Anna Thalbach, Yared Dibaba | Klaus Otto Nagorsnik | 05 Punkte                   | Marie-Luise, Anna, Yared mit 17 + 6 Punkten       | 14.000 €  |
| 23           | 09            | 1. Nov. 2014  | Anke Tornau, Bernd Schmitz, Veikko Bartel, Annegret Schenkel | Klaus Otto Nagorsnik | 15 Punkte                   | Anke, Veikko, Annegret mit 16 + 3 Punkten         | 04.400 €  |
| 24           | 10            | 29. Nov. 2014 | Loretta Stern, Wolfgang Trepper, Anja Schüte, Antoine Monot, Jr. | Sebastian Klussmann  | 01 Min. 56 Sek.             | Antoine (alle ausgeschieden) mit 10 + 1 Punkten   | 02.000 €  |
| 25           | 11            | 6. Apr. 2015  | Sabine Heinrich, Hans-Jochen Wagner, Annabelle Mandeng, Volker Lechtenbrink | Klaus Otto Nagorsnik | 01 Min. 07 Sek.             | Hans-Jochen, Volker mit 11 Punkten                | 02.300 €  |
| 26           | 12            | 30. Dez. 2014 | Tanja Schumann, Götz Otto, Steffen Hallaschka, Christine Westermann | Sebastian Jacoby     | 01 Min. 06 Sek.             | Christine mit 13 Punkten                          | 40.000 €  |
| 27           | 13            | 4. Jan. 2015  | Victor Schefé, Kamilla Senjo, Oliver Wnuk, Natalia Wörner | Klaus Otto Nagorsnik | 01 Min. 57 Sek.             | Victor mit 8 + 1 Punkten                          | 01.200 €  |
| 28           | 14            | 5. Jan. 2015  | Michael Marji, Gerhard Wendlik, Matthias Thiele, Hanne Weber | Sebastian Jacoby     | 01 Min. 52 Sek.             | Matthias, Hanne mit 11 + 1 Punkten                | 01.150 €  |
| 29           | 15            | 11. Jan. 2015 | Anja Roth, Maxi Arland, Gaby Papenburg, Claude-Oliver Rudolph | Sebastian Klussmann  | 09 Punkte                   | Gaby mit 14 + 4 Punkten                           | 01.100 €  |
| 30           | 16            | 18. Jan. 2015 | Karen Otto, Henrik Malcharek, Dennis Janzen, Kerstin Kaltmeyer | Sebastian Jacoby     | 01 Min. 39 Sek.             | Karen, Henrik, Dennis, Kerstin mit 20 + 1 Punkten | 05.400 €  |
| 31           | 17            | 25. Jan. 2015 | Patrick Bade, Mario Acquistapace, Swenja Kremer, Benjamin Betka | Klaus Otto Nagorsnik | 08 Punkte                   | Patrick, Mario, Benjamin mit 17 + 6 Punkten       | 03.500 €  |
| 32           | 18            | 16. Feb. 2015 | Jörg Boecker, Melanie Marschke, Norbert König, Tina Ruland | Sebastian Jacoby     | 01 Min. 10 Sek.             | Norbert (alle ausgeschieden) mit 15 + 1 Punkten   | 02.000 €  |

## ARD-Staffel 1 (33 Folgen)
| Nr. (gesamt) | Nr. (Staffel) | Datum         | Kandidaten                                                                         | Jäger                | Zeit bzw. Punkte des Jägers | Finalisten                                     | Geldsumme |
| ------------ | ------------- | ------------- | ---------------------------------------------------------------------------------- | -------------------- | --------------------------- | ---------------------------------------------- | --------- |
| 01           | 01            | 18. Mai 2015  | Eva Reif, Marcel Westermann, Theresa Pfitzner, Steffen Schindler                   | Sebastian Klussmann  | 01 Min. 52 Sek.             | Marcel, Theresa, Steffen mit 16 Punkten        | 008.500 € |
| 02           | 02            | 19. Mai 2015  | Michael Veh-Hölzlein, Jennifer Schwarz, Omid Mouazzen, Andreas Zimmermann          | Klaus Otto Nagorsnik | 01 Min. 51 Sek. (fehlerlos) | Michael, Andreas mit 11 Punkten                | 007.000 € |
| 03           | 03            | 20. Mai 2015  | Yvonne König, Heidrun Witte, Ralf Alexander Becker, Nico Freitag                   | Holger Waldenberger  | 01 Min. 11 Sek.             | Heidrun, Ralf mit 10 + 1 Punkten               | 005.000 € |
| 04           | 04            | 21. Mai 2015  | Maximilian Römer, Christian Holthausen, Daniela Müller, Steffen Wellbrock          | Sebastian Jacoby     | 01 Min. 10 Sek.             | Daniela mit 14 Punkten                         | 100.000 € |
| 05           | 05            | 22. Mai 2015  | Matthias Killing, Oliver Mommsen, Ann-Kathrin Kramer, Thomas Hermanns              | Sebastian Jacoby     | 01 Min. 17 Sek.             | Oliver, Ann-Kathrin, Thomas mit 17 Punkten     | 009.000 € |
| 06           | 06            | 26. Mai 2015  | Michael Ulle, Tobi Altehenger, Tanja Babeo, Peter Norden                           | Sebastian Klussmann  | 11 Punkte                   | Michael, Tobi, Tanja, Peter mit 16 + 5 Punkten | 011.500 € |
| 07           | 07            | 27. Mai 2015  | Chris Djuritschek, Stefanie Wehaus, Hans-Joachim Mundschau, Daniel Boden           | Klaus Otto Nagorsnik | 01 Min. 59 Sek.             | Stefanie, Hans-Joachim mit 18 + 2 Punkten      | 004.500 € |
| 08           | 08            | 28. Mai 2015  | Hubertus Meyer, Katja Steenbock, Erdal Yegin, Tobias Möller                        | Sebastian Klussmann  | 01 Min. 07 Sek.             | Hubertus, Katja mit 11 + 1 Punkten             | 007.000 € |
| 09           | 09            | 29. Mai 2015  | Frank Busemann, Ruth Moschner, Steffen Schroeder, Lilo Wanders                     | Sebastian Jacoby     | 14 Punkte                   | Ruth, Steffen, Lilo mit 17 + 3 Punkten         | 005.500 € |
| 10           | 10            | 1. Juni 2015  | Günter Altenburg, Alberto Flägel, Andreas Barthel, Anna Sievers                    | Klaus Otto Nagorsnik | 01 Min. 28 Sek.             | Alberto, Andreas mit 13 + 2 Punkten            | 007.500 € |
| 11           | 11            | 2. Juni 2015  | Christian Prinz, Patrick Söhle, Yasmina Mouazzen, Matthias Bimmermann              | Sebastian Klussmann  | 01 Min. 11 Sek.             | Christian, Patrick mit 13 Punkten              | 005.000 € |
| 12           | 12            | 3. Juni 2015  | Arne Pingel, Michael Falkensteiner, Julia Stöckel, Klaus Harm                      | Sebastian Jacoby     | 01 Min. 51 Sek.             | Julia mit 16 + 2 Punkten                       | 003.000 € |
| 13           | 13            | 4. Juni 2015  | Markus Neyzen, Dagmar Liß-Korte, Michael Lüer, Fabio Gandolfo                      | Klaus Otto Nagorsnik | 03 Punkte                   | Michael mit 19 + 7 Punkten                     | 004.500 € |
| 14           | 14            | 5. Juni 2015  | Peter Lohmeyer, Ivo Semenitsch, Niklas Müller-Hohenstein, Katrin Müller-Hohenstein | Holger Waldenberger  | 01 Min. 22 Sek.             | Peter, Ivo, Niklas, Katrin mit 15 Punkten      | 092.500 € |
| 15           | 15            | 8. Juni 2015  | Dany Rohe, Tobias Schuler, Matthias Lürken, Monika Lüchtefeld                      | Sebastian Jacoby     | 11 Punkte                   | Dany, Tobias, Matthias mit 15 + 6 Punkten      | 010.000 € |
| 16           | 16            | 9. Juni 2015  | Manfred Erdmann, Bianca Rothmann, Daniel Esche, Gloria Viagra                      | Klaus Otto Nagorsnik | 01 Min. 24 Sek.             | Manfred mit 13 + 1 Punkten                     | 005.000 € |
| 17           | 17            | 10. Juni 2015 | André Silberberg, Nils N., Claudia Hennig, Claus Peter Simon                       | Holger Waldenberger  | 01 Min. 40 Sek. (fehlerlos) | Claus mit 9 Punkten                            | 050.000 € |
| 18           | 18            | 11. Juni 2015 | Klaus Rizzin, Cornelia Uetrecht, Fabian Haak, Martin Kintrup                       | Sebastian Klussmann  | 10 Punkte                   | Klaus, Cornelia, Martin mit 16 + 4 Punkten     | 071.000 € |
| 19           | 19            | 12. Juni 2015 | Alexander Hermann, Thomas Rupprath, Anna Thalbach, Jörg Thadeusz                   | Sebastian Jacoby     | 01 Min. 25 Sek.             | Alexander, Jörg mit 15 + 2 Punkten             | 015.000 € |
| 20           | 20            | 15. Juni 2015 | Olaf „Olen“ Walter, Sarah Körth, Rainer Voß, Dietmar Bader                         | Sebastian Jacoby     | 01 Min. 51 Sek.             | Sarah, Dietmar mit 18 + 1 Punkten              | 006.500 € |
| 21           | 21            | 16. Juni 2015 | André Andersen, Peter Schulze, Claudia Papies, Stefan Trieloff                     | Sebastian Jacoby     | 01 Min. 58 Sek.             | André, Peter mit 11 + 1 Punkten                | 005.000 € |
| 22           | 22            | 17. Juni 2015 | Tobias Busch, Birgit Schütting, Andreas Cornelsen, Anne Neumann                    | Holger Waldenberger  | 01 Min. 33 Sek.             | Birgit, Andreas, Anne mit 12 + 2 Punkten       | 008.500 € |
| 23           | 23            | 18. Juni 2015 | Marcus Stühn, Beate Brakonier, Nicole Gleitsmann, Reinald Hoffsten                 | Klaus Otto Nagorsnik | 01 Min. 38 Sek.             | Marcus, Nicole, Reinald mit 12 + 3 Punkten     | 154.000 € |
| 24           | 24            | 19. Juni 2015 | Alexander Klaws, Michael Stich, Sonja Zietlow, Wigald Boning                       | Sebastian Jacoby     | 16 Punkte                   | Sonja, Wigald mit 19 + 5 Punkten               | 006.300 € |
| 25           | 25            | 22. Juni 2015 | Stefan Becker, Timo Egbringhoff, Benedita Barttels, Bico Lange                     | Holger Waldenberger  | 16 Punkte                   | Stefan mit 19 + 3 Punkten                      | 004.500 € |
| 26           | 26            | 23. Juni 2015 | Michael Gemeiner, Brigitte Leiwesmeier, Marcus Feuerstein, Andrea Wormsbächer      | Sebastian Klussmann  | 01 Min. 43 Sek.             | Marcus, Andreas mit 16 + 3 Punkten             | 152.200 € |
| 27           | 27            | 24. Juni 2015 | Fabian Zahrt, Carmela Sanchez, Thomas Kinne, Monika Vogt                           | Sebastian Jacoby     | 14 Punkte                   | Fabian, Carmela, Thomas mit 15 + 4 Punkten     | 037.500 € |
| 28           | 28            | 26. Juni 2015 | Mareile Höppner, Matthias Opdenhövel, Andrea Kiewel, Steffen Hallaschka            | Holger Waldenberger  | 01 Min. 59 Sek.             | Matthias mit 10 Punkten                        | 004.500 € |
| 29           | 29            | 29. Juni 2015 | Conchita 4711, Klaus Rohde, Tugba Arslan, Robin Schlömer                           | Sebastian Jacoby     | 02 Min.                     | Conchita, Robin mit 18 Punkten                 | 008.000 € |
| 30           | 30            | 30. Juni 2015 | Chris Alexandros, Robert Komnick, Zlatka „Uschi“ Malzburg, Peter Meiners           | Klaus Otto Nagorsnik | 17 Punkte                   | Robert, Peter mit 20 + 1 Punkten               | 007.500 € |
| 31           | 31            | 1. Juli 2015  | Sarah Czerwenka, Renke Siefken, Holger Wockenfuß, Stefanie Ginsbach                | Holger Waldenberger  | 01 Min. 08 Sek.             | Holger mit 12 Punkten                          | 100.000 € |
| 32           | 32            | 2. Juli 2015  | Marcel Riepegerste, Ludwig Gebhardt, Tina-Marie Delisa, Steve Brauer               | Sebastian Jacoby     | 01 Min. 48 Sek.             | Marcel, Ludwig, Steve mit 17 + 2 Punkten       | 005.950 € |
| 33           | 33            | 3. Juli 2015  | Oliver Wnuk, Miriam Pielhau, Steffen Groth, Johannes Strate                        | Sebastian Klussmann  | 01 Min. 20 Sek.             | Oliver, Steffen, Johannes mit 14 Punkten       | 103.750 € |

## ARD-Staffel 2 (78 Folgen, 1 Spezialausgabe)
| Nr. (gesamt) | Nr. (Staffel) | Datum         | Kandidaten | Jäger                | Zeit bzw. Punkte des Jägers | Finalisten                                            | Geldsumme |
| ------------ | ------------- | ------------- | --- | -------------------- | --------------------------- | ----------------------------------------------------- | --------- |
| 34           | 01            | 2. Nov. 2015  | Stefan Poier, Kerstin Klein, Philipp Rottmann, Ernst Jäger-Buschart                                                                                 | Holger Waldenberger  | 01 Min. 47 Sek.             | Philipp, Ernst mit 20 Punkten                         | 021.000 € |
| 35           | 02            | 3. Nov. 2015  | Dino Massimo, Ludwig Wirtz, Anja Boettcher, Susanne Nemetz                                                                                          | Sebastian Klussmann  | 01 Min. 56 Sek.             | Dino, Anja mit 10 + 1 Punkten                         | 001.900 € |
| 36           | 03            | 4. Nov. 2015  | Rolf Mayr, Michelle Ullmann, Mustafa Yalcin, Regina Voßwinkel                                                                                       | Klaus Otto Nagorsnik | 01 Min. 36 Sek.             | Rolf, Michelle, Regina mit 12 + 1 Punkten             | 034.000 € |
| 37           | 04            | 5. Nov. 2015  | Max Schautzer, Lucy Diakovska, Johannes Oerding, Marion Kracht                                                                                      | Sebastian Jacoby     | 01 Min. 36 Sek.             | Max, Lucy mit 13 + 1 Punkten                          | 005.500 € |
| 38           | 05            | 6. Nov. 2015  | Dennis Kock, Grażyna Werner, Josef Wagner, Manuela Sommer                                                                                           | Klaus Otto Nagorsnik | 01 Min. 34 Sek.             | Dennis, Grażyna, Josef, Manuela mit 15 Punkten        | 010.900 € |
| 39           | 06            | 6. Nov. 2015  | Heike Schwarte, Stefan Brands, Hannah Gröschl, Sascha Sewke                                                                                         | Holger Waldenberger  | 01 Min. 20 Sek.             | Heike, Sascha mit 15 + 1 Punkten                      | 006.000 € |
| 40           | 07            | 9. Nov. 2015  | Sebastian Okrolic, Daniela Debus, Harri Zelazko, Katharina Rappl                                                                                    | Sebastian Klussmann  | 01 Min. 52 Sek.             | Harri, Katharina mit 13 + 2 Punkten                   | 014.500 € |
| 41           | 08            | 10. Nov. 2015 | Norman Grüger, Alfonso De Filippo, Soreya Kerboub, Christoph Wötzel                                                                                 | Sebastian Jacoby     | 01 Min. 09 Sek.             | Alfonso, Christoph mit 12 Punkten                     | 037.000 € |
| 42           | 09            | 11. Nov. 2015 | Klaus Urban, Andrea Demsic, Ingrid Bögel, Benjamin Schwanke                                                                                         | Holger Waldenberger  | 01 Min. 43 Sek.             | Klaus, Andrea, Ingrid mit 19 Punkten                  | 014.500 € |
| 43           | 10            | 12. Nov. 2015 | Mike Krüger, Victoria Herrmann, Winfried Glatzeder, Jessica Kastrop                                                                                 | Sebastian Jacoby     | 01 Min. 03 Sek.             | Mike mit 12 + 1 Punkten                               | 001.999 € |
| 44           | 11            | 13. Nov. 2015 | Fanny Fantastic, Martina Keller, Henning Huesing, Katja Michels                                                                                     | Sebastian Jacoby     | 01 Min. 47 Sek.             | Fanny, Martina mit 18 + 2 Punkten                     | 004.500 € |
| 45           | 12            | 13. Nov. 2015 | Sebastian Visser, Anke Luebker, Annegret Jaeger, Ulrich Marre                                                                                       | Sebastian Klussmann  | 11 Punkte                   | Anke, Annegret, Ulrich mit 12 + 3 Punkten             | 008.000 € |
| 46           | 13            | 16. Nov. 2015 | Christiane Loose, Jannik Mathias Hausch, Alexander Schieke, Stefan Gallus                                                                           | Sebastian Klussmann  | 01 Min. 07 Sek.             | Christiane, Alexander, Stefan mit 11 Punkten          | 004.700 € |
| 47           | 14            | 17. Nov. 2015 | Steffen Burger, Barbara Boje, Tom Westermann, Rainer Maute                                                                                          | Klaus Otto Nagorsnik | 01 Min. 29 Sek.             | Barbara, Rainer mit 12 + 2 Punkten                    | 040.500 € |
| 48           | 15            | 18. Nov. 2015 | Andreas Böttcher, Brigitte Kadach, Kevin Scheuren, Anja Tuschwitz                                                                                   | Holger Waldenberger  | 01 Min. 03 Sek.             | Kevin (alle ausgeschieden) mit 14 Punkten             | 000.500 € |
| 49           | 16            | 19. Nov. 2015 | Lisa Feller, Maxi Arland, Thorsten Havener, Nina Bott                                                                                               | Sebastian Klussmann  | 01 Min. 27 Sek.             | Maxi, Nina mit 13 + 1 Punkten                         | 004.300 € |
| 50           | 17            | 20. Nov. 2015 | Michael Seevers, Arzu Kasak, Michel Schmidt, Patrick Zallum                                                                                         | Klaus Otto Nagorsnik | 01 Min. 24 Sek.             | Michael, Arzu mit 13 + 1 Punkten                      | 002.450 € |
| 51           | 18            | 20. Nov. 2015 | Colin Winterberg, Christine Joura, Eberhard Weißbart, Francisco Corro                                                                               | Sebastian Klussmann  | 10 Punkte                   | Christine, Francisco mit 15 + 3 Punkten               | 004.500 € |
| 52           | 19            | 23. Nov. 2015 | Rene Tangelder, Biggi Birkner, Michael T. Mältzer, Jens Fischer                                                                                     | Klaus Otto Nagorsnik | 01 Min. 58 Sek.             | Rene, Michael, Jens mit 12 + 4 Punkten                | 006.000 € |
| 53           | 20            | 24. Nov. 2015 | Johannes Beutler, Mario Roggow, Kevin Förster, Kerstin Schmitt                                                                                      | Holger Waldenberger  | 01 Min. 37 Sek.             | Mario, Kevin, Kerstin mit 17 + 1 Punkten              | 007.500 € |
| 54           | 21            | 25. Nov. 2015 | Anette Riepl, Marc Pixa, Niclas Hildebrandt, Eugenie Akinlami                                                                                       | Sebastian Klussmann  | 09 Punkte                   | Anette, Marc, Eugenie mit 15 + 4 Punkten              | 017.000 € |
| 55           | 22            | 30. Nov. 2015 | Uwe Schweigert, Simon Siedlaczek, Elisabeth Gieseler, Volker Klärchen                                                                               | Sebastian Klussmann  | 01 Min. 16 Sek.             | Uwe, Elisabeth mit 17 Punkten                         | 051.000 € |
| 56           | 23            | 1. Dez. 2015  | Konstantin Georgiadis, Mario Kösslin, Manuela Dilly, Marcel Tratnik                                                                                 | Holger Waldenberger  | 01 Min. 16 Sek.             | Mario mit 14 Punkten                                  | 003.300 € |
| 57           | 24            | 2. Dez. 2015  | Svenja Darmstädter, Karsten Balzer, Dorothea Nestle, Ben Purrmann                                                                                   | Sebastian Klussmann  | 01 Min. 26 Sek.             | Karsten mit 17 Punkten                                | 050.000 € |
| 58           | 25            | 3. Dez. 2015  | Anne-Sophie Briest, Tim Schreder, Jeanette Biedermann, Moritz A. Sachs                                                                              | Klaus Otto Nagorsnik | 01 Min. 05 Sek.             | Jeanette, Moritz mit 12 Punkten                       | 042.400 € |
| 59           | 26            | 4. Dez. 2015  | Detlef Temme, Annamaria Schneider, Aleksandar Terzic, Sheila Wolf                                                                                   | Klaus Otto Nagorsnik | 12 Punkte                   | Aleksandar, Annamaria, Detlef mit 16 + 2 Punkten      | 027.900 € |
| 60           | 27            | 4. Dez. 2015  | Jürgen Sperber, Beatrice Moog-Haasenritter, Michael Köhler, Adriano Franz                                                                           | Sebastian Jacoby     | 10 Punkte                   | Jürgen mit 14 + 3 Punkten                             | 008.000 € |
| 61           | 28            | 7. Dez. 2015  | Brigitte Lindschau, Manfred Kiefer, Marion Schulte, Tobias Ebenberger                                                                               | Sebastian Klussmann  | 01 Min. 27 Sek.             | Manfred mit 15 + 2 Punkten                            | 005.000 € |
| 62           | 29            | 8. Dez. 2015  | Peter Hartlapp, Horst Oeltjenbruns, Catarina Wirth, Christian Kylau                                                                                 | Klaus Otto Nagorsnik | 01 Min. 40 Sek.             | Catarina mit 7 Punkten                                | 003.000 € |
| 63           | 30            | 9. Dez. 2015  | Maximilian Mattausch, Susanne Müller, Markus Müller, Helmut Geller                                                                                  | Sebastian Klussmann  | 01 Min. 30 Sek.             | Markus, Helmut mit 13 + 1 Punkten                     | 005.000 € |
| 64           | 31            | 10. Dez. 2015 | Jürgen Milski, Enie van de Meiklokjes, Matthias Steiner, Gayle Tufts                                                                                | Klaus Otto Nagorsnik | 15 Punkte                   | Jürgen, Matthias, Gayle mit 17 + 2 Punkten            | 055.000 € |
| 65           | 32            | 11. Dez. 2015 | Osman Kaya, Daniel Bree, Dorit Schick, Hans-Peter Miller                                                                                            | Sebastian Jacoby     | 01 Min. 32 Sek.             | Osman, Daniel, Dorit, Hans-Peter mit 14 Punkten       | 011.500 € |
| 66           | 33            | 11. Dez. 2015 | Sebastian Köchig, Henriette Schamschula, Kai Scholand, Heike Böcke                                                                                  | Holger Waldenberger  | 01 Min. 09 Sek.             | Sebastian, Henriette mit 13 Punkten                   | 079.500 € |
| 67           | 34            | 14. Dez. 2015 | Frank Seifert, Michael Birth, Mirjam Burgardt, Hans Rutrecht                                                                                        | Klaus Otto Nagorsnik | 01 Min. 43 Sek.             | Frank, Michael, Mirjam, Hans mit 13 Punkten           | 051.004 € |
| 68           | 35            | 15. Dez. 2015 | Sebastian Hofbauer, Hans-Dieter Stubben, Jens Seiler, Wilfried Horsch                                                                               | Sebastian Jacoby     | 01 Min. 44 Sek.             | Sebastian, Hans-Dieter, Jens, Wilfried mit 16 Punkten | 035.500 € |
| 69           | 36            | 16. Dez. 2015 | Alexander Stolz, Ilona Köller, Wolfgang Weitkämper, Markus Solty                                                                                    | Holger Waldenberger  | 19 Punkte                   | Alexander, Ilona, Wolfgang, Markus mit 23 + 2 Punkten | 087.500 € |
| 70           | 37            | 17. Dez. 2015 | Désirée Nick, Timo Dierkes, Heike Henkel, Thorsten Schröder                                                                                         | Sebastian Klussmann  | 01 Min. 47 Sek.             | Timo, Heike mit 16 Punkten                            | 045.000 € |
| 71           | 38            | 18. Dez. 2015 | Katharina Goos, Heiko Premke-Büll, Vroni Kiefer, Christoph Schlottmann                                                                              | Klaus Otto Nagorsnik | 01 Min. 34 Sek.             | Vroni, Christoph mit 18 Punkten                       | 006.500 € |
| 72           | 39            | 18. Dez. 2015 | Sandro Di Natale, Brigitte Müller-Loose, Michael Schummer, Beate Bauer                                                                              | Sebastian Jacoby     | 01 Min. 26 Sek.             | Sandro, Brigitte, Beate mit 15 Punkten                | 023.500 € |
| 73           | 40            | 21. Dez. 2015 | David Felsch, Johannes Feindler, Stefanie Giebel, Andreas Rieburg                                                                                   | Klaus Otto Nagorsnik | 01 Min. 10 Sek.             | David, Andreas mit 14 Punkten                         | 005.500 € |
| 74           | 41            | 22. Dez. 2015 | Katrin Kramer, Rafael Vives, Andrea Tegen, Dennis Schweitzer                                                                                        | Holger Waldenberger  | 01 Min. 41 Sek.             | Andrea mit 19 Punkten                                 | 003.500 € |
| 75           | 42            | 23. Dez. 2015 | Andreas Ebi Klotz, Cassy Carrington, Barbara Klein, Michael Heyn                                                                                    | Sebastian Jacoby     | 01 Min. 47 Sek.             | Andreas, Cassy, Barbara mit 15 Punkten                | 057.000 € |
| 76           | 43            | 30. Dez. 2015 | Marco Schreyl, Katy Karrenbauer, Kolja Kleeberg, Isabel Edvardsson                                                                                  | Sebastian Klussmann  | 16 + 3 Punkte               | Marco, Katy, Kolja, Isabel mit 19 Punkten             | 072.700 € |
| 77           | 44            | 4. Jan. 2016  | Tom Haferkorn, Mandy Juch, Stephan Partsch, Lutz Hartmann                                                                                           | Klaus Otto Nagorsnik | 01 Min. 02 Sek.             | Tom, Stephan mit 12 Punkten                           | 005.500 € |
| 78           | 45            | 5. Jan. 2016  | Elise van Tastic, Heinrich Steinbach, Christoph Kaltenborn, Dina Dada                                                                               | Holger Waldenberger  | 17 Punkte                   | Elise, Heinrich, Christoph, Dina mit 21 + 2 Punkten   | 108.500 € |
| 79           | 46            | 7. Jan. 2016  | Susanne Fröhlich, Wolfgang Bahro, Ann Sophie, Dominic Boeer                                                                                         | Sebastian Klussmann  | 01 Min. 36 Sek.             | Susanne, Wolfgang, Dominic mit 13 Punkten             | 056.500 € |
| XXL 2        | S1            | 7. Jan. 2016  | Gesine Cukrowski mit Christian Berkel, Dunja Hayali mit Mitri Sirin, Antoine Monot, Jr. mit Steffen Henssler, Nadine Angerer mit Stefan Kretzschmar | Sebastian Jacoby     | 01 Min. 05 Sek.             | Dunja/Mitri, Nadine/Stefan mit 14 Punkten             | 011.000 € |
| 80           | 47            | 8. Jan. 2016  | Aische Pervers, Daniel Franzen, Marco Naskowski, Lutz Köhler                                                                                        | Klaus Otto Nagorsnik | 12 Punkte                   | Daniel, Marco mit 14 Punkten                          | 004.000 € |
| 81           | 48            | 8. Jan. 2016  | Nuri Abacilar, Brigitte Blamage, Michael Beckenkamp, Dagmar Lühn                                                                                    | Holger Waldenberger  | 01 Min. 42 Sek.             | Brigitte mit 9 Punkten                                | 003.000 € |
| 82           | 49            | 11. Jan. 2016 | Michael Götz-Pijl, Bianca Schlegelberger, Lars Enke, Thomas Rubin                                                                                   | Sebastian Klussmann  | 09 Punkte                   | Michael, Bianca, Thomas mit 15 Punkten                | 018.000 € |
| 83           | 50            | 12. Jan. 2016 | Marcel Borchmann, Deli Safari-Khaledi, Thomas Leskovar, Gianni Jovanovic                                                                            | Klaus Otto Nagorsnik | 01 Min. 47 Sek.             | Deli, Thomas mit 16 Punkten                           | 008.000 € |
| 84           | 51            | 13. Jan. 2016 | Benedikt Wetzel, Christa Waller, Stephan Lehmann, Peter Lewerenz                                                                                    | Holger Waldenberger  | 01 Min. 42 Sek.             | Benedikt, Stephan mit 16 Punkten                      | 008.000 € |
| 85           | 52            | 14. Jan. 2016 | Yasmina Filali, Wilson Gonzalez Ochsenknecht, Heinz Rudolf Kunze, Manon Straché                                                                     | Klaus Otto Nagorsnik | 01 Min. 50 Sek.             | Yasmina, Heinz Rudolf, Manon mit 16 + 2 Punkten       | 007.000 € |
| 86           | 53            | 15. Jan. 2016 | Niklas Other, Rica Schmidt, Jürgen Gomille, Victor Röther                                                                                           | Sebastian Jacoby     | 15 Punkte                   | Niklas, Rica, Jürgen, Victor mit 20 + 5 Punkten       | 024.000 € |
| 87           | 54            | 15. Jan. 2016 | Christian Gläsmann, Marion Buk-Kluger, Manfred Burgard, Daniel Shaltookchi                                                                          | Holger Waldenberger  | 01 Min. 43 Sek.             | Daniel mit 17 Punkten                                 | 002.000 € |
| 88           | 55            | 18. Jan. 2016 | Wolfgang Buddeberg, Klaus Boczian, Bärbel Kiy, Karsten Hohage                                                                                       | Sebastian Jacoby     | 16 Punkte                   | Wolfgang, Klaus, Bärbel, Karsten mit 17 Punkten       | 012.000 € |
| 89           | 56            | 19. Jan. 2016 | Nina Queer, Pascal Klösener, Corinna Winko, Gerd Engels                                                                                             | Holger Waldenberger  | 01 Min. 20 Sek.             | Corinna mit 14 + 0 Punkten                            | 003.500 € |
| 90           | 57            | 20. Jan. 2016 | Manuel Rühl, Margret Wehning, Sebastian Kolb, Philipp Gantner                                                                                       | Klaus Otto Nagorsnik | 11 Punkte                   | Margret, Sebastian, Philipp mit 13 Punkten            | 008.300 € |
| 91           | 58            | 21. Jan. 2016 | Guildo Horn, Ulla Kock am Brink, Ingo Appelt, Tine Wittler                                                                                          | Sebastian Jacoby     | 01 Min. 21 Sek.             | Ulla mit 13 Punkten                                   | 025.000 € |
| 92           | 59            | 22. Jan. 2016 | Wilhelm Geron, Jochen Hoynck, Koko Gieseler, Andy Lindert                                                                                           | Klaus Otto Nagorsnik | 01 Min. 05 Sek.             | Jochen, Andy mit 12 Punkten                           | 005.000 € |
| 93           | 60            | 22. Jan. 2016 | David Czmok, Ursula Mücke, Markus Kenzle, Konrad Walter                                                                                             | Holger Waldenberger  | 01 Min. 22 Sek.             | Ursula, Markus, Konrad mit 15 Punkten                 | 040.750 € |
| 94           | 61            | 25. Jan. 2016 | Hannes Fabian, Jutta Müller, Tim Werbinsky, Max von Bredow                                                                                          | Klaus Otto Nagorsnik | 16 Punkte                   | Jutta, Tim, Max mit 20 + 3 Punkten                    | 010.500 € |
| 95           | 62            | 26. Jan. 2016 | Sabrina Ianello, Thomas Heise, Frederik Melcher, Alois Kreitmeier                                                                                   | Holger Waldenberger  | 01 Min. 16 Sek.             | Sabrina, Thomas, Alois mit 14 Punkten                 | 012.500 € |
| 96           | 63            | 28. Jan. 2016 | Maren Kroymann, Arne Friedrich, Gregor Meyle, Minh-Khai Phan-Thi                                                                                    | Sebastian Jacoby     | 01 Min. 10 Sek.             | Maren, Arne, Minh-Khai mit 11 Punkten                 | 052.750 € |
| 97           | 64            | 29. Jan. 2016 | Nicole Bankhoff, Siegmar Lantzsch, Eva Oermann, Peter Thomas Jäger                                                                                  | Sebastian Klussmann  | 15 Punkte                   | Nicole, Siegmar, Eva mit 19 + 4 Punkten               | 004.750 € |
| 98           | 65            | 29. Jan. 2016 | Thomas Winkler, Christopher Jung, Annabel Rias, Ralf Muhmann                                                                                        | Holger Waldenberger  | 01 Min. 29 Sek.             | Thomas, Christopher mit 11 Punkten                    | 061.000 € |
| 99           | 66            | 1. Feb. 2016  | Jens Wienand, Gabriele Steinhauer, Jannes Buß, Lothar Jadzinski                                                                                     | Sebastian Klussmann  | 06 Punkte                   | Jens, Gabriele, Jannes, Lothar mit 18 + 6 Punkten     | 130.000 € |
| 100          | 67            | 2. Feb. 2016  | Harry Janus, Moritz Adler, Sieglinde Hess, Patrick May                                                                                              | Sebastian Jacoby     | 01 Min. 50 Sek.             | Harry, Moritz, Sieglinde mit 17 + 3 Punkten           | 012.500 € |
| 101          | 68            | 3. Feb. 2016  | Dirk Vielhuber, Jill Eileen Frenz, Julian Wulf, Eckhard Mey                                                                                         | Holger Waldenberger  | 01 Min. 47 Sek.             | Eckhard, Dirk mit 20 + 2 Punkten                      | 005.500 € |
| 102          | 69            | 4. Feb. 2016  | Jasmin Wagner, Constantin von Jascheroff, Andrea Kaiser, Mathieu Carrière                                                                           | Klaus Otto Nagorsnik | 01 Min. 56 Sek.             | Andrea mit 9 Punkten                                  | 002.400 € |
| 103          | 70            | 5. Feb. 2016  | Justin Winterberg, Fatima Khan, Sven Brauer, Lola LaMore                                                                                            | Sebastian Klussmann  | 01 Min. 13 Sek.             | Fatima (alle ausgeschieden) mit 7 Punkten             | 000.500 € |
| 104          | 71            | 5. Feb. 2016  | Annette Bock, Michael Meichsner, Joyz Pearl, Christopher Scheibner                                                                                  | Sebastian Jacoby     | 01 Min. 57 Sek.             | Annette, Michael, Christopher mit 15 + 3 Punkten      | 108.000 € |
| 105          | 72            | 8. Feb. 2016  | Udo Wille, André Günner, Birgit Holtmann, Julian Schlömer                                                                                           | Sebastian Jacoby     | 11 Punkte                   | Udo, Julian mit 17 + 6 Punkten                        | 052.500 € |
| 106          | 73            | 9. Feb. 2016  | Andreas Nachtigall, Michael Peister, Daria-Maret Geller, Philipp Hotz                                                                               | Sebastian Klussmann  | 01 Min. 59 Sek.             | Andreas, Michael, Daria mit 20 + 1 Punkten            | 012.000 € |
| 107          | 74            | 15. Feb. 2016 | Björn Maladinsky, Ashley Grace, Lisa Wilden, Agsin Kjasimov                                                                                         | Sebastian Jacoby     | 01 Min. 34 Sek.             | Björn, Lisa, Agsin mit 12 + 3 Punkten                 | 078.500 € |
| 108          | 75            | 16. Feb. 2016 | Jens Wildberg, Markus Matern, Alexandra Künne-Sassinek, Stephan Toss                                                                                | Holger Waldenberger  | 14 Punkte                   | Jens, Markus, Stephan mit 19 + 3 Punkten              | 051.000 € |
| 109          | 76            | 17. Feb. 2016 | Wolfgang Plücken, Sebastian Kniest, Timo Glänzer, Michael Spohr                                                                                     | Sebastian Jacoby     | 01 Min. 44 Sek.             | Michael mit 13 + 2 Punkten                            | 050.000 € |
| 110          | 77            | 18. Feb. 2016 | Mirja du Mont, Jörn Schlönvoigt, Lisa Fitz, Marc Bator                                                                                              | Klaus Otto Nagorsnik | 01 Min. 57 Sek.             | Mirja, Marc mit 13 + 1 Punkten                        | 003.400 € |
| 111          | 78            | 19. Feb. 2016 | Guido Hagelstede, Tobias Langer, Petra Brumshagen, Sebastian Brings                                                                                 | Holger Waldenberger  | 01 Min. 27 Sek.             | Guido, Tobias, Petra, Sebastian mit 15 + 1 Punkten    | 010.020 € |

## ARD-Staffel 3 (99 Folgen, 1 Spezialausgabe)
In dieser Staffel werden Folgen teilweise nicht in der seitens der ARD angegebenen Produktionsreihenfolge ausgestrahlt, weshalb die hier angegebene Ausstrahlungsreihenfolge oft nicht mit der Folgenbezeichnung der ARD übereinstimmt.
| Nr. (gesamt) | Nr. (Staffel) | Datum         | Kandidaten                                                                                           | Jäger                | Zeit bzw. Punkte des Jägers | Finalisten                                            | Geldsumme |
| ------------ | ------------- | ------------- | --- | -------------------- | --------------------------- | ----------------------------------------------------- | --------- |
| 112          | 01            | 7. Okt. 2016  | Sebastian Köchig, Katja Steenbock, Robin Schlömer, Sandro Di Natale                                  | Klaus Otto Nagorsnik | 01 Min. 47 Sek.             | Sebastian mit 19 + 1 Punkten                          | 100.000 € |
| 113          | 02            | 14. Okt. 2016 | Renke Siefken, Osman Kaya, Philipp Hotz, Brigitte Kadach                                             | Sebastian Jacoby     | 01 Min. 04 Sek.             | Brigitte, Osman, Renke mit 9 + 1 Punkten              | 011.000 € |
| 114          | 03            | 21. Okt. 2016 | Henriette Schamschula, Manfred Kiefer, Martina Keller, Harry Janus                                   | Klaus Otto Nagorsnik | 14 Punkte                   | Henriette, Manfred, Martina, Harry mit 23 + 4 Punkten | 017.500 € |
| 115          | 04            | 28. Okt. 2016 | Tobias Langer, Maximilian Römer, Steve Brauer, Barbara Boje                                          | Sebastian Klussmann  | 01 Min. 38 Sek.             | Max, Barbara mit 15 + 1 Punkten                       | 006.000 € |
| 116          | 05            | 4. Nov. 2016  | Daniel Shaltookchi, Claus Peter Simon, Holger Wockenfuß, Mario Kösslin                               | Holger Waldenberger  | 01 Min. 03 Sek.             | Mario, Daniel mit 12 Punkten                          | 028.500 € |
| 117          | 06            | 11. Nov. 2016 | Bico Lange, Justin Winterberg, Beate Brakonier, Reinald Hoffsten                                     | Sebastian Jacoby     | 01 Min. 33 Sek.             | Bico, Justin, Beate mit 18 Punkten                    | 006.500 € |
| 118          | 07            | 18. Nov. 2016 | Catarina Wirth, Brigitte Blamage, Michael Spohr, Andrea Tegen                                        | Holger Waldenberger  | 14 Punkte                   | Michael, Andrea mit 16 + 4 Punkten                    | 060.000 € |
| 119          | 08            | 25. Nov. 2016 | Deli Safari-Khaledi, Ernst Jäger-Buschart, Christoph Wötzel, Markus Müller                           | Sebastian Klussmann  | 01 Min. 41 Sek.             | Deli, Christoph mit 15 Punkten                        | 050.000 € |
| 120          | 09            | 2. Dez. 2016  | Kathrin Horn, Fabian Stöhr, Bernd Glodeck, Annegret Jecke                                            | Sebastian Jacoby     | 01 Min. 40 Sek.             | Fabian, Bernd mit 15 + 1 Punkten                      | 005.500 € |
| 121          | 10            | 5. Dez. 2016  | Thomas Alexander, Laura Gille, Timo Schacht, Julia Kossmann                                          | Klaus Otto Nagorsnik | 01 Min. 38 Sek.             | Thomas, Laura, Timo, Julia mit 17 + 1 Punkten         | 008.600 € |
| 122          | 11            | 6. Dez. 2016  | Elisabeth Melzer, Manfred Mörker, Orchidee Brömme, Henrik Schaper                                    | Holger Waldenberger  | 01 Min. 29 Sek.             | Elisabeth, Manfred, Henrik mit 12 + 1 Punkten         | 008.000 € |
| 123          | 12            | 7. Dez. 2016  | Bruno Lundius, Viktoryia Perez, Christoph Portig, Dennis Diedrich                                    | Sebastian Klussmann  | 01 Min. 02 Sek.             | Viktoryia, Dennis mit 10 + 1 Punkten                  | 003.300 € |
| 124          | 13            | 8. Dez. 2016  | Joachim Saupe, Petra Lenzen, Rike Fabia Lohmann, Ronald Nienerza                                     | Holger Waldenberger  | 01 Min. 50 Sek.             | Petra, Rike mit 8 Punkten                             | 004.500 € |
| 125          | 14            | 9. Dez. 2016  | Carolin Tauchnitz, Sebastian Marschall, Elke Breuer, Botho von Saltzwedel                            | Sebastian Jacoby     | 01 Min. 36 Sek.             | Elke, Carolin mit 14 Punkten                          | 068.000 € |
| 126          | 15            | 12. Dez. 2016 | Janine von Diest, Michael Pfeifer, Regina Schmidt, Marcel Kösling                                    | Klaus Otto Nagorsnik | 01 Min. 36 Sek.             | Janine, Michael, Regina, Marcel mit 15 + 1 Punkten    | 012.500 € |
| 127          | 16            | 13. Dez. 2016 | Manfred Kurfiß, Marianne Stresow, Lena Müller, Christian Kinner                                      | Sebastian Jacoby     | 01 Min. 55 Sek.             | Marianne, Lena mit 16 + 2 Punkten                     | 006.000 € |
| 128          | 17            | 14. Dez. 2016 | Joachim Gräwe, Nadine-Hanan Gröger, Uwe Knop, Lars Vorberger                                         | Sebastian Klussmann  | 01 Min. 03 Sek.             | Uwe mit 11 Punkten                                    | 003.000 € |
| 129          | 18            | 21. Dez. 2016 | Nicola Brüggeleben, Cagdas Cetinkaya, Carsten Beer, Stephanie Hennig                                 | Klaus Otto Nagorsnik | 01 Min. 34 Sek.             | Nicola, Carsten mit 10 + 1 Punkten                    | 005.500 € |
| 130          | 19            | 22. Dez. 2016 | Nadja Mrowetz, Rudi Henning, Gabriele Peulvast, Hermann Osterhage                                    | Sebastian Klussmann  | 12 Punkte                   | Nadja, Gabriele, Hermann mit 16 + 4 Punkten           | 089.500 € |
| 131          | 20            | 23. Dez. 2016 | Svenja Fojut, Klaus-Dieter Welzel, Kirsten Deppe, Ugur Kahveci                                       | Sebastian Jacoby     | 01 Min. 19 Sek.             | Klaus-Dieter, Kirsten mit 9 + 2 Punkten               | 003.450 € |
| 132          | 21            | 27. Dez. 2016 | Tobias Snippe, Renate Dada-Tremblau, Theresa Helsper, Uwe Vosse                                      | Sebastian Jacoby     | 01 Min. 36 Sek.             | Renate, Uwe mit 13 + 1 Punkten                        | 062.000 € |
| 133          | 22            | 27. Dez. 2016 | Katharina Engelhardt, Florian Freihofer, Nicole Marquardt, Wolfgang Glauche                          | Holger Waldenberger  | 01 Min. 30 Sek.             | Katharina, Florian mit 14 + 1 Punkten                 | 054.000 € |
| 134          | 23            | 28. Dez. 2016 | Delia West, Andreas Pluto, Christine Höhl, Axel Hecht                                                | Klaus Otto Nagorsnik | 12 Punkte                   | Delia, Andreas, Axel mit 19 + 3 Punkten               | 006.250 € |
| 135          | 24            | 29. Dez. 2016 | Sarah Malaise, Hans-Günter Wilden, Petra Schiefen, Oliver Glen                                       | Sebastian Klussmann  | 01 Min. 36 Sek.             | Petra mit 12 + 1 Punkten                              | 002.000 € |
| 136          | 25            | 30. Dez. 2016 | Elisabeth Münch, Julian Groenwoldt, Tanja Lüchinger, Andreas Friemel                                 | Klaus Otto Nagorsnik | 01 Min. 37 Sek.             | Elisabeth, Julian mit 16 Punkten                      | 016.000 € |
| 137          | 26            | 2. Jan. 2017  | Stefan Kullack, Angelika Bork, Ralf Sukenik, Jacqueline Süß                                          | Sebastian Klussmann  | 16 Punkte                   | Angelika, Ralf, Jacqueline mit 17 + 2 Punkten         | 030.500 € |
| 138          | 27            | 3. Jan. 2017  | Andrea Collin-Johann, Mario Martz, Inga Bremermann, Mohammed Ghalamkarizadeh                         | Klaus Otto Nagorsnik | 01 Min. 13 Sek.             | Mohammed mit 11 + 1 Punkten                           | 075.000 € |
| 139          | 28            | 4. Jan. 2017  | Uwe Strachau, Dagmar Ahrens, Matthias Rediker, Henriett Beres                                        | Sebastian Jacoby     | 01 Min. 25 Sek.             | Uwe, Dagmar, Matthias mit 14 + 1 Punkten              | 010.000 € |
| 140          | 29            | 5. Jan. 2017  | Walter Quanz, Monika Regner, Melanie Gerlach, Lukas Rogel                                            | Sebastian Klussmann  | 01 Min. 50 Sek.             | Walter, Lukas mit 15 + 1 Punkten                      | 005.000 € |
| 141          | 30            | 6. Jan. 2017  | Lars Sörensen, Ulrike Bethmann, Egon Langhammer, Kathrin Düffert                                     | Holger Waldenberger  | 15 Punkte                   | Lars, Ulrike, Egon mit 17 + 3 Punkten                 | 009.200 € |
| 142          | 31            | 9. Jan. 2017  | Kerstin Bitter, Christoph Fox, Matthias Kloß, Claudia Martin                                         | Klaus Otto Nagorsnik | 01 Min. 34 Sek.             | Kerstin, Claudia mit 13 + 1 Punkten                   | 002.800 € |
| 143          | 32            | 10. Jan. 2017 | Ilka Scheer, Sven Joskowiak, Lionard Tampier, Brigitte Schaffner                                     | Holger Waldenberger  | 01 Min. 03 Sek.             | Ilka, Lionard mit 11 Punkten                          | 003.000 € |
| 144          | 33            | 11. Jan. 2017 | Thomas Schmid, Marle Düring, Sebastian Lindemann, Andrea Freesemann                                  | Grażyna Werner       | 01 Min. 17 Sek.             | Marle, Sebastian, Andrea mit 9 + 1 Punkten            | 022.500 € |
| 145          | 34            | 12. Jan. 2017 | Remo Schwabe, Effi Löbnau, Adriana Röder, Lothar Ludigkeit                                           | Sebastian Jacoby     | 01 Min. 18 Sek.             | Remo, Lothar mit 14 Punkten                           | 005.500 € |
| 146          | 35            | 13. Jan. 2017 | Robin Hemp, Sabine Avenhaus, Erkan Seyran, Carolyn Srugies                                           | Sebastian Klussmann  | 01 Min. 43 Sek.             | Robin, Sabine, Carolyn mit 16 + 1 Punkten             | 006.000 € |
| 147          | 36            | 16. Jan. 2017 | Sascha Windmöller, Birgit Dethlefs, Reinhard Hausch, Nina Bergmann                                   | Klaus Otto Nagorsnik | 01 Min. 38 Sek.             | Reinhard, Nina mit 13 + 1 Punkten                     | 006.000 € |
| 148          | 37            | 17. Jan. 2017 | Lore Kleemann, Niclas Jechow, Verena Koterski, Andreas Klein                                         | Sebastian Jacoby     | 09 Punkte                   | Lore, Niclas, Verena, Andreas mit 18 + 7 Punkten      | 060.000 € |
| 149          | 38            | 18. Jan. 2017 | Thomas Lüker, Krstina „Tina“ Stolzenburg, Jonas Kalauch, Sabine Jahn                                 | Holger Waldenberger  | 01 Min. 50 Sek.             | Krstina, Jonas, Sabine mit 15 + 1 Punkten             | 011.500 € |
| 150          | 39            | 19. Jan. 2017 | Margrit Hägele, Andreas Stadler, Kirsten Stein, Rolf Gottschalk                                      | Sebastian Klussmann  | 01 Min. 42 Sek.             | Margrit, Kirsten, Rolf mit 12 + 3 Punkten             | 080.500 € |
| 151          | 40            | 23. Jan. 2017 | Silke Rostami, Vicco von Foullon, Horst-Günther Lueßen, Anne-Katrin Maurer                           | Klaus Otto Nagorsnik | 15 Punkte                   | Silke, Horst-Günther, Anne mit 16 + 1 Punkten         | 008.500 € |
| 152          | 41            | 24. Jan. 2017 | Melanie Pries, Julian Marquardt, Isabel Bergmann, Marc Vanacker                                      | Grażyna Werner       | 11 Punkte                   | Melanie, Julian, Isabel, Marc mit 19 + 3 Punkten      | 033.000 € |
| 153          | 42            | 25. Jan. 2017 | Rüdiger Wenzel, Anja Reiß, Youssef Akil, Beate Eckert-Dosedal                                        | Sebastian Klussmann  | 01 Min. 29 Sek.             | Anja, Beate mit 11 + 1 Punkten                        | 004.000 € |
| 154          | 43            | 26. Jan. 2017 | Patrick Christoph Rebmann, Dagmar Ernst, Justin Jackl, Nadine Hanke                                  | Sebastian Jacoby     | 01 Min. 32 Sek.             | Patrick, Justin, Nadine mit 14 Punkten                | 106.500 € |
| 155          | 44            | 27. Jan. 2017 | Daniel Harsche, Cornelia „Connie“ Schubert, Sascha Blättermann, Liane Kirchner-Teschner              | Holger Waldenberger  | 01 Min. 20 Sek.             | Daniel, Liane mit 12 + 1 Punkten                      | 006.500 € |
| 156          | 45            | 30. Jan. 2017 | Silke Mackels, Caren Wicka, Julian Weicht, Michael Link                                              | Holger Waldenberger  | 01 Min. 17 Sek.             | Julian, Michael mit 13 + 1 Punkten                    | 075.259 € |
| 157          | 46            | 31. Jan. 2017 | Maximilian Stauder, Doris Greßler, Astrid Huemke, Jörn Othersen                                      | Sebastian Klussmann  | 13 Punkte                   | Maximilian, Doris mit 14 + 3 Punkten                  | 006.500 € |
| 158          | 47            | 1. Feb. 2017  | Tilmann Meinshausen, Nicole Baldwin, Gerald Braun, Eva Ulrich                                        | Klaus Otto Nagorsnik | 01 Min. 58 Sek.             | Eva, Gerald, Nicole, Tilmann mit 17 + 1 Punkten       | 047.000 € |
| 159          | 48            | 2. Feb. 2017  | Marcel Berkhahn, Birte Nagel, Johanna Geils, Olufemi Smith                                           | Sebastian Klussmann  | 01 Min. 30 Sek.             | Olufemi, Marcel mit 11 + 1 Punkten                    | 051.500 € |
| 160          | 49            | 3. Feb. 2017  | Götz Lachmann, Sonja Wohlhaupter, René Bizimana, Sandra Eisfeld                                      | Sebastian Jacoby     | 01 Min. 12 Sek.             | René mit 12 Punkten                                   | 060.000 € |
| 161          | 50            | 6. Feb. 2017  | Brinja Möller, Pascal Bothe, Katja Tollgreef, Ralf Lembke                                            | Klaus Otto Nagorsnik | 15 Punkte                   | Pascal, Ralf mit 17 + 3 Punkten                       | 026.500 € |
| 162          | 51            | 7. Feb. 2017  | Sarah Kaiser, Stefan Kiontke, Behzad Pourharandi, Viola Borchman                                     | Grażyna Werner       | 09 Punkte                   | Viola, Behzad, Stefan, Sarah mit 14 + 3 Punkten       | 041.000 € |
| 163          | 52            | 8. Feb. 2017  | Heiko Rühmann, Evelyn Schnapka, Susan Tenhaeff, Alexander Heilmann                                   | Holger Waldenberger  | 14 Punkte                   | Heiko, Evelyn, Susan, Alexander mit 20 + 3 Punkten    | 013.200 € |
| 164          | 53            | 9. Feb. 2017  | René Agular, Kai Schierhorn, Silke Rappelt, Bettina Weise                                            | Sebastian Jacoby     | 12 Punkte                   | Kai, Silke, Bettina mit 15 + 3 Punkten                | 056.500 € |
| 165          | 54            | 10. Feb. 2017 | Ingo Schmiedeberg, Verena Fehrlage, Suzan Zymella, Achim Finger                                      | Sebastian Klussmann  | 13 Punkte                   | Ingo, Suzan, Achim mit 15 + 4 Punkten                 | 034.500 € |
| 166          | 55            | 13. Feb. 2017 | Baris Kösebas, Birgit Neuhaus, Annika Eckhardt, Markus Schollmeyer                                   | Holger Waldenberger  | 02 Min.                     | Birgit, Annika, Markus mit 15 + 4 Punkten             | 054.000 € |
| 167          | 56            | 14. Feb. 2017 | Matthias Bleiß, Nadine Stegemann, Wolfgang Fuchs, Anna Hennersperger                                 | Holger Waldenberger  | 15 Punkte                   | Nadine, Wolfgang, Anna mit 19 + 2 Punkten             | 007.500 € |
| 168          | 57            | 15. Feb. 2017 | Nicolas Poick, Tanja Mück, Heike Bischoff, Markus Dinkheller                                         | Holger Waldenberger  | 01 Min. 16 Sek.             | Markus mit 9 Punkten                                  | 003.000 € |
| 169          | 58            | 16. Feb. 2017 | Thomas Finger, Jutta Hartmann, Meghashyam Kadwey, Anna Schröder                                      | Sebastian Klussmann  | 10 Punkte                   | Thomas, Jutta, Meghashyam mit 12 + 4 Punkten          | 006.700 € |
| 170          | 59            | 17. Feb. 2017 | Ernst Niehof, Kamilla Duda, Patrick Otte, Neni Gotzmann                                              | Sebastian Jacoby     | 01 Min. 00 Sek.             | Patrick mit 11 Punkten                                | 002.000 € |
| 171          | 60            | 20. Feb. 2017 | Sarah Sternhofer, Andreas Jeworrek, Sabine Rehmert, Michael Sack                                     | Sebastian Jacoby     | 01 Min. 18 Sek.             | Andreas mit 13 Punkten                                | 003.500 € |
| 172          | 61            | 21. Feb. 2017 | Michael Schneider, Bianca Berle, André Diers, Sandra Angeles Antunez                                 | Sebastian Klussmann  | 01 Min. 28 Sek.             | Sandra, André, Michael mit 14 + 2 Punkten             | 052.100 € |
| 173          | 62            | 22. Feb. 2017 | Wolfgang Stoll, Carolin Liebetrau, Toni Podpolinski, Dorothee Giffey                                 | Holger Waldenberger  | 01 Min. 29 Sek.             | Toni, Dorothee mit 12 + 2 Punkten                     | 005.000 € |
| 174          | 63            | 23. Feb. 2017 | Hannes Schwelm, Birgit Levknecht, Horst Grüness, Jessica Braun                                       | Klaus Otto Nagorsnik | 01 Min. 53 Sek.             | Hannes mit 8 Punkten                                  | 002.000 € |
| 175          | 64            | 24. Feb. 2017 | Dominic Bucher, Vanessa-Nina Kress, Birgit Hickman, Florian Klaue                                    | Sebastian Jacoby     | 08 Punkte                   | Dominic, Vanessa, Birgit, Florian mit 15 + 6 Punkten  | 032.000 € |
| 176          | 65            | 27. Feb. 2017 | Karin Mathenz, Daniel Buschmann, Barbara Wurz, Jona Cambatzu                                         | Sebastian Jacoby     | 01 Min. 48 Sek.             | Barbara, Daniel, Karin mit 16 Punkten                 | 007.000 € |
| 177          | 66            | 28. Feb. 2017 | Tim Petersen, Valerie Ostermann, Sebastian Theurich, Marlene Manduke                                 | Sebastian Klussmann  | 09 Punkte                   | Valerie, Sebastian mit 12 + 6 Punkten                 | 052.000 € |
| 178          | 67            | 1. März 2017  | Christian Hill, Irene Pezzei, Sylvie Katterfeld, Nicholas Fanselow                                   | Holger Waldenberger  | 01 Min. 10 Sek.             | Christian, Nicholas mit 12 + 1 Punkten                | 101.000 € |
| 179          | 68            | 3. März 2017  | Jennifer Klotz, Lars Becker, Michael Hartmann, Britta Gramenz                                        | Sebastian Jacoby     | 10 Punkte                   | Jennifer, Lars, Michael, Britta mit 13 + 7 Punkten    | 030.000 € |
| XXL 3        | S1            | 4. März 2017  | Team „Schauspiel“: Axel Milberg, Andrea Sawatzki, Martin Brambach, Mimi Fiedler                      | Sebastian Jacoby     | 08 Punkte                   | Axel, Andrea, Martin, Mimi mit 15 + 5 Punkten         | 037.750 € |
| XXL 3        | S1            | 4. März 2017  | Team „Musik“: Gitte Hænning, Tom Gaebel, Kristina Bach, Sebastian Krumbiegel                         | Klaus Otto Nagorsnik | 12 Punkte                   | Gitte, Tom, Kristina mit 13 + 4 Punkten               | 010.000 € |
| XXL 3        | S1            | 4. März 2017  | Team „Sport“: Andreas Toba, Sandra Völker, Stefan Effenberg, Claudia Pechstein                       | Sebastian Klussmann  | 01 Min. 38 Sek.             | Sandra mit 6 Punkten                                  | 002.500 € |
| XXL 3        | S1            | 4. März 2017  | Team „Comedy“: Maren Kroymann, Wolfgang Trepper, Esther Schweins, Michael Kessler                    | Holger Waldenberger  | 11 Punkte                   | Maren, Wolfgang, Esther, Michael mit 16 + 5 Punkten   | 168.000 € |
| 180          | 69            | 6. März 2017  | Laurens Roggenbuck, Helga Wahlers, Merlin Koglin, Claire Möhle                                       | Klaus Otto Nagorsnik | 01 Min. 51 Sek.             | Helga, Claire mit 14 + 1 Punkten                      | 026.000 € |
| 181          | 70            | 7. März 2017  | Lea Schulz, Dirk Hey, Manuela Jekubik-Kloodt, Evangelos Alexiou                                      | Sebastian Klussmann  | 01 Min. 16 Sek.             | Lea, Manuela, Evangelos mit 11 + 1 Punkten            | 023.250 € |
| 182          | 71            | 8. März 2017  | Selin Veli Oglou, David Juric, Sarah Holly Malzahn, Edgar Pelz                                       | Grażyna Werner       | 07 Punkte                   | Selin, Sarah Holly mit 13 + 2 Punkten                 | 004.500 € |
| 183          | 72            | 9. März 2017  | Simone Helmerich, Horst Küpker, Sonja Gebert, Ayhan Ersöz                                            | Holger Waldenberger  | 01 Min. 19 Sek.             | Horst mit 4 Punkten                                   | 002.000 € |
| 184          | 73            | 10. März 2017 | Hildegard Jennen, Jonathan Mätzig, Martina Hayes-Vesely, Michael Schulte-Döinghaus                   | Sebastian Klussmann  | 14 Punkte                   | Martina, Michael mit 18 + 2 Punkten                   | 020.000 € |
| 185          | 74            | 13. März 2017 | Paulina-Sophie Stolz, Moritz Radecke, Ilka Paepke, Jens Kreuzer                                      | Holger Waldenberger  | 01 Min. 57 Sek.             | Paulina-Sophie, Ilka, Jens mit 15 + 3 Punkten         | 053.500 € |
| 186          | 75            | 20. März 2017 | Martin Eitner, Andrea Prinz, Edgar Schultz, Diana-Beata Biever-Madsen                                | Klaus Otto Nagorsnik | 01 Min. 56 Sek.             | Edgar mit 8 Punkten                                   | 001.500 € |
| 187          | 76            | 21. März 2017 | Bettina Heese, Jakob Flemming, Dieter Reuter, Andrea Ptok                                            | Sebastian Jacoby     | 11 Punkte                   | Jakob, Dieter mit 13 + 1 Punkten                      | 005.500 € |
| 188          | 77            | 22. März 2017 | Stephanie Lied, Reiner Sikora, Silvia Schäfler, Norman Kruft                                         | Holger Waldenberger  | 01 Min. 54 Sek.             | Stephanie, Norman mit 12 + 4 Punkten                  | 051.000 € |
| 189          | 78            | 23. März 2017 | Svenja Dungs, Matthias Moehl, Martina Drexelius, Peter Irion                                         | Sebastian Klussmann  | 01 Min. 32 Sek.             | Svenja, Peter mit 12 Punkten                          | 007.000 € |
| 190          | 79            | 24. März 2017 | Tanja Bruhn, Karsten Friedrich, Thomas Schönau, Andrea Scheppler                                     | Klaus Otto Nagorsnik | 16 Punkte                   | Tanja, Karsten, Thomas, Andrea mit 18 + 1 Punkten     | 010.500 € |
| 191          | 80            | 24. März 2017 | Markus Kügel, Christine Kamps, Carin Bahner, Jan de Jong                                             | Holger Waldenberger  | 01 Min. 45 Sek. (fehlerlos) | Christine, Carin mit 8 Punkten                        | 006.000 € |
| 192          | 81            | 27. März 2017 | Elke-Marianne Dörnen, Benedict Bier, Dagmar Hitzelberger, Ulrich Brinken                             | Holger Waldenberger  | 12 Punkte                   | Benedict, Dagmar, Ulrich mit 16 + 4 Punkten           | 074.500 € |
| 193          | 82            | 28. März 2017 | Claus Spilker, Irene Stehr, Susanne Berthes, René Teuscher                                           | Klaus Otto Nagorsnik | 01 Min. 50 Sek.             | Susanne mit 13 + 2 Punkten                            | 070.000 € |
| 194          | 83            | 29. März 2017 | Hannelore Tuminello, Zeynel Berber, Simone Marschner, Thomas Illing                                  | Sebastian Klussmann  | 15 Punkte                   | Hannelore, Zeynel, Simone, Thomas mit 17 + 4 Punkten  | 026.500 € |
| 195          | 84            | 30. März 2017 | Die Schwestern Elisabeth Remig-Rosahl und Anna-Maria Remig sowie die Brüder Philipp und Martin Opitz | Holger Waldenberger  | 01 Min. 24 Sek.             | Anna-Maria, Philipp, Martin mit 13 Punkten            | 010.500 € |
| 196          | 85            | 31. März 2017 | Kerstin Egiomue, Maximilian Franz, Karsten Strey, Berenike Hüls                                      | Sebastian Jacoby     | 01 Min. 51 Sek.             | Maximilian, Karsten mit 16 + 1 Punkten                | 054.000 € |
| 197          | 86            | 31. März 2017 | Alina Schneider, Carsten Kriegler, Sarah Tosun, Till Adam                                            | Sebastian Klussmann  | 01 Min. 32 Sek.             | Till mit 5 Punkten                                    | 003.000 € |
| 198          | 87            | 3. Apr. 2017  | Elke Gebauer, Samed Sahin, Katja Bischoff, Horst Loosen                                              | Holger Waldenberger  | 01 Min. 40 Sek.             | Elke, Katja, Horst mit 15 + 1 Punkten                 | 009.000 € |
| 199          | 88            | 4. Apr. 2017  | Patricia Rupprecht, Manuel Hobiger, Sabine Kirsch, Michael Moosmeier                                 | Klaus Otto Nagorsnik | 15 Punkte                   | Manuel, Sabine, Michael mit 18 + 2 Punkten            | 027.500 € |
| 200          | 89            | 5. Apr. 2017  | Kamil Akmermer, Franziska Ehrl, Steffen Raddatz, Christa Klein                                       | Grażyna Werner       | 06 Punkte                   | Kamil, Franziska, Christa mit 14 + 7 Punkten          | 005.000 € |
| 201          | 90            | 6. Apr. 2017  | Sascha Neumann, Irmgard Rösch, Detlef Gansera, Hilde Kaspari                                         | Sebastian Klussmann  | 01 Min. 44 Sek.             | Sascha, Irmgard, Hilde mit 14 + 2 Punkten             | 006.300 € |
| 202          | 91            | 7. Apr. 2017  | Christine Kaulen, Martin Wulff, Christina Cordes, Andy Östreich                                      | Sebastian Jacoby     | 01 Min. 47 Sek.             | Christine, Christina, Andy mit 15 + 3 Punkten         | 045.500 € |
| 203          | 92            | 7. Apr. 2017  | Patrick Seidel, Monika Lang, Katharina Müller, Jens Bartels                                          | Sebastian Klussmann  | 01 Min. 45 Sek.             | Patrick, Monika, Katharina mit 8 Punkten              | 008.500 € |
| 204          | 93            | 10. Apr. 2017 | Cornelia Wagner, Marius Mielke, Daniela Faust, Peter Gremm                                           | Klaus Otto Nagorsnik | 10 Punkte                   | Cornelia, Marius mit 15 + 6 Punkten                   | 005.500 € |
| 205          | 94            | 11. Apr. 2017 | Larissa Sarah Meurer, Werner Merz, Regina Keul, Ralf Großmann                                        | Sebastian Jacoby     | 01 Min. 35 Sek.             | Larissa, Regina mit 14 + 2 Punkten                    | 051.000 € |
| 206          | 95            | 12. Apr. 2017 | Violetta „Viola“ Tomaschewski, Jonathan Schmollinger, Sabrina Fritz, Stephan Balzer                  | Klaus Otto Nagorsnik | 01 Min. 26 Sek.             | Viola, Jonathan, Stephan mit 11 Punkten               | 102.250 € |
| 207          | 96            | 13. Apr. 2017 | Anja Gilsovic, Andreas Render, Stephan Köhler, Renate Beisenherz-Galas                               | Sebastian Jacoby     | 14 Punkte                   | Anja, Andreas, Renate mit 15 + 3 Punkten              | 007.450 € |
| 208          | 97            | 18. Apr. 2017 | Bernhard Kohlbeck, Lena Lütt, Stefan Bunk, Simone Pahlke                                             | Holger Waldenberger  | 01 Min. 42 Sek.             | Bernhard mit 14 + 3 Punkten                           | 003.000 € |
| 209          | 98            | 19. Apr. 2017 | Gudrun Schneider, Thomas Radtke, Frauke Krüger, Benjamin Lewin                                       | Sebastian Klussmann  | 08 Punkte                   | Gudrun, Frauke mit 13 + 4 Punkten                     | 006.500 € |
| 210          | 99            | 20. Apr. 2017 | Sebastian Hermann, Ines Seiwert, Dagmar Münzel, Philipp Schäfer                                      | Holger Waldenberger  | 01 Min. 24 Sek.             | Sebastian, Ines, Philipp mit 15 + 1 Punkten           | 010.500 € |

## ARD-Staffel 4 (99 Folgen, 5 Spezialausgaben)
| Nr. (gesamt) | Nr. (Staffel) | Datum         | Kandidaten                                                                                  | Jäger                | Zeit bzw. Punkte des Jägers | Finalisten                                            | Geldsumme |
| ------------ | ------------- | ------------- | ------------------------------------------------------------------------------------------- | -------------------- | --------------------------- | ----------------------------------------------------- | --------- |
| Familie 1    | S1            | 2. Jan. 2018  | Feras, Nabil, Lemia, Timo Al-Barazanchi                                                     | Sebastian Klussmann  | 01 Min. 55 Sek.             | Feras, Timo mit 11 Punkten                            | 005.500 € |
| Familie 2    | S2            | 3. Jan. 2018  | Maximilian, Volker, Gernot, Florian Pfisterer                                               | Sebastian Jacoby     | 01 Min. 12 Sek.             | Maximilian, Volker, Florian mit 15 + 1 Punkten        | 050.500 € |
| Familie 3    | S3            | 4. Jan. 2018  | Bastian, Jessica, Philipp, Hendrik Schröder                                                 | Klaus Otto Nagorsnik | 01 Min. 43 Sek.             | Bastian, Jessica, Hendrik mit 15 + 1 Punkten          | 026.000 € |
| Familie 4    | S4            | 5. Jan. 2018  | Frederic, Felix, Philipp, Susanne Schäfer                                                   | Sebastian Jacoby     | 01 Min. 32 Sek.             | Felix, Philipp, Susanne mit 15 Punkten                | 079.700 € |
| 211          | 01            | 8. Jan. 2018  | Katharina Bischoff, Thomas Walzer, Renate Peltzer, Ronald Stelzer                           | Klaus Otto Nagorsnik | 01 Min. 16 Sek.             | Katharina (alle ausgeschieden) mit 11 + 1 Punkten     | 000.500 € |
| 212          | 02            | 23. Apr. 2018 | Jan Eric Schnellbacher, Martina Druckenthaner, Thomas Mehlbeer, Gerti Stegmann              | Sebastian Jacoby     | 01 Min. 18 Sek.             | Jan, Martina mit 13 + 1 Punkten                       | 0 8.500 € |
| 213          | 03            | 24. Apr. 2018 | Christian Hansen, Marietta Junig, Frank Linz, Sabine Majer                                  | Klaus Otto Nagorsnik | 11 Punkte                   | Christian, Frank, Sabine mit 13 + 5 Punkten           | 025.500 € |
| 214          | 04            | 25. Apr. 2018 | Petra Köhler, Anais Mbala, Christian Gebhard, Jennifer Hartung                              | Sebastian Klussmann  | 01 Min. 47 Sek.             | Petra mit 13 + 2 Punkten                              | 003.500 € |
| 215          | 05            | 26. Apr. 2018 | Joana Schmidt, Ralf Kussowski, Melanie Messow, Julian Goede                                 | Sebastian Jacoby     | 01 Min. 36 Sek.             | Joana, Julian mit 14 + 1 Punkten                      | 004.250 € |
| 216          | 06            | 27. Apr. 2018 | Jutta Schottstedt, Tobias Lange, Laura Klemm, Wolfgang Flohr                                | Klaus Otto Nagorsnik | 01 Min. 33 Sek.             | Jutta, Tobias, Laura, Wolfgang mit 17 + 1 Punkten     | 012.000 € |
| 217          | 07            | 30. Apr. 2018 | Lilian Sommerfeld, Daniel Kinkel, Benjamin Schmidt, Sabine Vollbrecht                       | Sebastian Jacoby     | 01 Min. 28 Sek.             | Lili, Sabine mit 13 Punkten                           | 004.400 € |
| 218          | 08            | 2. Mai 2018   | Christopher Witt, Maren Mielke, Eduardo da Silva Monteiro, Katharina Schmidt                | Klaus Otto Nagorsnik | 01 Min. 15 Sek.             | Maren (alle ausgeschieden) mit 12 Punkten             | 000.500 € |
| 219          | 09            | 3. Mai 2018   | Sabine Gleinige, Michael Sträßer, Tanja Gems, Markus Gärtner                                | Sebastian Jacoby     | 14 Punkte                   | Sabine, Michael, Markus mit 15 + 4 Punkten            | 003.754 € |
| 220          | 10            | 4. Mai 2018   | Moritz Flesch, Jannett Mallon, Dirk Heinenberg, Katharina Götz                              | Sebastian Klussmann  | 01 Min. 34 Sek.             | Jannett, Dirk mit 12 + 3 Punkten                      | 006.000 € |
| 221          | 11            | 7. Mai 2018   | Sophie Lieb, Achim Leopold, Tim Dassler, Susanne Lang                                       | Sebastian Klussmann  | 10 Punkte                   | Sophie, Achim, Tim mit 16 + 5 Punkten                 | 007.500 € |
| 222          | 12            | 8. Mai 2018   | Michael Sandner, Gelareh Shahpar, Wolfgang Schneeloch, Melanie Gross                        | Sebastian Jacoby     | 01 Min. 42 Sek.             | Michael, Gelareh mit 9 Punkten                        | 005.500 € |
| 223          | 13            | 9. Mai 2018   | Alexandra Kunz, Magnus Gielessen, Michael Kirschbaum, Vera Bonn                             | Sebastian Klussmann  | 01 Min. 09 Sek.             | Michael mit 11 Punkten                                | 004.000 € |
| 224          | 14            | 11. Mai 2018  | Jutta Resing, Niklas Buhl, Thomas Knaack, Martina Mikulasch                                 | Klaus Otto Nagorsnik | 01 Min. 33 Sek.             | Niklas (alle ausgeschieden) mit 11 + 3 Punkten        | 000.500 € |
| 225          | 15            | 14. Mai 2018  | Dorothea Callhoff, Hartmut Knierim, Sylvia Burdach, Patrick Hasenberg                       | Klaus Otto Nagorsnik | 13 Punkte                   | Dorothea, Hartmut, Sylvia, Patrick mit 16 + 3 Punkten | 026.500 € |
| 226          | 16            | 15. Mai 2018  | Karl-Herrmann Stein, Isabel Pereira, Hans Hammer, Daniela Hellmuth                          | Sebastian Jacoby     | 01 Min. 54 Sek.             | Isabell mit 10 Punkten                                | 001.000 € |
| 227          | 17            | 16. Mai 2018  | Oliver Altmann, Daniel Hoffmann, Susan Mehringer, Nicola Busse                              | Sebastian Klussmann  | 01 Min. 11 Sek.             | Oliver mit 11 Punkten                                 | 010.000 € |
| 228          | 18            | 17. Mai 2018  | Astrid Euler, Carsten John, Margit Schmitz, Jonas Klimm                                     | Sebastian Jacoby     | 14 Punkte                   | Astrid, Margit mit 16 + 3 Punkten                     | 004.750 € |
| 229          | 19            | 18. Mai 2018  | Dorothea Burtchen-Bataineh, Joshua Clausnitzer, Wolfgang Gerhold, Kerstin Petzold           | Klaus Otto Nagorsnik | 01 Min. 17 Sek.             | Dorothea, Wolfgang mit 8 + 1 Punkten                  | 007.500 € |
| 230          | 20            | 22. Mai 2018  | Helga Kaufmann, Manfred Lachmann, Matthias Gruber, Saskia Klingelschmitt                    | Sebastian Klussmann  | 10 Punkte                   | Manfred mit 15 + 4 Punkten                            | 003.000 € |
| 231          | 21            | 23. Mai 2018  | Joachim John, Ulrike Stockhausen, Marianne Lehmann, Ronny Menzel                            | Klaus Otto Nagorsnik | 11 Punkte                   | Ulrike mit 13 + 2 Punkten                             | 002.500 € |
| 232          | 22            | 24. Mai 2018  | Sandra Vogt, Ronald Bartsch, Bettina Kibscholl, Tobias Dierfeld                             | Manuel Hobiger       | 01 Min. 58 Sek.             | Sandra mit 12 + 1 Punkten                             | 004.000 € |
| 233          | 23            | 25. Mai 2018  | Hermann Wegner, Annie Meyer, Marco Heyer, Betty Erath                                       | Sebastian Jacoby     | 01 Min. 53 Sek. (fehlerlos) | Betty (alle ausgeschieden) mit 10 Punkten             | 000.500 € |
| 234          | 24            | 28. Mai 2018  | Errol Dogan, Inga Lipowski, Wolfgang Bucher, Annette Heil                                   | Sebastian Klussmann  | 01 Min.                     | Inga mit 7 Punkten                                    | 002.500 € |
| 235          | 25            | 29. Mai 2018  | Lieselotte Klein, Robert Atzler, Richard Wernecke, Elke Sauer                               | Manuel Hobiger       | 01 Min. 35 Sek.             | Robert mit 13 + 2 Punkten                             | 004.000 € |
| 236          | 26            | 30. Mai 2018  | Eva Friedl, Tobias Schmiedeberg, Petra Maneval, Franz Irmer                                 | Sebastian Jacoby     | 01 Min. 49 Sek.             | Petra, Franz mit 13 + 3 Punkten                       | 052.000 € |
| 237          | 27            | 31. Mai 2018  | Sarah Wieding, Gerhard Marks, Inge Rasmussen, Stephan Biedermann                            | Manuel Hobiger       | 15 Punkte                   | Sarah, Gerhard, Inge, Stephan mit 17 + 3 Punkten      | 029.500 € |
| 238          | 28            | 1. Juni 2018  | Johanna Glittenberg, Wolfgang Kressin, Monja Tam, Lars Fröhling                             | Klaus Otto Nagorsnik | 01 Min. 53 Sek.             | Wolfgang, Monja mit 8 Punkten                         | 042.500 € |
| 239          | 29            | 4. Juni 2018  | Lara Buß, Helmut Hüller, Mandy Wendt, Maximilian (Max) Eichenlaub                           | Manuel Hobiger       | 01 Min. 15 Sek.             | Helmut mit 7 + 1 Punkten                              | 001.000 € |
| 240          | 30            | 5. Juni 2018  | Stefanie (Steffi) Burbulla, Ulrich (Uli) Stang-von de Fenn, Andrea Israel, Patrick Buchmann | Sebastian Jacoby     | 13 Punkte 0(14 nötig)       | Steffi, Uli, Patrick mit 13 + 6 Punkten               | 034.500 € |
| 241          | 31            | 6. Juni 2018  | Judith Hupfer, Essam Shurbaji, Janine-Kristin Reibig, Wolf-Dieter Wichmann                  | Sebastian Klussmann  | 01 Min. 47 Sek.             | Judith mit 7 Punkten                                  | 001.000 € |
| 242          | 32            | 7. Juni 2018  | Zeliha Michailov, Hans Jörg Richter, Karin Fieguth, Jean-Marc Burmester                     | Manuel Hobiger       | 01 Min. 42 Sek.             | Zeliha mit 6 Punkten                                  | 001.250 € |
| 243          | 33            | 8. Juni 2018  | Volker Maschinsky, Juliane-Maria Christoph, Max Gödecke, Ute Görner                         | Klaus Otto Nagorsnik | 01 Min. 15 Sek.             | Volker mit 12 Punkten                                 | 001.500 € |
| 244          | 34            | 11. Juni 2018 | Hannelore Rönicke, Markus Janasek, Luc Goossens, Carina Ehrig                               | Sebastian Jacoby     | 01 Min. 12 Sek.             | Hannelore, Luc mit 10 + 1 Punkten                     | 004.000 € |
| 245          | 35            | 12. Juni 2018 | Thomas (Tom) Rothfeld, Ilona Stoldt, Dinah Gajewski, Wilhelm Westbrink                      | Klaus Otto Nagorsnik | 16 Punkte                   | Tom, Ilona mit 18 + 3 Punkten                         | 048.000 € |
| 246          | 36            | 13. Juni 2018 | Erik Langnickel, Jasmin Ehrhardt, Eva Opitz, Marc-Hendrik Grages                            | Sebastian Klussmann  | 01 Min. 27 Sek. (fehlerlos) | Eva mit 6 Punkten                                     | 001.000 € |
| 247          | 37            | 21. Juni 2018 | Ting Chen, Dagmar Kink, Sven Becker, Sylvia Gohlke                                          | Sebastian Klussmann  | 09 Punkte                   | Dagmar mit 12 + 6 Punkten                             | 002.500 € |
| 248          | 38            | 22. Juni 2018 | Werner Matthies, Pia Christiansen, Marcus Zyla, Annette Biller                              | Klaus Otto Nagorsnik | 12 Punkte                   | Annette mit 19 + 5 Punkten                            | 070.000 € |
| 249          | 39            | 25. Juni 2018 | Stefanie Haas, Michael Buscher, Osta Oesterreich, Andreas Bräuning                          | Klaus Otto Nagorsnik | 01 Min. 36 Sek.             | Michael (alle ausgeschieden) mit 15 + 1 Punkten       | 000.500 € |
| 250          | 40            | 29. Juni 2018 | Hartmut Florkowski, Sevcan Othersen, Jochen Heimann, Gisela Sölch-Hollenbach                | Sebastian Klussmann  | 01 Min. 56 Sek.             | Hartmut, Jochen, Gisela mit 15 + 4 Punkten            | 006.500 € |
| 251          | 41            | 2. Juli 2018  | Clemens Krause, Henrike Bubenzer, Philipp Epstein, Christina Wippel                         | Sebastian Jacoby     | 01 Min. 05 Sek.             | Henrike (alle ausgeschieden) mit 9 Punkten            | 000.500 € |
| 252          | 42            | 4. Juli 2018  | Irene Hoffmann, Adrian Riesen, Beatrix Schenkel, Klaus Günther                              | Sebastian Klussmann  | 05 Punkte                   | Irene, Beatrix mit 13 + 6 Punkten                     | 005.000 € |
| 253          | 43            | 5. Juli 2018  | Katrin Pöhlmann, Gottlieb Poelmeyer, Christine Brügmann, Dominik Neu                        | Manuel Hobiger       | 01 Min. 39 Sek.             | Katrin mit 12 + 2 Punkten                             | 001.500 € |
| 254          | 44            | 9. Juli 2018  | Henrik Bathke, Mareike Benecke, Jenny Henze, Jörg Holsten                                   | Sebastian Klussmann  | 01 Min. 55 Sek.             | Mareike mit 12 + 1 Punkten                            | 001.500 € |
| 255          | 45            | 10. Juli 2018 | Ina Petschick, Bernhard Staffa, Thea Renate Eis, Tim Gramse                                 | Klaus Otto Nagorsnik | 13 Punkte                   | Bernhard mit 17 + 4 Punkten                           | 003.500 € |
| 256          | 46            | 11. Juli 2018 | Sonja Dargatz, Hermann Schulz, Beatrice Schröder, Sven Benninghaus                          | Sebastian Jacoby     | 01 Min. 24 Sek.             | Hermann, Beatrice, Sven mit 14 + 1 Punkten            | 059.000 € |
| 257          | 47            | 12. Juli 2018 | Carla Schaudt, Farshad Tawalalli, Astrid Benecke-Jahanbin, Lukas Günther                    | Klaus Otto Nagorsnik | 01 Min. 36 Sek.             | Carla, Farshad, Astrid mit 16 Punkten                 | 049.500 € |
| 258          | 48            | 13. Juli 2018 | Karen Knolle, Jürgen Petersen, Monika Barth, Lutz Schnelle                                  | Manuel Hobiger       | 13 Punkte                   | Karen, Lutz mit 18 + 3 Punkten                        | 041.000 € |
| 259          | 49            | 16. Juli 2018 | Daniela Pusskacs, Eduard Meister, Christina Maria Menke, Frederik Schiek                    | Sebastian Klussmann  | 01 Min. 28 Sek.             | Daniela, Eduard, Frederik mit 10 Punkten              | 009.000 € |
| 260          | 50            | 17. Juli 2018 | Angelina Schwotzer, Thomas Rückmann, Martina Burghardt, Christian Bauer                     | Manuel Hobiger       | 16 Punkte                   | Thomas, Martina, Christian mit 22 + 2 Punkten         | 024.000 € |
| 261          | 51            | 18. Juli 2018 | Bianca Görke, Adrian Schneider, Justina Matosin, Joachim Hallmann                           | Sebastian Jacoby     | 01 Min. 01 Sek.             | Bianca, Justina mit 10 Punkten                        | 003.000 € |
| 262          | 52            | 19. Juli 2018 | Gregor Schlichting-Reinecke, Andrea Müller, Karl-Heinz Steinbüchel, Xenia Goretzki          | Klaus Otto Nagorsnik | 01 Min. 11 Sek.             | Karl-Heinz mit 12 Punkten                             | 002.500 € |
| 263          | 53            | 20. Juli 2018 | Marion Neumer, Frank Battermann, Theresia Duisen, Horst Göhre                               | Sebastian Jacoby     | 01 Min. 06 Sek.             | Frank mit 9 Punkten                                   | 002.500 € |
| 264          | 54            | 23. Juli 2018 | Ramona Rolf, Günter Wiese, Jasmin Miah, Patrick Soares Bastiao                              | Sebastian Jacoby     | 01 Min. 59 Sek.             | Ramona, Günter, Jasmin mit 16 + 4 Punkten             | 012.500 € |
| 265          | 55            | 24. Juli 2018 | Michel Ortland, Monika Vollmer, Andreas Sicora, Marianne Mohr                               | Sebastian Klussmann  | 01 Min. 01 Sek.             | Andreas (alle ausgeschieden) mit 8 + 1 Punkten        | 000.500 € |
| 266          | 56            | 25. Juli 2018 | Andreas Reich, Claudia Nickl, Andreas Westermeier, Xenie Bojanovska                         | Klaus Otto Nagorsnik | 10 Punkte                   | Andreas, Andreas mit 21 + 6 Punkten                   | 007.500 € |
| 267          | 57            | 26. Juli 2018 | Christoph Schrader, Luise Jahn, Jens Drößler, Christian Bahlecke                            | Sebastian Jacoby     | 01 Min. 37 Sek.             | Luise, Jens mit 15 + 2 Punkten                        | 006.000 € |
| 268          | 58            | 27. Juli 2018 | Stefanie Weis, Ulrich Seutter, Wiebke Diesenbacher, Felix Malek                             | Sebastian Klussmann  | 01 Min. 57 Sek.             | Stefanie, Ulrich, Wiebke, Felix mit 17 + 2 Punkten    | 024.500 € |
| 269          | 59            | 30. Juli 2018 | Stefan Fitzner, Ute Höhfeld, Sabine Schelz, Rainer Bartel                                   | Sebastian Klussmann  | 01 Min. 56 Sek.             | Stefan, Ute, Sabine, Rainer mit 18 + 1 Punkten        | 038.000 € |
| 270          | 60            | 31. Juli 2018 | Wolfgang Günther, Daniel Neuhaus, Tilo Kleßig, Mareike Ekmayer                              | Sebastian Jacoby     | 01 Min. 18 Sek.             | Wolfgang (alle ausgeschieden) mit 10 + 1 Punkten      | 000.500 € |
| 271          | 61            | 1. Aug. 2018  | Norbert Raitor, Barbara Catrin Parr, Andreas Lengenfelder, Lena Ludin                       | Manuel Hobiger       | 01 Min.                     | Norbert mit 10 Punkten                                | 002.000 € |
| 272          | 62            | 2. Aug. 2018  | Rudolf Schuster, Janne Blum, Dennis Braun, Doris Rohe                                       | Sebastian Klussmann  | 01 Min. 15 Sek.             | Rudolf mit 11 + 1 Punkten                             | 002.000 € |
| 273          | 63            | 3. Aug. 2018  | Vanessa Meyer, Morten Gardthausen, Melanie Kursawe, Daniel Neuthe                           | Klaus Otto Nagorsnik | 01 Min. 53 Sek.             | Morten, Daniel mit 17 + 1 Punkten                     | 005.500 € |
| 274          | 64            | 7. Aug. 2018  | Peter Engel, Maren Lach, Rolf Kuntze, Simone Köhl                                           | Sebastian Klussmann  | 01 Min. 58 Sek.             | Rolf mit 11 Punkten                                   | 030.000 € |
| 275          | 65            | 9. Aug. 2018  | Niklas Rohde, Markus Langer, Karl Nagele, Gabriele Haar                                     | Klaus Otto Nagorsnik | 01 Min. 48 Sek.             | Markus, Karl mit 15 + 2 Punkten                       | 006.500 € |
| 276          | 66            | 13. Aug. 2018 | Jutta Krenberger, Leonard Elste, Alexandra Trentz, Berthold Laschewski                      | Sebastian Jacoby     | 01 Min. 48 Sek.             | Leonard, Alexandra mit 14 + 2 Punkten                 | 006.000 € |
| 277          | 67            | 14. Aug. 2018 | Karl-Heinz (Carlos) Reich, Alisa Guschker, Nico Schäfer, Heike Schulz                       | Klaus Otto Nagorsnik | 01 Min. 54 Sek.             | Carlos, Nico mit 12 + 1 Punkten                       | 016.000 € |
| 278          | 68            | 15. Aug. 2018 | Heike Hüsch, Harald Fuhnert, Vanessa Höhne, Ricky Mattischeck                               | Thomas Kinne         | 09 Punkte                   | Vanessa, Ricky mit 12 + 3 Punkten                     | 008.500 € |
| 279          | 69            | 16. Aug. 2018 | Alexander Gehring, Margot Piotrowicz, Robert Püstow, Alexandra Donner                       | Sebastian Jacoby     | 01 Min. 16 Sek.             | Robert (alle ausgeschieden) mit 11 + 1 Punkten        | 000.500 € |
| 280          | 70            | 17. Aug. 2018 | Christoph Bernig, Angela Brand, Hartmut Contenius, Dennis Krause                            | Sebastian Klussmann  | 09 Punkte                   | Christoph, Angela, Hartmut mit 15 + 5 Punkten         | 025.000 € |
| XXL 4        | S5            | 18. Aug. 2018 | Team „Schauspiel“: Meret Becker, Anna Thalbach, Ann-Kathrin Kramer, Christine Neubauer      | Klaus Otto Nagorsnik | 01 Min. 33 Sek.             | Meret, Anna, Ann-Kathrin mit 15 + 1 Punkten           | 017.500 € |
| XXL 4        | S5            | 18. Aug. 2018 | Team „Sport“: Ralf Moeller, Matthias Steiner, Lars Riedel, Mario Basler                     | Manuel Hobiger       | 01 Min. 16 Sek.             | Ralf, Matthias mit 12 Punkten                         | 013.500 € |
| XXL 4        | S5            | 18. Aug. 2018 | Team „Spezial“: Natalia Wörner, Jimi Blue Ochsenknecht, Sarah Wiener, Joachim Llambi        | Sebastian Jacoby     | 01 Min. 58 Sek. (fehlerlos) | Jimi Blue, Joachim mit 14 Punkten                     | 052.500 € |
| XXL 4        | S5            | 18. Aug. 2018 | Team „Entertainment“: Ruth Moschner, Ross Antony, Lilo Wanders, Thomas Hermanns             | Sebastian Klussmann  | 05 Punkte                   | Thomas mit 19 + 6 Punkten                             | 060.000 € |
| 281          | 71            | 20. Aug. 2018 | Lion Thielitz, Andrea Hoops, Klaus Hoffmann, Silke Buchholz                                 | Klaus Otto Nagorsnik | 09 Punkte                   | Lion, Silke mit 11 + 5 Punkten                        | 043.500 € |
| 282          | 72            | 21. Aug. 2018 | Angelo Pojer, Monika Ziche, Matthias Dalwig, Patricia Butt                                  | Thomas Kinne         | 01 Min. 51 Sek.             | Angelo, Monika, Matthias mit 14 + 2 Punkten           | 017.500 € |
| 283          | 73            | 22. Aug. 2018 | Anja Prietl, Carsten Berger, Hans-Jürgen Kandler, Sven Lehmann                              | Sebastian Klussmann  | 01 Min. 22 Sek.             | Carsten, Hans-Jürgen mit 14 + 1 Punkten               | 005.500 € |
| 284          | 74            | 23. Aug. 2018 | Moritz Schanz, Manuela Robert-Zumstein, Rosalie Kreuijer, Yared Dibaba                      | Thomas Kinne         | 01 Min. 32 Sek.             | Moritz, Manuela, Rosalie mit 12 Punkten               | 005.750 € |
| 285          | 75            | 24. Aug. 2018 | Christoph Klasen, Mareike Nissen, Andreas Godehardt, Melanie Freitag                        | Sebastian Jacoby     | 01 Min. 39 Sek.             | Christoph, Andreas, Melanie mit 11 + 3 Punkten        | 037.000 € |
| 286          | 76            | 27. Aug. 2018 | Christian Benkenstein, Arne Norman Jant, Katja Feuerstein, Martin Wonde                     | Manuel Hobiger       | 14 Punkte                   | Christian, Martin mit 18 + 4 Punkten                  | 008.000 € |
| 287          | 77            | 28. Aug. 2018 | Bianca Schmaltz, Arend Jouke Kingma, Erika Pfeiffer, Stefan Parting                         | Sebastian Jacoby     | 01 Min. 35 Sek.             | Arend, Erika, Stefan mit 13 + 3 Punkten               | 043.500 € |
| 288          | 78            | 29. Aug. 2018 | Ersin Özdemircelik, Monika Wittkowsky, Konrad Kopper, Theresa Haacke                        | Klaus Otto Nagorsnik | 16 Punkte                   | Ersin, Monika, Theresa mit 18 + 3 Punkten             | 009.500 € |
| 289          | 79            | 30. Aug. 2018 | Bastian Gremerich, Ellen Buchborn-Klos, Frieder Junghanns, Manuela Grüneberg                | Sebastian Klussmann  | 01 Min. 59 Sek.             | Bastian mit 9 Punkten                                 | 002.500 € |
| 290          | 80            | 31. Aug. 2018 | Robert Kropf, Erwin Dechert, Karin Schäffer, Frederic Hillmann                              | Thomas Kinne         | 01 Min. 03 Sek.             | Erwin, Frederic mit 11 Punkten                        | 038.000 € |
| 291          | 81            | 3. Sep. 2018  | Marco Hamacher, Teresa Dörries, Michael Mesche, Petra Piper                                 | Sebastian Jacoby     | 02 Min.                     | Marco, Teresa, Petra mit 19 + 5 Punkten               | 007.000 € |
| 292          | 82            | 5. Sep. 2018  | Michael Becker, Vanessa Engelhardt, Heike Ulrich, Bastian Maximilian Fischer                | Thomas Kinne         | 07 Punkte                   | Heike, Bastian mit 14 + 6 Punkten                     | 005.500 € |
| 293          | 83            | 6. Sep. 2018  | Alfons Schlofer, Marija Galic, Georg Helfer, Matthias Tschakert                             | Sebastian Klussmann  | 01 Min. 57 Sek.             | Alfons (alle ausgeschieden) mit 16 + 3 Punkten        | 000.500 € |
| 294          | 84            | 7. Sep. 2018  | Carin Dinter, Samuel Bellinghausen, Julia Johnson, Werner Süs                               | Klaus Otto Nagorsnik | 15 Punkte                   | Carin, Samuel, Werner mit 16 + 3 Punkten              | 007.000 € |
| 295          | 85            | 10. Sep. 2018 | Dennis Mispelbaum, Erika Konetzny, Henning von Speßhardt, Sarah Zeier                       | Thomas Kinne         | 01 Min. 55 Sek.             | Erika mit 15 + 1 Punkten                              | 003.000 € |
| 296          | 86            | 11. Sep. 2018 | Elif Ebci, Daniel Pinsker, Gudrun Holz, Benjamin Küchenhoff                                 | Sebastian Jacoby     | 01 Min. 56 Sek.             | Elif, Gudrun mit 11 + 6 Punkten                       | 004.500 € |
| 297          | 87            | 12. Sep. 2018 | Tobias Kalinowski, Alexandra Nunes Claro, Gabriele Knick, Benjamin Liedtke                  | Sebastian Klussmann  | 01 Min. 09 Sek.             | Alexandra mit 11 Punkten                              | 020.000 € |
| 298          | 88            | 13. Sep. 2018 | Markus Welker, Erika Sorge, Jens Hirschfeld, Christin Gonsior                               | Thomas Kinne         | 13 Punkte                   | Erika, Jens, Christin mit 16 + 3 Punkten              | 008.500 € |
| 299          | 89            | 14. Sep. 2018 | Nadine Fiedler, Jörg Kuklinski, Caroline Bachmat, Carsten Deseke                            | Manuel Hobiger       | 01 Min. 13 Sek.             | Carsten mit 10 Punkten                                | 050.000 € |
| 300          | 90            | 17. Sep. 2018 | Ramin Rachel, Stephanie Konopatzky, Debora Peppel, Alexander Klutzny                        | Sebastian Klussmann  | 01 Min. 45 Sek.             | Ramin, Debora mit 16 + 1 Punkten                      | 055.500 € |
| 301          | 91            | 18. Sep. 2018 | Peter d’Alessio, Gabriele (Rela) von Sobeck, Friedrich Wegmann, Monika Röseler              | Sebastian Jacoby     | 09 Punkte                   | Peter, Rela mit 15 + 6 Punkten                        | 005.500 € |
| 302          | 92            | 19. Sep. 2018 | Sabine Pagel, Thomas Schnegelsberg, Marcus Berndt, Isabell Kirsten                          | Thomas Kinne         | 01 Min. 13 Sek.             | Sabine, Thomas mit 11 Punkten                         | 005.500 € |
| 303          | 93            | 20. Sep. 2018 | Christian Graeff, Christa Neuendorf, Herbert Jaschke, Louissa Fleischhut                    | Klaus Otto Nagorsnik | 10 Punkte                   | Christian, Christa mit 13 + 5 Punkten                 | 008.500 € |
| 304          | 94            | 21. Sep. 2018 | Angelika Grosse, Oliver Hehr, Ulrike Funk, Kasimir Eckhardt                                 | Thomas Kinne         | 01 Min. 45 Sek.             | Angelika, Ulrike mit 11 + 2 Punkten                   | 021.500 € |
| 305          | 95            | 24. Sep. 2018 | Tom Hornuff, Jasmin Zimmermann, Sara-Louise Behlich, Daniel Reckel                          | Klaus Otto Nagorsnik | 01 Min. 52 Sek.             | Tom mit 7 + 1 Punkten                                 | 002.000 € |
| 306          | 96            | 25. Sep. 2018 | Michael Abbink, Elisa Heuser, Dagmar Brettschneider, Moritz Göttel                          | Sebastian Klussmann  | 01 Min. 50 Sek.             | Dagmar mit 8 + 1 Punkten                              | 004.500 € |
| 307          | 97            | 26. Sep. 2018 | Felix Schmidt, Monika Kruse, Christina Fries, Mirco Schulz                                  | Manuel Hobiger       | 01 Min. 44 Sek. (fehlerlos) | Felix, Monika mit 9 Punkten                           | 005.000 € |
| 308          | 98            | 27. Sep. 2018 | Roland Fink, Nada Dvorsak, Maximilian Aracena, Nadine Neumann                               | Thomas Kinne         | 10 Punkte                   | Maximilian, Nadine mit 13 + 3 Punkten                 | 021.500 € |
| 309          | 99            | 28. Sep. 2018 | Nasreddine (Nasri) Chaali, Anneke Kröger, Caroline Pawlik, Daniel Dolesik                   | Sebastian Jacoby     | 01 Min. 45 Sek.             | Nasri (alle ausgeschieden) mit 13 + 2 Punkten         | 000.500 € |

## ARD-Staffel 5 (89 Folgen, 1 Spezialausgabe)
| Nr. (gesamt) | Nr. (Staffel) | Datum         | Kandidaten                                                                              | Jäger                | Zeit bzw. Punkte des Jägers      | Finalisten                                            | Geldsumme |
| ------------ | ------------- | ------------- | --------------------------------------------------------------------------------------- | -------------------- | -------------------------------- | ----------------------------------------------------- | --------- |
| 310          | 01            | 18. Juni 2019 | Anija Büttner, Friedrich „Fritz“ Burger, Bernd Albrecht, Hannah Bauer                   | Klaus Otto Nagorsnik | 13 Punkte                        | Bernd (alle ausgeschieden) mit 14 + 2 Punkten         | 000.500 € |
| 311          | 02            | 19. Juni 2019 | Anika Keil, Thomas Beier, Clemens Ernst Kischko, Nina Becker                            | Sebastian Jacoby     | 01 Min. 25 Sek.                  | Thomas mit 15 Punkten                                 | 003.000 € |
| 312          | 03            | 20. Juni 2019 | Carsten Clauer, Cornelia Horn, Timo Münzing, Jeannine Sennewald                         | Thomas Kinne         | 01 Min. 31 Sek.                  | Carsten, Cornelia, Timo, Jeannine mit 12 + 2 Punkten  | 011.000 € |
| 313          | 04            | 21. Juni 2019 | Tina Gehrke, Uwe Fuchs, Manuela Blattner, Andreas Büdenbender                           | Sebastian Klussmann  | 01 Min. 33 Sek. (fehlerlos)      | Manuela mit 5 Punkten                                 | 003.000 € |
| 314          | 05            | 21. Juni 2019 | Marion Sprogis, Peter Berg, Franziska Dietz, Mario Below                                | Manuel Hobiger       | 01 Min. 41 Sek.                  | Marion, Franziska, Mario mit 14 + 2 Punkten           | 011.000 € |
| 315          | 06            | 22. Juni 2019 | Martina Kähler, Christoph Creutz, Susanne Stolpmann, Dorian Memmer                      | Klaus Otto Nagorsnik | 01 Min. 53 Sek.                  | Christoph, Dorian mit 13 + 1 Punkten                  | 020.001 € |
| 316          | 07            | 25. Juni 2019 | Thomas Barth, Tami Beer, Renate Boos, Oliver Neumann                                    | Klaus Otto Nagorsnik | 01 Min. 51 Sek.                  | Renate, Oliver mit 13 + 2 Punkten                     | 031.500 € |
| 317          | 08            | 26. Juni 2019 | David Schmalstieg, Christine Haase, Beate Büchner, Florian Christiansen                 | Sebastian Jacoby     | 01 Min. 15 Sek.                  | Christine, Beate mit 10 + 1 Punkten                   | 007.500 € |
| 318          | 09            | 27. Juni 2019 | Volker Bammel, Elena Martinez, Carina Bayer, Christoph Clausen                          | Klaus Otto Nagorsnik | 15 Punkte                        | Volker, Elena mit 17 + 2 Punkten                      | 007.500 € |
| 319          | 010           | 28. Juni 2019 | Nancy Hanschmann, Hartmut Döhl, Sabine Zimmermann, Bodo Hübner                          | Sebastian Klussmann  | 01 Min. 45 Sek.                  | Nancy, Hartmut mit 13 + 2 Punkten                     | 007.500 € |
| 320          | 011           | 28. Juni 2019 | Manuel Andre, Sappho Çoban, Claudia Hillebrand-Adam, Jan de Cat                         | Thomas Kinne         | 01 Min. 14 Sek.                  | Manuel, Sappho, Jan mit 11 Punkten                    | 009.500 € |
| 321          | 012           | 1. Juli 2019  | Anna Ewald, Denis Buron, Heike Hoffmann, Peter Freund                                   | Sebastian Jacoby     | 01 Min. 42 Sek.                  | Anna, Heike, Peter mit 14 + 3 Punkten                 | 030.000 € |
| 322          | 013           | 2. Juli 2019  | Jessica Hahn, Simon Bleckmann, Stefanie Hartmann, Knut Gailus                           | Sebastian Klussmann  | 09 Punkte                        | Jessica, Simon, Knut mit 15 + 7 Punkten               | 034.000 € |
| 323          | 014           | 3. Juli 2019  | Monika Bürgel, Jan Alsleben, Elke Lehnert, Gerd Hüllenkremer                            | Manuel Hobiger       | 01 Min. 25 Sek.                  | Monika, Elke mit 11 + 2 Punkten                       | 006.000 € |
| 324          | 015           | 4. Juli 2019  | Sophia Voronin, Hans-Jürgen Domnick, Irene Ritthammer, Christof Bango                   | Sebastian Klussmann  | 01 Min. 38 Sek.                  | Sophia, Irene mit 15 + 1 Punkten                      | 030.500 € |
| 325          | 016           | 5. Juli 2019  | Jürgen Wittmann, Evelyn Lappel, Bernd Beigl, Birgit Klaus-Grande                        | Klaus Otto Nagorsnik | 01 Min. 47 Sek.                  | Jürgen, Evelyn, Birgit mit 15 + 1 Punkten             | 029.500 € |
| 326          | 017           | 5. Juli 2019  | Alexandra Hohmann, Klaus-Peter Pinnisch, Gabriele Kammler, Jaques Hendrik Scharpenack   | Sebastian Jacoby     | 17 Punkte                        | Gabriele, Jaques mit 20 + 4 Punkten                   | 008.000 € |
| 327          | 018           | 8. Juli 2019  | Radoje Kresoja, Nina Schenk, Daniel Bauer, Christina Lucia Eichmann                     | Sebastian Klussmann  | 01 Min. 36 Sek.                  | Nina, Daniel, Christina mit 16 Punkten                | 024.000 € |
| 328          | 019           | 9. Juli 2019  | Margrid Martens, Stefan Bosch-Faerber, Caroline Löser, Manfred Bauer                    | Sebastian Jacoby     | 01 Min. 47 Sek.                  | Margrid, Stefan, Manfred mit 19 + 1 Punkten           | 032.000 € |
| 329          | 020           | 10. Juli 2019 | Patrick Uhlmann, Marina Marschner, Katharina Frank, Klaus Barton                        | Manuel Hobiger       | 15 Punkte                        | Katharina mit 17 + 2 Punkten                          | 025.000 € |
| 330          | 021           | 11. Juli 2019 | Jochen Brockmeier, Elisabeth Benninghof, Christa Strüber, Carsten Gülzow                | Klaus Otto Nagorsnik | 01 Min. 21 Sek.                  | Jochen, Christa, Carsten mit 14 Punkten               | 030.500 € |
| 331          | 022           | 12. Juli 2019 | Danny Gerstle, Laura Casper, Herbert Franken, Ursula Schreiber                          | Sebastian Jacoby     | 10 Punkte                        | Danny, Laura, Herbert mit 19 + 5 Punkten              | 008.000 € |
| 332          | 023           | 12. Juli 2019 | Barbara Köhler, Stefan Hagemann, Britta Seifert, Günter Ziflus                          | Thomas Kinne         | 15 Punkte                        | Barbara, Stefan, Günter mit 19 + 5 Punkten            | 011.500 € |
| 333          | 024           | 15. Juli 2019 | Günther Knauthe, Astrid Gardemann, Albrecht Fribolin, Anja Becker                       | Sebastian Jacoby     | 01 Min. 27 Sek.                  | Günther, Astrid, Albrecht, Anja mit 15 + 1 Punkten    | 014.500 € |
| 334          | 025           | 16. Juli 2019 | Hannelore Hasenbank, Hannes Knüppel, Ezgi Adigüzel, Felix Brand                         | Sebastian Klussmann  | 01 Min. 37 Sek.                  | Hannes mit 13 + 2 Punkten                             | 003.500 € |
| 335          | 026           | 17. Juli 2019 | Benjamin Timm, Sandra Ulrich, Marina Staab, Karl-Heinz Dickmann                         | Thomas Kinne         | 01 Min. 55 Sek.                  | Sandra, Karl-Heinz mit 14 + 2 Punkten                 | 033.000 € |
| 336          | 027           | 18. Juli 2019 | Fatima Azmani, Johannes Meyer, Sehri Schmidt, Christoph Schaal-Breite                   | Sebastian Klussmann  | 11 Punkte                        | Johannes, Sehri mit 14 + 3 Punkten                    | 024.000 € |
| 337          | 028           | 19. Juli 2019 | Corinna Schmieder, Marc Hötting, Christina Mirlach, Daniel Keßler                       | Klaus Otto Nagorsnik | 01 Min. 13 Sek.                  | Marc, Christina mit 13 + 1 Punkten                    | 006.000 € |
| 338          | 029           | 19. Juli 2019 | Markus Foos, Angelika Pletschacher, Oliver Weißhuber, Miriam Bruder                     | Sebastian Jacoby     | 01 Min. 28 Sek.                  | Angelika, Oliver mit 15 + 1 Punkten                   | 008.000 € |
| XXL 5        | S1            | 20. Juli 2019 | Team 1: Barbara Becker, Jürgen Tarrach, Barbara Wussow, Pascal Hens                     | Sebastian Jacoby     | 01 Min. 11 Sek.                  | Barbara, Barbara, Pascal mit 9 + 1 Punkten            | 029.000 € |
| XXL 5        | S1            | 20. Juli 2019 | Team 2: Gitte Haenning, Katharina Wackernagel, Max von Thun, Kaya Yanar                 | Thomas Kinne         | 01 Min. 37 Sek.                  | Gitte, Katharina, Max, Kaya mit 17 + 1 Punkten        | 034.000 € |
| XXL 5        | S1            | 20. Juli 2019 | Team 3: Oliver Pocher, Ulla Kock am Brink, Maria Ketikidou, Sasha                       | Klaus Otto Nagorsnik | 01 Min. 10 Sek.                  | Oliver, Ulla, Maria mit 12 Punkten                    | 021.500 € |
| XXL 5        | S1            | 20. Juli 2019 | Team 4: Felix von Jascheroff, Jasmin Wagner, Nia Künzer, Abdelkarim                     | Sebastian Klussmann  | 01 Min. 46 Sek.                  | Felix mit 9 Punkten                                   | 010.000 € |
| 339          | 030           | 22. Juli 2019 | Stefan Friedrich, Erna Bem-von Rekowski, Rainer Bigalk, Marion Göllner                  | Sebastian Klussmann  | 18 Punkte                        | Stefan, Rainer, Marion mit 19 + 2 Punkten             | 027.500 € |
| 340          | 031           | 23. Juli 2019 | Walter Siegemund, Carolin Adams, Andreas Fischer, Stefanie „Ella“ Kahnke                | Klaus Otto Nagorsnik | 01 Min. 44 Sek.                  | Walter, Andreas mit 17 + 1 Punkten                    | 007.500 € |
| 341          | 032           | 24. Juli 2019 | Katja Müller, Jürgen Naeve, Katrin Steffens, Aleksandar Bajic                           | Manuel Hobiger       | 01 Min. 46 Sek.                  | Katja mit 12 + 3 Punkten                              | 003.000 € |
| 342          | 033           | 25. Juli 2019 | Wolfgang Fischer, Elena Maria Elisabeth Kiesel, Doris Rottmann, Klaus Kluth             | Sebastian Jacoby     | 01 Min. 41 Sek. (fehlerlos)      | Wolfgang, Doris mit 10 Punkten                        | 006.500 € |
| 343          | 034           | 26. Juli 2019 | Sandra Schwarz, Harald Jüngst, Sabine Hein, Dennis Kneppel                              | Manuel Hobiger       | 01 Min. 21 Sek.                  | Dennis mit 12 Punkten                                 | 002.000 € |
| 344          | 035           | 26. Juli 2019 | Lennart Hamann, Claudia Bayerl, Nicole Schmidt, Felix Klarmann                          | Sebastian Klussmann  | 01 Min. 27 Sek.                  | Felix mit 13 + 1 Punkten                              | 016.000 € |
| 345          | 036           | 29. Juli 2019 | Dr. Gabriele Schenk, Markus Kinzel, Anke Kleinecke, Robert Hynek                        | Sebastian Jacoby     | 01 Min. 56 Sek.                  | Gabriele, Markus mit 11 Punkten                       | 014.500 € |
| 346          | 037           | 30. Juli 2019 | Denise Durand, Steffen Boettcher, Bärbel Ralf, Dietmar Dublasky                         | Klaus Otto Nagorsnik | 01 Min. 20 Sek.                  | Steffen mit 8 + 1 Punkten                             | 002.500 € |
| 347          | 038           | 31. Juli 2019 | Christine Benn, Thomas Dahm, Kati Wenzl, André Borning                                  | Manuel Hobiger       | 01 Min. 06 Sek.                  | Christine, Thomas, André mit 12 + 1 Punkten           | 008.500 € |
| 348          | 039           | 1. Aug. 2019  | Josip Kolobaric, Natascha Wittig, Johannes Schepelmann, Astrid Spiegel                  | Sebastian Klussmann  | 01 Min. 46 Sek.                  | Astrid (alle ausgeschieden) mit 9 Punkten             | 000.500 € |
| 349          | 040           | 2. Aug. 2019  | Nora Ortmann, Joachim Wolter, Gabriele Golombiewski, Matthias Schier                    | Sebastian Jacoby     | 10 Punkte                        | Nora, Gabriele mit 13 + 6 Punkten                     | 021.500 € |
| 350          | 041           | 2. Aug. 2019  | Michaela Wendt, Julian Genisi, Laura Zipf, Nils-Kristian Kamann                         | Klaus Otto Nagorsnik | 01 Min. 22 Sek.                  | Michaela, Nils-Kristian mit 15 Punkten                | 004.050 € |
| 351          | 042           | 5. Aug. 2019  | Josephine Hartfiel, Daniel Hilker, Doris Hendak, Jan Rosenboom                          | Klaus Otto Nagorsnik | 01 Min. 29 Sek.                  | Doris, Jan mit 14 + 1 Punkten                         | 030.333 € |
| 352          | 043           | 6. Aug. 2019  | Dorothea Christiane „Doro“ Liesener, Jürgen Harder, Florentine Friedrich, Niclas Schell | Sebastian Jacoby     | 13 Punkte                        | Doro, Jürgen, Florentine, Niclas mit 19 + 3 Punkten   | 025.500 € |
| 353          | 044           | 7. Aug. 2019  | René Herklotz, Audrey Rodtgard, Herbert Garisch, Linda Schock                           | Thomas Kinne         | 01 Min. 23 Sek.                  | Audrey mit 11 Punkten                                 | 003.000 € |
| 354          | 045           | 8. Aug. 2019  | Thomas Simon, Charlotte Leidiger, Norbert Donker, Angela Bern                           | Klaus Otto Nagorsnik | 12 Punkte                        | Thomas, Angela mit 16 + 4 Punkten                     | 024.000 € |
| 355          | 046           | 9. Aug. 2019  | Sonja Winkler, Sven Matthiessen, Dagmar Marquigny, Detlev Herzig                        | Sebastian Klussmann  | 01 Min. 01 Sek. (fehlerlos)      | Sonja mit 12 Punkten                                  | 002.500 € |
| 356          | 047           | 9. Aug. 2019  | Zekije Amiti, Jörg Dürckheimer, Katja Kunz, Jonas Schmidt                               | Sebastian Jacoby     | 01 Min. 51 Sek.                  | Zekije, Jörg, Katja, Jonas mit 15 + 2 Punkten         | 012.000 € |
| 357          | 048           | 12. Aug. 2019 | Marwin Canpolat, Wilma Wojtzik, Helmuth Bohn, Sandra Falz                               | Thomas Kinne         | 01 Min. 19 Sek.                  | Marwin, Helmut mit 13 + 1 Punkten                     | 004.000 € |
| 358          | 049           | 13. Aug. 2019 | Volker Böge, Nadine Zabel, Daniel Griese, Michaela Hett                                 | Sebastian Jacoby     | 02 Min.                          | Nadine (alle ausgeschieden) mit 15 + 3 Punkten        | 000.500 € |
| 359          | 050           | 14. Aug. 2019 | Jürgen Heger, Anja Kühler, Toni Scharf, Marlis Seelmann                                 | Sebastian Klussmann  | 01 Min. 46 Sek.                  | Jürgen, Anja, Marlis mit 13 + 3 Punkten               | 011.500 € |
| 360          | 051           | 15. Aug. 2019 | Birgit Hoppe, Kay Lenze, Dorothée Lampert, Max Diehm                                    | Sebastian Klussmann  | 16 Punkte                        | Dorothée, Max mit 17 + 1 Punkten                      | 033.000 € |
| 361          | 052           | 16. Aug. 2019 | Hans Mitschke, Eleni Scholze, Christian Reichert, Nicole Hudman                         | Klaus Otto Nagorsnik | 01 Min. 46 Sek.                  | Christian mit 15 + 2 Punkten                          | 017.500 € |
| 362          | 053           | 16. Aug. 2019 | Fausto Pintus, Sabine Neis, Inga Lamprecht, Uwe Werner Alfred Bittner                   | Manuel Hobiger       | 01 Min. 29 Sek.                  | Fausto, Sabine mit 14 + 1 Punkten                     | 006.000 € |
| 363          | 054           | 19. Aug. 2019 | Pascal Schuster, Bianca Eifert-Koch, Ulrich Börder, Nicolle Hofmann                     | Thomas Kinne         | 01 Min. 48 Sek.                  | Bianca, Ulrich, Nicolle mit 16 + 1 Punkten            | 026.500 € |
| 364          | 055           | 20. Aug. 2019 | Claus Klöckner, Cindy Lembke, Tobias Ulrich, Helga Roth                                 | Klaus Otto Nagorsnik | 01 Min. 20 Sek.                  | Cindy mit 10 Punkten                                  | 002.000 € |
| 365          | 056           | 21. Aug. 2019 | Stefanie Kunde, Torsten Bär, Carolin Weber, Daniel Kubsa                                | Sebastian Jacoby     | 01 Min. 27 Sek.                  | Stefanie, Daniel mit 11 + 1 Punkten                   | 008.500 € |
| 366          | 057           | 22. Aug. 2019 | Dietmar Broicher, Claudia Nickels, Christian Becker, Katharina Biber                    | Sebastian Klussmann  | 06 Punkte                        | Dietmar, Christian, Katharina mit 16 + 8 Punkten      | 035.500 € |
| 367          | 058           | 23. Aug. 2019 | Franz Nübel, Marie-Luise Brzeski, Robert Biermeier, Anja Bernard                        | Manuel Hobiger       | 01 Min. 34 Sek.                  | Franz, Marie-Luise, Anja mit 15 + 1 Punkten           | 030.500 € |
| 368          | 059           | 23. Aug. 2019 | Aramis (Roger) Caderousse, Jutta Mertens, Michael Bauer, Egzona Bahtiri                 | Klaus Otto Nagorsnik | 01 Min. 51 Sek.                  | Aramis (alle ausgeschieden) mit 9 + 3 Punkten         | 000.500 € |
| 369          | 060           | 26. Aug. 2019 | Gabriele Zelle, Denis Karimani, Kristina Fünfer, Hans-Werner Dörr                       | Sebastian Jacoby     | 01 Min. 10 Sek.                  | Gabriele, Denis mit 11 Punkten                        | 005.500 € |
| 370          | 061           | 27. Aug. 2019 | Werner Hesselink, Susanne Roth, Steffen Klawitter, Anne Brandt                          | Thomas Kinne         | 06 Punkte                        | Werner, Anne mit 15 + 6 Punkten                       | 062.000 € |
| 371          | 062           | 28. Aug. 2019 | Manuela Kießl, Mathias Ehrich, Piera Baldari, Marcel Schirnweg                          | Klaus Otto Nagorsnik | 01 Min. 56 Sek.                  | Manuela, Mathias, Marcel mit 11 + 4 Punkten           | 017.500 € |
| 372          | 063           | 29. Aug. 2019 | Bianca Popa, Markus Fehlow, Tanja Schmidt, Florian Schirk                               | Manuel Hobiger       | 11 Punkte                        | Markus, Tanja mit 15 + 4 Punkten                      | 006.000 € |
| 373          | 064           | 30. Aug. 2019 | Marion Flach, Branimir Sunjic, Simone Maier, Thomas Simon                               | Thomas Kinne         | 01 Min. 40 Sek.                  | Marion, Branimir mit 11 Punkten                       | 006.500 € |
| 374          | 065           | 30. Aug. 2019 | Wolfgang Kahner, Monique Schlichting, Marco Marzano, Beate Weise                        | Sebastian Klussmann  | 01 Min. 16 Sek.                  | Wolfgang, Beate mit 13 Punkten                        | 009.000 € |
| 375          | 066           | 2. Sep. 2019  | Miguel Cifuentes Perello, Petra Kohl, Rene Maassen, Claudia Krafczyck                   | Sebastian Jacoby     | 01 Min. 49 Sek.                  | Miguel, Claudia mit 7 + 1 Punkten                     | 008.500 € |
| 376          | 067           | 3. Sep. 2019  | Andrea Drespling, Kawe Kukreja, Annette Bauer, Udo Birk                                 | Thomas Kinne         | 01 Min. 45 Sek.                  | Andrea, Kawe, Annette, Udo mit 14 + 1 Punkten         | 036.500 € |
| 377          | 068           | 4. Sep. 2019  | Aneke Dormbusch, Sven Vogel, Ann Katrin Kegel, Adrian Krull                             | Klaus Otto Nagorsnik | 08 Punkte                        | Aneke, Ann Katrin, Adrian mit 16 + 5 Punkten          | 012.000 € |
| 378          | 069           | 5. Sep. 2019  | Christopher „Chris“ Hopert, Pia Barth, Stefan Jürgensen, Leni Brem-Kiel                 | Sebastian Klussmann  | 01 Min. 41 Sek.                  | Chris, Leni mit 13 + 1 Punkten                        | 008.000 € |
| 379          | 070           | 6. Sep. 2019  | Hans-Jürgen Bracker, Ramona Sturm, Felix Gottwald, Sybille Jüthner                      | Sebastian Jacoby     | 13 Punkte                        | Hans-Jürgen, Ramona, Felix mit 20 + 4 Punkten         | 037.000 € |
| 380          | 071           | 6. Sep. 2019  | Lars Siegler, Sarangerel Dashjav, Frank Fibikar, Nathalie Palotz                        | Sebastian Klussmann  | 01 Min. 50 Sek.                  | Lars, Sarangerel, Nathalie mit 17 Punkten             | 010.000 € |
| 381          | 072           | 9. Sep. 2019  | Estibaliz Bössem, Marie-Luise Leberke, Vivica Schwan, Erin Stickler                     | Sebastian Klussmann  | 01 Min. 17 Sek.                  | Marie-Luise (alle ausgeschieden) mit 8 + 3 Punkten    | 000.500 € |
| 382          | 073           | 10. Sep. 2019 | Bettina Hofmann, André Hartien, Marie Wolf, Lukas A. Scheible                           | Klaus Otto Nagorsnik | 17 Punkte                        | Bettina, André, Marie mit 18 + 2 Punkten              | 008.500 € |
| 383          | 074           | 11. Sep. 2019 | Manuela Erb, Michael Hagemann, Luise Hauck, Hagen Führer                                | Thomas Kinne         | 07 Punkte                        | Manuela, Michael, Hagen mit 18 + 7 Punkten            | 038.000 € |
| 384          | 075           | 12. Sep. 2019 | Anna-Sofie Dusartz, Helga Gräf, Berenike Klapper, Edith Sepehr-Maleky                   | Sebastian Jacoby     | 01 Min. 48 Sek.                  | Anna-Sofie, Helga, Berenike, Edith mit 15 + 3 Punkten | 021.500 € |
| 385          | 076           | 13. Sep. 2019 | Christel Besold, Florian Frings, Sarah Baldewig, Michael Dedio                          | Sebastian Klussmann  | 05 Punkte 0(8 nötig)             | Christel, Florian mit 7 + 6 Punkten                   | 004.000 € |
| 386          | 077           | 13. Sep. 2019 | Elke Damm, Philipp Stahlschmitt, Angeliki Muskietorz, Thomas Holler                     | Manuel Hobiger       | 01 Min. 45 Sek.                  | Angeliki mit 17 + 1 Punkten                           | 004.000 € |
| 387          | 078           | 16. Sep. 2019 | Angelika Durieux, Enno Ladewig, Jasmin Heun, Wolfgang Jost                              | Klaus Otto Nagorsnik | 016 Punkte                       | Angelika, Enno, Wolfgang mit 17 + 2 Punkten           | 011.500 € |
| 388          | 079           | 17. Sep. 2019 | Irene Diemel-Timmermeister, Hendrik Hoenen, Vanessa Newinscheni, Lars Franke            | Sebastian Klussmann  | 01 Min. 14 Sek.                  | Irene mit 8 + 2 Punkten                               | 002.500 € |
| 389          | 080           | 18. Sep. 2019 | Wolf-Peter Geier, Kristin Rau, Tobias Scheel, Corinna Beckmann                          | Manuel Hobiger       | 08 Punkte                        | Wolf-Peter, Tobias mit 16 + 4 Punkten                 | 007.500 € |
| 390          | 081           | 19. Sep. 2019 | Edmund Stolze, Christiane Köhler, Konstantinos „Kosta“ Kopidakis, Daniela Biela         | Thomas Kinne         | 01 Min. 54 Sek.                  | Edmund, Christiane, Kosta, Daniela mit 16 + 1 Punkten | 015.500 € |
| 391          | 082           | 20. Sep. 2019 | Stephania Fischer, André Krabbenhöft, Michaela Häusler, Dirk Grotkaß                    | Klaus Otto Nagorsnik | 01 Min. 14 Sek.                  | Stephania mit 11 Punkten                              | 010.000 € |
| 392          | 083           | 20. Sep. 2019 | Sigrid Hahnke, Samuel Tresp, Tanja Plach, Benjamin Eberling                             | Sebastian Jacoby     | 01 Min. 37 Sek. 0(14 nötig)      | Sigrid, Benjamin mit 13 + 2 Punkten                   | 004.000 € |
| 393          | 084           | 23. Sep. 2019 | Klaus Hudert, Olga Ebel, Stefan Götz, Ottilla Ehren                                     | Klaus Otto Nagorsnik | 10 Punkte (zuvor 1 Min. 58 Sek.) | Olga, Stefan mit 11 + 2 Punkten                       | 005.000 € |
| 394          | 085           | 24. Sep. 2019 | Helga Burki, Christian Frei, Franziska Fischer, Thorsten Koß                            | Manuel Hobiger       | 01 Min. 52 Sek.                  | Thorsten mit 15 + 3 Punkten                           | 060.000 € |
| 395          | 086           | 25. Sep. 2019 | Nico Dehn, Beatrix Hieber, Gerrit Dolle, Caroline Brückner                              | Sebastian Jacoby     | 01 Min. 06 Sek. (fehlerlos)      | Nico, Gerrit, Caroline mit 15 Punkten                 | 007.500 € |
| 396          | 087           | 26. Sep. 2019 | Sybille Hartmann, Sebastian Klaus, Julia Schlosser, Stefan Fischer                      | Sebastian Klussmann  | 01 Min. 13 Sek.                  | Sybille, Sebastian mit 10 + 1 Punkten                 | 007.000 € |
| 397          | 088           | 4. Jan. 2020  | Nathalie Braun, Thiemo Baumann, Sindy Pantak, Uwe Fröhlich                              | Sebastian Klussmann  | 01 Min. 38 Sek.                  | Uwe mit 13 + 1 Punkten                                | 003.000 € |
| 398          | 089           | 4. Jan. 2020  | Maria Hahn, Thorsten Claus, Michaela Hoppe, Mark Geberth-Hindermeyer                    | Sebastian Jacoby     | 01 Min. 31 Sek. (fehlerlos)      | Maria mit 7 Punkten                                   | 002.000 € |

## ARD-Staffel 6 (112 Folgen, 2 Spezialausgaben)
| Nr. (gesamt) | Nr. (Staffel) | Datum         | Kandidaten                                                                                   | Jäger                | Zeit bzw. Punkte des Jägers | Finalisten                                                    | Geldsumme |
| ------------ | ------------- | ------------- | -------------------------------------------------------------------------------------------- | -------------------- | --------------------------- | ------------------------------------------------------------- | --------- |
| XXL 6        | S1            | 18. Apr. 2020 | Team 1: Helga Sitzmann, Pascal Müller, Jule Wülfken, Frank Petersilie                        | Sebastian Klussmann  | 01 Min. 23 Sek.             | Pascal, Frank mit 14 + 1 Punkten                              | 010.000 € |
| XXL 6        | S1            | 18. Apr. 2020 | Team 2: Peter Wulwert, Olaf Kieslich, Torsten Tognotti, Anja Geber                           | Sebastian Jacoby     | 14 Punkte                   | Olaf, Torsten, Anja mit 16 + 3 Punkten                        | 040.000 € |
| XXL 6        | S1            | 18. Apr. 2020 | Team 3: Helga Wogatzki, Patrick Ganter, Anja Inhuber, Manfred                                | Sebastian Klussmann  | 13 Punkte 0(17 nötig)       | Patrick, Anja, Manfred mit 16 + 3 Punkten                     | 008.500 € |
| 399          | 01            | 4. Mai 2020   | Fred Groth, Julia Seidel, Kai Kemmerzehl, Michaela Winkler                                   | Klaus Otto Nagorsnik | 01 Min. 44 Sek.             | Julia, Kai, Michaela mit 12 + 2 Punkten                       | 021.000 € |
| 400          | 02            | 5. Mai 2020   | Manuel Stehlig, Vanessa Danschke, Felix Ulrich, Karin Lange                                  | Sebastian Klussmann  | 01 Min. 56 Sek.             | Manuel, Vanessa mit 10 + 2 Punkten                            | 006.000 € |
| 401          | 03            | 6. Mai 2020   | Michael Merkens, Silvia Büttner, Adrian Furtwängler, Simone Henke                            | Manuel Hobiger       | 04 Punkte 0(14 nötig)       | Michael, Silvia, Adrian mit 13 + 5 Punkten                    | 017.500 € |
| 402          | 04            | 7. Mai 2020   | Martina Freund-Krueger, Tobias Gollub, Laura Stratopoulos, Rainer Koslowski                  | Sebastian Jacoby     | 01 Min. 27 Sek.             | Martina, Laura, Rainer mit 12 Punkten                         | 012.500 € |
| 403          | 05            | 8. Mai 2020   | Andrea Strelow, Thorben Lohse, Janine Gerleve, Michael Henrich                               | Thomas Kinne         | 01 Min. 26 Sek.             | Janine mit 13 Punkten                                         | 004.500 € |
| 404          | 06            | 11. Mai 2020  | Knut Hartmann, Vanessa Wolf, Roland Hawlata, Heike Kronen                                    | Sebastian Jacoby     | 01 Min. 44 Sek.             | Knut, Heike mit 13 + 1 Punkten                                | 008.500 € |
| 405          | 07            | 12. Mai 2020  | Alva Dittrich, Joachim Schroetter, Doris Hilberger, Anthony Behrendt                         | Thomas Kinne         | 01 Min. 38 Sek.             | Alva, Joachim, Doris, Anthony mit 15 Punkten                  | 015.500 € |
| 406          | 08            | 13. Mai 2020  | Dietrich Eckhardt, Nadine Engel, Tim Bachmann, Yvonne Raab                                   | Klaus Otto Nagorsnik | 14 Punkte                   | Dietrich, Nadine, Tim mit 17 + 2 Punkten                      | 011.500 € |
| 407          | 09            | 14. Mai 2020  | Daniel Haverkotte, Sandra Eder, Thomas Birkhahn, Gabi Gold                                   | Manuel Hobiger       | 01 Min. 43 Sek.             | Sandra, Thomas, Gabi mit 12 + 2 Punkten                       | 010.500 € |
| 408          | 010           | 15. Mai 2020  | Gerhard Koch, Stefanie Kaiser, Stefan Pagger, Katja Kleideiter                               | Sebastian Klussmann  | 01 Min. 19 Sek.             | Stefan, Katja mit 9 + 2 Punkten                               | 008.000 € |
| 409          | 011           | 18. Mai 2020  | Horst Krämer, Julia Lata, Daniel Blom, Silke von Olnhausen                                   | Sebastian Jacoby     | 16 Punkte                   | Julia, Daniel, Silke mit 18 + 4 Punkten                       | 006.000 € |
| 410          | 012           | 19. Mai 2020  | André Bürvenich, Julia Jung, Sebastian Lhotzky, Jana Klasberg                                | Klaus Otto Nagorsnik | 01 Min. 47 Sek.             | André mit 13 + 2 Punkten                                      | 005.500 € |
| 411          | 013           | 20. Mai 2020  | Renate Pötter, Philip Avdimetaj, Heike Heins, Klaus-Dieter Rudolph                           | Sebastian Klussmann  | 09 Punkte                   | Renate, Philip, Klaus-Dieter mit 13 + 5 Punkten               | 014.500 € |
| 412          | 014           | 22. Mai 2020  | Matthias Köhler, Saskia Keil, Stefan Tomforde, Jasmin Trattner                               | Sebastian Jacoby     | 01 Min. 42 Sek.             | Saskia, Stefan mit 15 + 3 Punkten                             | 008.000 € |
| 413          | 015           | 25. Mai 2020  | Michael Wunderlich, Rebecca Kraus, Maximilian Aicher, Heidi Freida-Bongartz                  | Klaus Otto Nagorsnik | 01 Min. 19 Sek.             | Rebecca, Maximilian, Heidi mit 13 Punkten                     | 016.000 € |
| 414          | 016           | 26. Mai 2020  | Sieglinde Vonau, Matthias Führ, Benita Reiner, Mehmet Izzet Uygun                            | Manuel Hobiger       | 14 Punkte                   | Matthias, Benita mit 15 + 3 Punkten                           | 006.000 € |
| 415          | 017           | 27. Mai 2020  | Hans Jörg Seiler, Margret Joswig, Oliver Krüger, Tina Trippens                               | Sebastian Klussmann  | 01 Min. 49 Sek. (fehlerlos) | Hans-Jörg, Oliver, Tina mit 10 Punkten                        | 023.000 € |
| 416          | 018           | 28. Mai 2020  | Bettina Meyer, Sven Rohwetter, Lea Rohde, Uwe Wieser                                         | Sebastian Jacoby     | 01 Min. 21 Sek.             | Sven mit 12 + 1 Punkten                                       | 003.500 € |
| 417          | 019           | 29. Mai 2020  | Gerda Koltermann, Oliver Gahr, Walter Fedder, Bianca Flier                                   | Thomas Kinne         | 01 Min. 27 Sek.             | Gerda, Oliver, Walter mit 14 + 1 Punkten                      | 020.000 € |
| 418          | 020           | 2. Juni 2020  | Patrick Müller, Sabine Winter, Aniko Juhasz, Tobias Jäser                                    | Sebastian Jacoby     | 01 Min. 05 Sek. (fehlerlos) | Aniko, Tobias mit 13 Punkten                                  | 005.000 € |
| 419          | 021           | 3. Juni 2020  | Petra Lehmann, David Sommer, Maja Hullmann, Armin Sabol                                      | Manuel Hobiger       | 01 Min. 44 Sek.             | Petra, Maja, Armin mit 15 + 1 Punkten                         | 034.000 € |
| 420          | 022           | 4. Juni 2020  | Melanie Sternberg, Jörg Scheithauder, Jessica Krzonkalla, Paul Bruch                         | Klaus Otto Nagorsnik | 02 Min.                     | Melanie, Jessica, Paul mit 13 + 2 Punkten                     | 013.000 € |
| 421          | 023           | 5. Juni 2020  | Heike Amend, Helge Lorenz, Katrin Beckstein, Damir Pavic                                     | Sebastian Jacoby     | 01 Min. 32 Sek.             | Heike, Helge, Katrin, Damir mit 13 + 2 Punkten                | 016.000 € |
| 422          | 024           | 8. Juni 2020  | Joachim Schmidt, Kathrin Zürl, Matthias Scheer, Marie Luise Schmitz                          | Sebastian Jacoby     | 01 Min. 53 Sek.             | Joachim, Kathrin mit 17 + 2 Punkten                           | 009.000 € |
| 423          | 025           | 9. Juni 2020  | Reinhard Wiegel, Anna Catharina Bircher, Daniel Glang, Nicola Jahn                           | Sebastian Klussmann  | 14 Punkte                   | Reinhard, Nicola mit 15 + 1 Punkten                           | 008.500 € |
| 424          | 026           | 10. Juni 2020 | Sabina Doyen, Christian Emter, Christiane Hausdorf, Frank Haberkamp                          | Thomas Kinne         | 17 Punkte                   | Christian, Christiane, Frank mit 18 + 1 Punkten               | 026.500 € |
| 425          | 027           | 11. Juni 2020 | Lara Kölle, Björn Kraft, Astrid Naujoks, Tim Esser                                           | Klaus Otto Nagorsnik | 01 Min. 11 Sek.             | Lara, Astrid, Tim mit 10 Punkten                              | 010.000 € |
| 426          | 028           | 12. Juni 2020 | Uschi Batscheider, Florian Reikowski, Astrid Lange, Mario Abel                               | Sebastian Klussmann  | 01 Min. 16 Sek.             | Uschi, Florian, Astrid mit 14 Punkten                         | 007.500 € |
| 427          | 029           | 13. Juli 2020 | Thomas Höhne, Berit Palatinas, Claus Blümel, Kira Ponewaß                                    | Sebastian Jacoby     | 01 Min. 39 Sek.             | Berit, Claus, Kira mit 14 + 2 Punkten                         | 008.500 € |
| 428          | 030           | 14. Juli 2020 | Denise Mahnke, Julius Hinderfeld, Tanja Henningsen, Markus Eibel                             | Thomas Kinne         | 15 Punkte                   | Julius, Tanja, Markus mit 20 + 4 Punkten                      | 022.500 € |
| 429          | 031           | 15. Juli 2020 | Annika Smolarz, Nino Hunger, Meike Sackretz, Daniel Gerloff                                  | Sebastian Klussmann  | 12 Punkte                   | Annika, Nino, Meike mit 15 + 2 Punkten                        | 010.000 € |
| 430          | 032           | 16. Juli 2020 | Sascha Hartwig, Gabriella Cselenyi, Tim Hobriant, Melanie Gorissen                           | Manuel Hobiger       | 01 Min. 56 Sek.             | Gabriella (alle ausgeschieden) mit 10 Punkten                 | 00 500 €  |
| 431          | 033           | 17. Juli 2020 | Stephan Fehrenbach, Vanessa von Hartlieb, Thilo Fischer, Heidi Bär                           | Sebastian Jacoby     | 01 Min. 25 Sek.             | Stephan, Thilo, Heidi mit 14 + 2 Punkten                      | 012.000 € |
| XXL 7        | S2            | 18. Juli 2020 | Team 1: Laura Wontorra, Matthias Matschke, Jasmin Tabatabai, Markus Krebs                    | Klaus Otto Nagorsnik | 01 Min. 20 Sek.             | Jasmin mit 15 Punkten                                         | 001.800 € |
| XXL 7        | S2            | 18. Juli 2020 | Team 2: Axel Stein, Gayle Tufts, Heino Ferch, Christine Urspruch                             | Manuel Hobiger       | 01 Min. 15 Sek.             | Gayle mit 11 + 1 Punkten                                      | 017.000 € |
| XXL 7        | S2            | 18. Juli 2020 | Team 3: Anneke Kim Sarnau, Ulrich Noethen, Laura Karasek, Boris Becker                       | Sebastian Klussmann  | 01 Min. 47 Sek.             | Anneke, Ulrich mit 12 + 2 Punkten                             | 017.000 € |
| XXL 7        | S2            | 18. Juli 2020 | Team 4: Malaika Mihambo, Lutz van der Horst, Verona Pooth, Gil Ofarim                        | Sebastian Jacoby     | 01 Min. 38 Sek.             | Lutz mit 13 + 1 Punkten                                       | 002.000 € |
| 432          | 034           | 20. Juli 2020 | Christel Schlagewerth, Nils Hörnemann, Annika Meyer, Udo Gawenda                             | Thomas Kinne         | 17 Punkte                   | Christel, Nils, Annika, Udo mit 19 + 1 Punkten                | 021.000 € |
| 433          | 035           | 21. Juli 2020 | Jan E. Kukielka, Giannina-Louisa Wille, Johannes Teck, Iris Strube                           | Sebastian Klussmann  | 01 Min. 30 Sek.             | Jan, Iris mit 15 + 1 Punkten                                  | 006.000 € |
| 434          | 036           | 22. Juli 2020 | Andrea Grothusen, Niklas Willuhn, Kristin Fähmel, Hans-Peter Weber                           | Klaus Otto Nagorsnik | 01 Min. 40 Sek.             | Andrea, Niklas mit 15 + 2 Punkten                             | 008.500 € |
| 435          | 037           | 23. Juli 2020 | Maren Dunkelau, Sören Klinger, Lisa Czymai, Tobias Bünning                                   | Sebastian Jacoby     | 09 Punkte 0(22 nötig)       | Sören, Lisa, Tobias mit 21 + 8 Punkten                        | 024.500 € |
| 436          | 038           | 24. Juli 2020 | Lothar Fritz, Astrid Stumpf, Michael Schulze, Natalie Kreindlina                             | Klaus Otto Nagorsnik | 01 Min. 55 Sek.             | Natalie mit 9 Punkten                                         | 004.500 € |
| 437          | 039           | 27. Juli 2020 | Gabriele Sadlack, Lutz Hühnken, Marie-Luise Lobos, Bastian Petersen                          | Klaus Otto Nagorsnik | 08 Punkte                   | Gabriele, Lutz mit 17 + 5 Punkten                             | 008.500 € |
| 438          | 040           | 28. Juli 2020 | Benjamin Stello, Laura-Marie Begoihn, Marcel Bambach, Julia Merkes                           | Sebastian Jacoby     | 01 Min. 35 Sek.             | Benjamin, Laura-Marie, Marcel mit 16 + 1 Punkten              | 013.500 € |
| 439          | 041           | 29. Juli 2020 | Axel Werwy, Kathrin Hauschild, Christoph Kohns, Claudia Raddünz                              | Thomas Kinne         | 01 Min. 21 Sek.             | Axel, Claudia mit 13 Punkten                                  | 017.500 € |
| 440          | 042           | 30. Juli 2020 | Regina Fischer, Eike Burfeind, Michelle Kaltenecker, Volker Hunold                           | Klaus Otto Nagorsnik | 10 Punkte                   | Regina, Eike, Volker mit 20 + 6 Punkten                       | 014.500 € |
| 441          | 043           | 31. Juli 2020 | Andreas Hädrich, Adena Ljesnjanin, Dominik Franke, Stefanie Floren                           | Manuel Hobiger       | 01 Min. 25 Sek.             | Andreas, Adena, Stefanie mit 16 Punkten                       | 017.500 € |
| 442          | 044           | 3. Aug. 2020  | Silvia Voige, Manuel Ruben, Melissa Sell, Peter Schwendenmann                                | Sebastian Klussmann  | 01 Min. 14 Sek.             | Manuel, Melissa mit 12 Punkten                                | 013.500 € |
| 443          | 045           | 4. Aug. 2020  | Katharina Böhler, Ted Koob, Anna Maria Kraus, Oliver Düsing                                  | Manuel Hobiger       | 10 Punkte 0(13 nötig)       | Katharina, Anna Maria mit 12 + 5 Punkten                      | 007.000 € |
| 444          | 046           | 5. Aug. 2020  | Werner Heuer, Lisa Schönig, Tobias Lüdiger, Gaby Wode                                        | Klaus Otto Nagorsnik | 01 Min. 25 Sek.             | Werner, Gaby mit 11 + 2 Punkten                               | 008.000 € |
| 445          | 047           | 6. Aug. 2020  | Martha Lewandowski, Günther Tribukalt, Tatjana Mitkos, Kai Pingel                            | Thomas Kinne         | 14 Punkte                   | Martha, Günther, Tatjana mit 15 + 2 Punkten                   | 009.500 € |
| 446          | 048           | 7. Aug. 2020  | Jutta Wolfseher, Philipp Kuhr, Dr. Andrea Herrmann, Uwe Heidner                              | Sebastian Jacoby     | 01 Min. 30 Sek.             | Jutta, Uwe mit 14 + 2 Punkten                                 | 004.500 € |
| 447          | 049           | 10. Aug. 2020 | Ulrich Harmgarth, Eva Redlingshöfer, Florian Karschen, Marina Cataldi                        | Klaus Otto Nagorsnik | 01 Min. 51 Sek.             | Ulrich, Marina mit 13 + 2 Punkten                             | 006.000 € |
| 448          | 050           | 11. Aug. 2020 | Rainer Ahrens, Waltraud Wulfhorst, Patrik Huch, Corinna Heyde                                | Thomas Kinne         | 14 Punkte 0(15 nötig)       | Rainer mit 14 + 3 Punkten                                     | 009.000 € |
| 449          | 051           | 12. Aug. 2020 | Veronika Straßer, Jonas Swelim, Tanja Terörde, Oliver Döscher                                | Sebastian Jacoby     | 01 Min. 20 Sek.             | Oliver mit 16 Punkten                                         | 020.000 € |
| 450          | 052           | 13. Aug. 2020 | Kai Meinschien, Ramesch Malik, Bernd Potsch, Katrin Espeter                                  | Manuel Hobiger       | 01 Min. 32 Sek.             | Kai, Katrin mit 15 + 1 Punkten                                | 005.000 € |
| 451          | 053           | 14. Aug. 2020 | Patrick Orth Marquard, Jennifer Andreae, Michael Funk, Anemone Schlüter                      | Sebastian Klussmann  | 01 Min. 32 Sek.             | Anemone mit 13 Punkten                                        | 015.000 € |
| 452          | 054           | 17. Aug. 2020 | Guido Marquardt, Holger Krause, Patricia Jürgens, Susi Braun                                 | Sebastian Klussmann  | 16 Punkte                   | Guido, Holger, Patricia, Susi mit 23 + 4 Punkten              | 020.500 € |
| 453          | 055           | 18. Aug. 2020 | Steffen Hendrik Pein, Ivonne Fleischhauer, Jörg Langrock, Carina Spreitzer                   | Klaus Otto Nagorsnik | 01 Min. 13 Sek.             | Steffen, Ivonne, Jörg mit 14 Punkten                          | 018.000 € |
| 454          | 056           | 19. Aug. 2020 | Jochen Rube, Paula Meyer, Jan Porwitzki, Daniela Engelmann                                   | Sebastian Jacoby     | 01 Min. 04 Sek.             | Jan, Daniela mit 13 Punkten                                   | 005.000 € |
| 455          | 057           | 20. Aug. 2020 | Petra Raad, Jannick Vollmer, Sabine Schmidt, Christian Kusche                                | Sebastian Klussmann  | 01 Min. 58 Sek.             | Christian mit 11 + 1 Punkten                                  | 002.500 € |
| 456          | 058           | 21. Aug. 2020 | Ulf Teubel, Leonie Zell, Eva Hoffmann, Aron Lesnik                                           | Manuel Hobiger       | 01 Min. 46 Sek.             | Ulf, Leonie, Eva, Aron mit 18 Punkten                         | 039.000 € |
| 457          | 059           | 24. Aug. 2020 | Susann Röthke, Stefan Postler, Melanie Hessling, Florian Wolz                                | Sebastian Jacoby     | 01 Min. 29 Sek.             | Susann, Florian mit 13 + 1 Punkten                            | 004.200 € |
| 458          | 060           | 25. Aug. 2020 | Corinna Dieckmann, Stefan Bela Maras, Sybille Lüdecke, Carsten Schultz                       | Klaus Otto Nagorsnik | 14 Punkte                   | Sybille mit 15 + 2 Punkten                                    | 002.000 € |
| 459          | 061           | 26. Aug. 2020 | Christian Weiß, Theresa Loll, Carlo Fauther, Pia Alberts                                     | Sebastian Klussmann  | 01 Min. 13 Sek.             | Christian mit 13 Punkten                                      | 004.500 € |
| 460          | 062           | 27. Aug. 2020 | Bianca Buck, René Koch Sol Posto, Thekla Fery, Lukas Hose                                    | Manuel Hobiger       | 13 Punkte                   | René, Thekla, Lukas mit 15 + 3 Punkten                        | 017.005 € |
| 461          | 063           | 28. Aug. 2020 | Andreas Vogt, Silvana Steinberg, Michael Robertz, Susanne Seitz                              | Thomas Kinne         | 01 Min. 01 Sek.             | Susanne mit 11 Punkten                                        | 002.000 € |
| 462          | 064           | 31. Aug. 2020 | Alexander Hanke, Anne Nelles, Maria Jose Montoro Fernandez, Michael Fucker                   | Klaus Otto Nagorsnik | 01 Min. 16 Sek.             | Anne, Michael mit 12 Punkten                                  | 007.000 € |
| 463          | 065           | 1. Sep. 2020  | Luca Lanwert, Aline Masson, Alexander Kulpok, Britta Melcher                                 | Manuel Hobiger       | 01 Min. 00 Sek. (fehlerlos) | Aline, Britta mit 10 Punkten                                  | 003.500 € |
| 464          | 066           | 2. Sep. 2020  | Ina Schmidt, Marcel Hosenthien, Frauke Uhlenbroock, Stefan Herbort                           | Thomas Kinne         | 12 Punkte                   | Ina, Frauke, Stefan mit 19 + 4 Punkten                        | 016.000 € |
| 465          | 067           | 3. Sep. 2020  | Dirk Singer, Andrea Reckenthäler, Jens Ehlert, Andrea Neumann                                | Sebastian Jacoby     | 01 Min. 47 Sek.             | Dirk, Andrea R. mit 16 + 3 Punkten                            | 007.000 € |
| 466          | 068           | 4. Sep. 2020  | Peter Weihermüller, Juliane Kroner, Maximilian Aulbert, Tanja Mlakar                         | Sebastian Klussmann  | 10 Punkte 0(18 nötig)       | Peter, Juliane, Maximilian, Tanja mit 17 + 7 Punkten          | 009.000 € |
| 467          | 069           | 7. Sep. 2020  | Paul Birkenbach, Henriette Kamm, Thorsten Facius, Irena Avilova                              | Sebastian Klussmann  | 01 Min. 42 Sek. (fehlerlos) | Paul mit 9 Punkten                                            | 003.500 € |
| 468          | 070           | 8. Sep. 2020  | Norbert Peters, Therese Flämig, Kevin Lanwert, Jasmin Jabeur                                 | Klaus Otto Nagorsnik | 1 Min. 33 Sek.              | Norbert, Therese mit 15 Punkten                               | 008.500 € |
| 469          | 071           | 9. Sep. 2020  | Ulrich Wölfer, Johanna Ballez, Tim Garbs, Christa Dorn                                       | Manuel Hobiger       | 15 Punkte                   | Ulrich, Johanna, Tim, Christa mit 19 + 3 Punkten              | 020.500 € |
| 470          | 072           | 10. Sep. 2020 | Salsabil Hamadache, Jens Fitzner, Monika Pokrandt, Daniel Arzner                             | Sebastian Klussmann  | 1 Min. 23 Sek.              | Salsabil, Monika mit 14 + 1 Punkten                           | 017.000 € |
| 471          | 073           | 11. Sep. 2020 | Rudi Kettner, Alina Eckhoff, Linus Scholz, Alkim Ari                                         | Sebastian Jacoby     | 1 Min. 18 Sek.              | Linus, Alkim mit 15 Punkten                                   | 043.000 € |
| 472          | 074           | 14. Sep. 2020 | Vitalij Dederle, Jenifer Faselt, Hubertus Hager, Norma Knopf                                 | Manuel Hobiger       | 01 Min. 16 Sek. (fehlerlos) | Norma mit 4 Punkten                                           | 002.500 € |
| 473          | 075           | 15. Sep. 2020 | Sven Vierk, Vera Straetmanns, Kevin Ströh, Sandra Hemberger                                  | Sebastian Klussmann  | 11 Punkte                   | Sven, Vera, Kevin mit 15 + 5 Punkten                          | 020.000 € |
| 474          | 076           | 16. Sep. 2020 | Carsten Fährmeister, Christine Franzreb, Manfred Nielson, Jelena Duwe                        | Klaus Otto Nagorsnik | 1 Min. 46 Sek.              | Carsten, Christine, Jelena mit 17 + 1 Punkten                 | 022.000 € |
| 475          | 077           | 17. Sep. 2020 | Tim Wilberg, Anke Baumann, Lars Ruth, Barbara Jaudes                                         | Thomas Kinne         | 16 Punkte                   | Tim, Lars, Barbara mit 19 + 4 Punkten                         | 009.000 € |
| 476          | 078           | 21. Sep. 2020 | Sebastian Hauck, Henriette Hecker, Hans-Joachim Klöpfel, Katrin Bürck                        | Sebastian Klussmann  | 1 Min. 53 Sek.              | Sebastian, Henriette, Hans-Joachim, Katrin mit 15 + 2 Punkten | 022.500 € |
| 477          | 079           | 22. Sep. 2020 | Christa Ruppert, Michael Schade, Carmen Lein, Gottfried Kalischko                            | Manuel Hobiger       | 1 Min. 48 Sek.              | Christa, Michael mit 16 + 2 Punkten                           | 016.500 € |
| 478          | 080           | 23. Sep. 2020 | Jens Fülling, Katharina Helmer, Simon Reiss, Connie Kreher                                   | Thomas Kinne         | 16 Punkte                   | Jens, Simon, Connie mit 18 + 2 Punkten                        | 009.500 € |
| 479          | 081           | 24. Sep. 2020 | Manfred Baue, Eva Lange, Andreas Ulsamer, Barbara Speckner                                   | Sebastian Jacoby     | 1 Min. 26 Sek.              | Eva mit 17 Punkten                                            | 005.000 € |
| 480          | 082           | 25. Sep. 2020 | Jannik Ranft, Sabine Strehl, Christian Röhling, Claudia Pohl                                 | Sebastian Klussmann  | 1 Min. 02 Sek.              | Jannik, Christian mit 10 Punkten                              | 004.500 € |
| 481          | 083           | 28. Sep. 2020 | Matthias Mitsch, Elisabeth Gruber, Franziska Alexandre, Michael Kuhna                        | Manuel Hobiger       | 1 Min. 34 Sek.              | Matthias, Franziska, Michael mit 14 + 1 Punkten               | 009.000 € |
| 482          | 084           | 29. Sep. 2020 | Adrian Fricke, Hanne Koska, Ralf Müller-Arnold, Karl Seidler                                 | Sebastian Klussmann  | 1 Min. 16 Sek.              | Ralf mit 9 + 1 Punkten                                        | 001.500 € |
| 483          | 085           | 30. Sep. 2020 | Stefan Stang, Karoline Greve, Marcel Kamphenkel, Peggy Koschella                             | Sebastian Jacoby     | 01 Min. 51 Sek.             | Marcel mit 9 Punkten                                          | 030.000 € |
| 484          | 086           | 1. Okt. 2020  | Julien Flad, Robert Oszkinat, Ursula Nöthen, Tom Kräplin-Kiank                               | Manuel Hobiger       | 1 Min. 49 Sek.              | Julien, Robert, Ursula mit 15 + 2 Punkten                     | 006.500 € |
| 485          | 087           | 2. Okt. 2020  | Manuela Heß, Erik Maronde, Markus Hoffmann, Katharina Lewer                                  | Sebastian Klussmann  | 1 Min. 50 Sek.              | Manuela, Erik, Markus, Katharina mit 16 + 1 Punkten           | 022.500 € |
| 486          | 088           | 5. Okt. 2020  | Johannes Hülstrung, Ulrike Rohne, Alexander Scholz, Ina Mazejus                              | Sebastian Jacoby     | 1 Min. 35 Sek.              | Johannes mit 12 + 2 Punkten                                   | 005.000 € |
| 487          | 089           | 6. Okt. 2020  | Marcus-Philipp Meyer, Nurcan Aydin, Joachim Grabowski, Melanie Hilscher                      | Manuel Hobiger       | 1 Min. 27 Sek.              | Nurcan, Joachim mit 12 + 1 Punkten                            | 005.000 € |
| 488          | 090           | 7. Okt. 2020  | Hans-Martin Kolasinski, Katharina Luger, Jan-Philipp Müller, Andrea Kunze                    | Sebastian Klussmann  | 14 Punkte                   | Hans-Martin, Katharina, Jan-Philipp mit 16 + 3 Punkten        | 008.000 € |
| 489          | 091           | 8. Okt. 2020  | Thomas Trautwein, Wencke Strommenger-Obst, Dominik Osteroth, Lena Monreal                    | Klaus Otto Nagorsnik | 10 Punkte                   | Thomas, Wencke, Lena mit 14 + 5 Punkten                       | 007.000 € |
| 490          | 092           | 9. Okt. 2020  | Dieter Haefke, Rita Eckmann, Jakob Fuhrmann, Sabrina Nowak                                   | Manuel Hobiger       | 1 Min. 50 Sek.              | Dieter, Jakob, Sabrina mit 15 + 2 Punkten                     | 011.000 € |
| 491          | 093           | 12. Okt. 2020 | Norbert Scharfenberg, Rosina Bomanns, Ulrike Olf, Tray Minh Voong                            | Sebastian Jacoby     | 1 Min. 35 Sek.              | Norbert, Ulrike, Minh mit 15 + 1 Punkten                      | 011.500 € |
| 492          | 094           | 13. Okt. 2020 | Elena Walz, Arne Vogler, Astrid Seiffen, Thorsten Walter                                     | Sebastian Klussmann  | 1 Min. 41 Sek.              | Elena, Arne, Thorsten mit 14 + 3 Punkten                      | 025.500 € |
| 493          | 095           | 14. Okt. 2020 | Rainer Kilian, Gina Hesselhaus, Matthias Baier, Ingrid Clausmeyer                            | Manuel Hobiger       | 14 Punkte                   | Rainer, Matthias mit 16 + 3 Punkten                           | 022.000 € |
| 494          | 096           | 15. Okt. 2020 | Julian Wagner, Ann-Kristin Vester, Jens-Uwe Schlegel, Susanne Laukel                         | Thomas Kinne         | 1 Min. 42 Sek.              | Ann-Kristin, Jens-Uwe mit 13 + 1 Punkten                      | 007.000 € |
| 495          | 097           | 16. Okt. 2020 | Katharina Striebich, Lennart Rademacher, Sarah Walzel, Sascha Röhling                        | Klaus Otto Nagorsnik | 1 Min. 39 Sek.              | Katharina, Sarah, Sascha mit 16 + 1 Punkten                   | 035.500 € |
| 496          | 098           | 19. Okt. 2020 | Thomas Jordan, Janine Borrmann, Claudius Tomorug, Tina Meinhardt                             | Sebastian Klussmann  | 1 Min. 40 Sek.              | Thomas (alle ausgeschieden) mit 15 Punkten                    | 00 500 €  |
| 497          | 099           | 20. Okt. 2020 | Manuel Reber, Karin Vogt, Alexander von Alten-Bockum, Michelle Schrand                       | Sebastian Jacoby     | 1 Min. 40 Sek.              | Karin mit 14 + 1 Punkten                                      | 002.500 € |
| 498          | 100           | 21. Okt. 2020 | Brigitte Basler, Daniel Goller, Lena Tetzlaff, Christian Lemke                               | Manuel Hobiger       | 1 Min. 08 Sek.              | Brigitte mit 12 Punkten                                       | 002.000 € |
| 499          | 101           | 22. Okt. 2020 | Philipp Polzin, Johanna Buchinger, Frank Wesselmann, Jürgen Schulz                           | Thomas Kinne         | 13 Punkte                   | Philipp, Jürgen mit 17 + 4 Punkten                            | 006.500 € |
| 500          | 102           | 23. Okt. 2020 | Hagen Plätz, Joanne Oehlers, Sebastian Groß, Katharina Thoms                                 | Sebastian Jacoby     | 1 Min. 02 Sek.              | Sebastian (alle ausgeschieden) mit 11 Punkten                 | 00 500 €  |
| 501          | 103           | 26. Okt. 2020 | Michael Wirbitzky von SWR3, Sandra Wild, Felix Schmutzer von MDR Jump, Antje Pritzkow        | Sebastian Jacoby     | 1 Min. 31 Sek.              | Michael, Felix, Antje mit 18 Punkten                          | 042.000 € |
| 502          | 104           | 27. Okt. 2020 | Sebastian Winkler von Bayern 3, Miriam Stöcker, Tobias Kämmerer von hr3, Anne Sussmann       | Manuel Hobiger       | 13 Punkte                   | Tobias mit 18 + 5 Punkten                                     | 002.500 € |
| 503          | 105           | 28. Okt. 2020 | Sabine Heinrich von WDR 2, Beatrix Hertlein, Horst Hoof von NDR 1 Welle Nord, Enno Horstmann | Klaus Otto Nagorsnik | 1 Min. 54 Sek.              | Sabine, Horst mit 15 + 1 Punkten                              | 006.000 € |
| 504          | 106           | 29. Okt. 2020 | Christian Balser von SR 1, Johannes Hoen, Keno Bergholz von Bremen Vier, Anne Manze          | Thomas Kinne         | 1 Min. 54 Sek.              | Christian, Johannes, Keno mit 18 + 2 Punkten                  | 010.500 € |
| 505          | 107           | 30. Okt. 2020 | Marco Seiffert von Radio Eins, Karolin Wolf, Jens Mahrhold von NDR 2, Ines Scheffler         | Sebastian Klussmann  | 12 Punkte 0(17 nötig)       | Marco, Karolin mit 16 + 3 Punkten                             | 009.500 € |
| 506          | 108           | 2. Nov. 2020  | Walter W. Schramm, Juli Meyer, Tim Loecken, Mariele Hoferichter                              | Klaus Otto Nagorsnik | 01 Min. 45 Sek.             | Tim mit 8 Punkten                                             | 020.000 € |
| 507          | 109           | 3. Nov. 2020  | Frank André Pernitt, Denise Henseler, Torben Reppenhagen, Harald Gerecke                     | Sebastian Klussmann  | 1 Min. 38 Sek.              | Harald (alle ausgeschieden) mit 16 Punkten                    | 00 500 €  |
| 508          | 110           | 4. Nov. 2020  | Richard Mittelsdorf, Nadine Girt, John-Hendrik Paulsen, Laura Gerhäuser                      | Manuel Hobiger       | 01 Min. 40 Sek. (fehlerlos) | Laura mit 8 Punkten                                           | 030.000 € |
| 509          | 111           | 5. Nov. 2020  | Jan Schmidt, Annett Brautlecht, Haissam Chaar, Lejla Brdanin                                 | Klaus Otto Nagorsnik | 1 Min. 15 Sek.              | Jan, Annett, Haisaam mit 13 Punkten                           | 017.500 € |
| 510          | 112           | 6. Nov. 2020  | Thorsten Zirkel, Eckhard Freise, Marie-Louise Finck, Thomas Hermanns                         | Sebastian Jacoby     | 16 Punkte                   | Thorsten, Eckhard, Marie-Louise mit 17 + 2 Punkten            | 018.500 € |

## ARD-Staffel 7 (60 Folgen, 1 Spezialausgabe)
| Nr. (gesamt) | Nr. (Staffel) | Datum         | Kandidaten                                                                                      | Jäger                | Zeit bzw. Punkte des Jägers | Finalisten                                           | Geldsumme |
| ------------ | ------------- | ------------- | ----------------------------------------------------------------------------------------------- | -------------------- | --------------------------- | ---------------------------------------------------- | --------- |
| 511          | 01            | 12. Juli 2021 | Tim Pittelkow, Lea Wegerle, Daniel Bertram, Sandra Willa                                        | Sebastian Klussmann  | 01 Min. 38 Sek.             | Tim (alle ausgeschieden) mit 17 Punkten              | 000.500 € |
| 512          | 02            | 13. Juli 2021 | Christian Schwambach, Eva Bräth, Karl-Heinz Fuchs, Linda Wullenweber                            | Manuel Hobiger       | 01 Min. 38 Sek.             | Christian, Linda mit 12 Punkten                      | 002.000 € |
| 513          | 03            | 14. Juli 2021 | Reinhold Schmunk, Elfi Schirmer, Heady Ebne Abbasi, Jennifer Much                               | Klaus Otto Nagorsnik | 01 Min. 11 Sek.             | Jennifer mit 10 + 1 Punkten                          | 020.000 € |
| 514          | 04            | 15. Juli 2021 | Midja Malik, Heiko Schricker, Beatrix Nöthen, Gerfried Nierhaus                                 | Thomas Kinne         | 050 Sek. (fehlerlos)        | Beatrix, Gerfried mit 9 Punkten                      | 004.500 € |
| 515          | 05            | 16. Juli 2021 | Cornelia Aigner, Marc Püschel, Rose Forchert-Prieß, Sven Hansen                                 | Sebastian Jacoby     | 01 Min. 16 Sek.             | Sven mit 14 Punkten                                  | 030.000 € |
| 516          | 06            | 19. Juli 2021 | Malte Dürr, Margit Meier, Koray Arslan, Celina Schmitt                                          | Manuel Hobiger       | 13 Punkte                   | Malte mit 14 + 4 Punkten                             | 003.500 € |
| 517          | 07            | 20. Juli 2021 | Anna-Lena Berscheid, Wolfgang Semrau, Petra Lehmann-Beinhofer, Fabian Benecke                   | Sebastian Jacoby     | 01 Min. 23 Sek.             | Anna-Lena, Petra mit 12 Punkten                      | 004.500 € |
| 518          | 08            | 21. Juli 2021 | Benedikt Braun, Karin Fischer, Marlon Kutschke, Isabel Cramer                                   | Sebastian Klussmann  | 01 Min. 49 Sek.             | Benedikt, Marlon, Isabel mit 15 + 1 Punkten          | 006.300 € |
| 519          | 09            | 22. Juli 2021 | Andrea Surrey, Kris Rittersbusch, Linda Ackermann, Volkan Sanik                                 | Thomas Kinne         | 01 Min. 37 Sek.             | Andrea, Kris, Volkan mit 15 Punkten                  | 024.000 € |
| 520          | 10            | 23. Juli 2021 | Sigrid Bonelo, Ruth Lorenz, Martin Muehlenberg, Sabine Schomberg                                | Klaus Otto Nagorsnik | 01 Min. 16 Sek.             | Sigrid, Ruth, Martin, Sabine mit 13 Punkten          | 019.000 € |
| 521          | 11            | 26. Juli 2021 | Stefan Spatz, Marion Loitz, Klaus Weishaupt, Katrin Doppelstein                                 | Thomas Kinne         | 12 Punkte                   | Stefan, Marion, Katrin mit 14 + 4 Punkten            | 008.500 € |
| 522          | 12            | 27. Juli 2021 | Philipp Herrmann, Zübeyda Cadiroğlu, Udo Hämmerling, Ines Büchner                               | Sebastian Klussmann  | 01 Min. 54 Sek.             | Philipp, Udo, Ines mit 18 + 2 Punkten                | 013.000 € |
| 523          | 13            | 28. Juli 2021 | Asmir Cucak, Hannah Molderings, Frank von Kneten, Marion D’Alessio                              | Klaus Otto Nagorsnik | 09 Punkte                   | Frank mit 10 + 3 Punkten                             | 003.000 € |
| 524          | 14            | 29. Juli 2021 | Marco Neubauer, Antonia Bartels, Uwe Reinhold, Natascha Frickenhelm                             | Manuel Hobiger       | 01 Min. 38 Sek.             | Natascha (alle ausgeschieden) mit 13 + 2 Punkten     | 000.500 € |
| 525          | 15            | 30. Juli 2021 | Sevde Yilmaz, Benjamin Krense, Sabrina „Ina“ Vaesen-Beudels, Marco Otto                         | Sebastian Jacoby     | 049 Sek.                    | Ina mit 7 + 1 Punkten                                | 002.500 € |
| XXL 8        | S1            | 31. Juli 2021 | Team 1: Andrea Sawatzki, Uwe Kockisch, Ann-Kathrin Kramer, Richy Müller                         | Sebastian Jacoby     | 01 Min. 27 Sek.             | Uwe, Richy mit 9 + 2 Punkten                         | 003.000 € |
| XXL 8        | S1            | 31. Juli 2021 | Team 2: Kristina Vogel, Guido Cantz, Faisal Kawusi, Devid Striesow                              | Klaus Otto Nagorsnik | 12 Punkte                   | Guido, Devid mit 15 + 4 Punkten                      | 028.000 € |
| XXL 8        | S1            | 31. Juli 2021 | Team 3: Lisa Maria Potthoff, Dirk Steffens, Karin Hanczewski, Oliver Wnuk                       | Sebastian Klussmann  | 01 Min. 52 Sek.             | Lisa, Oliver mit 12 + 3 Punkten                      | 007.000 € |
| XXL 8        | S1            | 31. Juli 2021 | Team 4: Lisa Feller, Hardy Krüger junior, Paula Lambert, Jürgen von der Lippe                   | Thomas Kinne         | 14 Punkte                   | Lisa, Paula, Jürgen mit 16 + 2 Punkten               | 060.500 € |
| 526          | 16            | 2. Aug. 2021  | Carolin von Rettberg, Stephan Brosch, Marie Freitag, Yann Breunig                               | Sebastian Jacoby     | 14 Punkte                   | Carolin, Marie, Yann mit 23 + 5 Punkten              | 008.000 € |
| 527          | 17            | 3. Aug. 2021  | Manfred Beckers, Christina Dobler, Raik Böser, Kirsten Weisensee                                | Klaus Otto Nagorsnik | 01 Min. 36 Sek.             | Manfred mit 13 + 1 Punkten                           | 003.000 € |
| 528          | 18            | 4. Aug. 2021  | Ulrich Burdack, Claudia Barbek, Tim Laurinat, Stephanie Thurau                                  | Sebastian Klussmann  | 10 Punkte                   | Ulrich mit 14 + 5 Punkten                            | 005.000 € |
| 529          | 19            | 5. Aug. 2021  | Christian Gey, Andrea Merk, Marcel Könemann, Nadine Reck                                        | Sebastian Jacoby     | 01 Min. 43 Sek.             | Christian, Andrea, Nadine mit 17 Punkten             | 025.000 € |
| 530          | 20            | 6. Aug. 2021  | Lothar Mengedoth, Annett Nachtwey, Sebastian Vollmers, Emma Röhrs                               | Thomas Kinne         | 01 Min. 55 Sek.             | Annett, Sebastian mit 12 + 2 Punkten                 | 006.000 € |
| 531          | 21            | 9. Aug. 2021  | Peter Ahrens, Andrea Förster, Edvan Davi Uhl, Jessica Bastron                                   | Sebastian Klussmann  | 01 Min. 53 Sek.             | Andrea, Edvan Davi mit 14 + 1 Punkten                | 005.500 € |
| 532          | 22            | 10. Aug. 2021 | Jürgen Kramer, Mandy Fischer, Raphael Hirte, Lena Brandenburger                                 | Manuel Hobiger       | 01 Min. 51 Sek.             | Jürgen, Mandy, Raphael mit 15 Punkten                | 011.000 € |
| 533          | 23            | 11. Aug. 2021 | Klaus Bergau, Bianca Brendel, Marius Huber, Daniela Wartini                                     | Klaus Otto Nagorsnik | 13 Punkte                   | Bianca, Daniela mit 15 + 3 Punkten                   | 006.000 € |
| 534          | 24            | 12. Aug. 2021 | Tanja Billing, Philipp Schützendorf, Martina Ernst, Rolf Pesahl                                 | Sebastian Jacoby     | 01 Min. 30 Sek.             | Philipp mit 13 + 1 Punkten                           | 002.500 € |
| 535          | 25            | 13. Aug. 2021 | Heike Perry, Andreas Fröse, Hassan Al-Sayed, Julia Tkocz                                        | Klaus Otto Nagorsnik | 01 Min.                     | Hassan (alle ausgeschieden) mit 5 + 1 Punkten        | 000.500 € |
| 536          | 26            | 16. Aug. 2021 | Alexander Rudnick, Susanne Müller, Christian Jerg, Maria Majbaum                                | Sebastian Jacoby     | 14 Punkte (18 nötig)        | Alexander mit 16 + 6 Punkten                         | 002.500 € |
| 537          | 27            | 17. Aug. 2021 | Elja Hinderks, Fynn Marquardt, Sabine Thiering, Wolfgang Lohse                                  | Thomas Kinne         | 01 Min. 35 Sek.             | Elja, Fynn, Sabine mit 12 + 1 Punkten                | 022.000 € |
| 538          | 28            | 18. Aug. 2021 | Antonia Filipovic, Ingo Moritz, Claudia Tugemann, Michael Büttner                               | Sebastian Klussmann  | 12 Punkte                   | Ingo, Michael mit 13 + 3 Punkten                     | 019.500 € |
| 539          | 29            | 19. Aug. 2021 | Frank Schell, Kathrin Asshauer, Karl Geiger, Zerema Gadzieva                                    | Klaus Otto Nagorsnik | 17 Punkte                   | Frank mit 20 + 2 Punkten                             | 002.500 € |
| 540          | 30            | 20. Aug. 2021 | Daniela Litman, Olaf Rauschenbach, Berit Hofmeister, Benedikt Raith                             | Sebastian Klussmann  | 1 Min. 57 Sek.              | Daniela (alle ausgeschieden) mit 14 + 2 Punkten      | 000.500 € |
| 541          | 31            | 23. Aug. 2021 | Harald Ziegler, Maren Zeidler, Ottokar Klimm, Sarah Hörig                                       | Manuel Hobiger       | 1 Min. 43 Sek.              | Ottokar, Sarah mit 16 Punkten                        | 006.500 € |
| 542          | 32            | 24. Aug. 2021 | Joachim Kaufmann, Jutta Marks, Alexander Schmitz, Lara Schott                                   | Sebastian Jacoby     | 2 Min.                      | Joachim, Alexander, Lara mit 19 + 2 Punkten          | 008.000 € |
| 543          | 33            | 25. Aug. 2021 | Inken Warkentin, Samir Belhaj, Sophie Bauer, Joachim Euler                                      | Klaus Otto Nagorsnik | 16 Punkte                   | Inken, Samir, Sophie mit 17 + 1 Punkten              | 007.000 € |
| 544          | 34            | 26. Aug. 2021 | Peter Möritz, Julia Brkic, Wayne Hanuschik, Erdmute Zelmer                                      | Sebastian Klussmann  | 1 Min. 46 Sek.              | Peter, Julia, Wayne, Erdmute mit 15 + 1 Punkten      | 008.500 € |
| 545          | 35            | 27. Aug. 2021 | Achim Bornhäußer, Bettina Gries, Sebastian Kurte-Breul, Melanie Diwo                            | Klaus Otto Nagorsnik | 1 Min. 26 Sek.              | Achim, Melanie mit 14 + 1 Punkten                    | 002.900 € |
| 546          | 36            | 30. Aug. 2021 | Petra Burger, Sebastian Hengstmann, Kira Kubsa, Marcel Ahnert                                   | Thomas Kinne         | 1 Min. 11 Sek.              | Kira, Marcel mit 12 Punkten                          | 026.800 € |
| 547          | 37            | 31. Aug. 2021 | Wiltrud G. Vogt, Mario Gundel, Vanessa Hagen, Maciej Kazmierczak                                | Sebastian Klussmann  | 1 Min. 25 Sek.              | Wiltrud (alle ausgeschieden) mit 10 + 1 Punkten      | 000.500 € |
| 548          | 38            | 1. Sep. 2021  | Thomas Schulz, Loreen Bantle, Tobias Daxenbichler, Nadine Schubert                              | Sebastian Jacoby     | 1 Min. 8 Sek.               | Thomas, Loreen mit 11 Punkten                        | 007.500 € |
| 549          | 39            | 2. Sep. 2021  | Sigrun Schreibmayer, Willi Seidel, Carolin Teubert, Rolf Mahr                                   | Klaus Otto Nagorsnik | 12 Punkte                   | Willi, Carolin, Rolf mit 14 + 4 Punkten              | 029.500 € |
| 550          | 40            | 3. Sep. 2021  | Hartmut Pospiech, Katharina Alamo Alonso, Gordon Jung, Tina Mieles                              | Manuel Hobiger       | 10 Punkte                   | Hartmut mit 14 + 5 Punkten                           | 004.500 € |
| 551          | 41            | 6. Sep. 2021  | Helge Himstedt, Anja Bräutigam, René Haase, Marina Jell                                         | Klaus Otto Nagorsnik | 1 Min. 59 Sek.              | Anja, René mit 16 + 1 Punkten                        | 025.500 € |
| 552          | 42            | 7. Sep. 2021  | Thomas Mägde, Katja Kampa, Aleksandar Achatz, Elke Olmert-Plück                                 | Manuel Hobiger       | 11 Punkte                   | Thomas, Katja, Elke mit 18 + 6 Punkten               | 007.500 € |
| 553          | 43            | 8. Sep. 2021  | Petra Marburg, Björn Wotschefski, Vivien Grammer, Philipp Berger                                | Sebastian Klussmann  | 13 Punkte                   | Björn mit 15 + 3 Punkten                             | 003.000 € |
| 554          | 44            | 9. Sep. 2021  | Anne Schäfer, Gianfranco Righetti, Antje Pollex, Alexander Pottin                               | Sebastian Jacoby     | 36 Sek. (fehlerlos)         | Gianfranco mit 7 Punkten                             | 020.000 € |
| 555          | 45            | 10. Sep. 2021 | Konrad Erben, Nádia Yarbrough, Moritz Reuter, Julia Brock                                       | Manuel Hobiger       | 1 Min. 20 Sek.              | Konrad mit 12 + 1 Punkten                            | 003.000 € |
| 556          | 46            | 13. Sep. 2021 | Steffen Leitner, Susanne Ilg, René Liebscher, Silvia von Kornatzky                              | Adriane Rickel       | 1 Min. 25 Sek.              | René mit 11 + 2 Punkten                              | 001.500 € |
| 557          | 47            | 14. Sep. 2021 | Katharina Schmaußer, Norman Klien, Karyn von Ostholt, Patrick Jackson                           | Sebastian Klussmann  | 12 Punkte                   | Katharina, Norman, Karyn, Patrick mit 16 + 4 Punkten | 011.000 € |
| 558          | 48            | 15. Sep. 2021 | Ulrike Schulz, Sven Mantei, Tina Schnabl, Riccardo Beltempo                                     | Sebastian Jacoby     | 11 Punkte                   | Sven, Tina mit 13 + 4 Punkten                        | 020.100 € |
| 559          | 49            | 16. Sep. 2021 | Heiko Behrens, Nicole Ehm, Martin Körber, Claudia Valverde                                      | Manuel Hobiger       | 1 Min. 4 Sek. (fehlerlos)   | Heiko, Nicole, Martin mit 12 Punkten                 | 010.500 € |
| 560          | 50            | 17. Sep. 2021 | Christoph Eske, Canan Kizilgöz, Dirk-Carsten Wiegers, Heike Fuchs                               | Klaus Otto Nagorsnik | 1 Min. 37 Sek.              | Canan, Dirk-Carsten, Heike mit 16 Punkten            | 008.500 € |
| 561          | 51            | 20. Sep. 2021 | Michael Raab, Katharina Mahler, Jürgen Deppert, Jens Kleine-Horst                               | Thomas Kinne         | 11 Punkte (18 nötig)        | Michael, Katharina, Jürgen, Jens mit 17 + 4 Punkten  | 009.500 € |
| 562          | 52            | 21. Sep. 2021 | Oliver Eberle, Carina Trümper, Thorsten Schwerdt, Samia Djeffane                                | Sebastian Klussmann  | 1 Min. 59 Sek.              | Oliver, Thorsten mit 12 + 4 Punkten                  | 006.000 € |
| 563          | 53            | 22. Sep. 2021 | Sophia Ott, Markus Bilski, Tanja Bilazewski, Carsten Rother                                     | Adriane Rickel       | 53 Sek.                     | Sophia mit 9 Punkten                                 | 002.500 € |
| 564          | 54            | 23. Sep. 2021 | Julia Knop, Tamara van Hove, Florian Thiel, Stephanie Pitzke                                    | Manuel Hobiger       | 1 Min. 25 Sek.              | Julia, Tamara, Stephanie mit 13 + 1 Punkten          | 010.000 € |
| 565          | 55            | 24. Sep. 2021 | Svenja Dahmen, Thomas Hübner, Heike Gonschior, Thomas Vollmering                                | Thomas Kinne         | 1 Min. 37 Sek.              | Svenja, Heike mit 11 Punkten                         | 019.000 € |
| 566          | 56            | 27. Sep. 2021 | Marcus Fahn von Bayern 1, Jessica Weppler, Markus Blesse, Horst Hoof von NDR 1 Welle Nord       | Sebastian Klussmann  | 1 Min. 47 Sek.              | Marcus, Jessica, Markus, Horst mit 17 + 1 Punkten    | 013.500 € |
| 567          | 57            | 28. Sep. 2021 | Julia Menger von Radio Eins, Mathias Pook, Anne Geppert, Jan Malte Andresen von WDR 2           | Thomas Kinne         | 1 Min. 36 Sek.              | Julia mit 15 Punkten                                 | 004.000 € |
| 568          | 58            | 29. Sep. 2021 | Lars-Christian Karde von MDR Jump, Franziska Veit, Carina Deininger, Patrick Neelmeier von SWR1 | Klaus Otto Nagorsnik | 9 Punkte                    | Lars-Christian, Carina, Patrick mit 13 + 4 Punkten   | 025.000 € |
| 569          | 59            | 30. Sep. 2021 | Jan Reppahn von hr3, Christopher Janouscheck, Tanja Schawe, Jens Mahrhold von NDR 2             | Adriane Rickel       | 18 Punkte                   | Jan, Christopher, Tanja mit 19 + 1 Punkten           | 008.500 € |
| 570          | 60            | 1. Okt. 2021  | Keno Bergholz von Bremen Vier, Roland Knauff, Nicole Massone, Daniel Simarro von SR 1           | Sebastian Jacoby     | 1 Min. 51 Sek.              | Roland, Daniel mit 17 + 3 Punkten                    | 024.500 € |

## ARD-Staffel 8 (79 Folgen, 2 Spezialausgaben)
| Nr. (gesamt) | Nr. (Staffel) | Datum         | Kandidaten                                                                                | Jäger(in)            | Zeit bzw. Punkte des Jägers | Finalisten                                        | Geldsumme |
| ------------ | ------------- | ------------- | ----------------------------------------------------------------------------------------- | -------------------- | --------------------------- | ------------------------------------------------- | --------- |
| 571          | 1             | 20. Juni 2022 | Julia Stakelbeck, Rainer Mall, Christine Pashnjari, Volkmar Osteroth                      | Sebastian Klussmann  | 10 Punkte                   | Christine mit 16 + 3 Punkten                      | 002.000 € |
| 572          | 2             | 21. Juni 2022 | Paula Böge, Michael Smolik, Daniela Henschel, Matthias Lux                                | Thomas Kinne         | 1 Min. 52 Sek.              | Michael, Daniela mit 8 + 3 Punkten                | 018.000 € |
| 573          | 3             | 22. Juni 2022 | Yvonne Fritz, Patrick Kleinjans, Melanie Jurisch, Christian Brückmann                     | Manuel Hobiger       | 1 Min. 32 Sek.              | Yvonne, Patrick mit 14 Punkten                    | 004.500 € |
| 574          | 4             | 23. Juni 2022 | Björn Voß, Melanie Knies, André Peterwitz, Christine Weinert                              | Adriane Rickel       | 14 Punkte                   | Björn mit 16 + 2 Punkten                          | 002.000 € |
| 575          | 5             | 24. Juni 2022 | Swaantje Wilms, Benedikt „Franz“ Groß, Vera Kaim, Steffen Köhler                          | Klaus Otto Nagorsnik | 11 Punkte                   | Swaantje, Franz, Vera mit 15 + 3 Punkten          | 023.000 € |
| 576          | 6             | 27. Juni 2022 | Marcus Fahn von Bayern 1, Stephan Troidl, Christoph Tautz von hr3, Alexander Emmerich     | Sebastian Jacoby     | 48 Sek. (fehlerlos)         | Stephan mit 9 Punkten                             | 018.000 € |
| 577          | 7             | 28. Juni 2022 | Patricia Pantel von Radio Eins, Tino Hoffmann, Elke Wiswedel von NDR 2, Björn Meyer       | Adriane Rickel       | 1 Min. 32 Sek.              | Patricia, Tino mit 12 + 1 Punkten                 | 005.500 € |
| 578          | 8             | 29. Juni 2022 | Verena Sierra von SR 1, Benedikt Braun, Malte Janssen von Bremen Vier, Kristian Höpfner   | Klaus Otto Nagorsnik | 18 Punkte                   | Verena, Benedikt, Malte mit 23 + 2 Punkten        | 009.000 € |
| 579          | 9             | 30. Juni 2022 | Stefan Orner von SWR1, Andreas Lehnert, Lars Wohlfarth von MDR Jump, Thilo Köhne          | Thomas Kinne         | 12 Punkte (18 nötig)        | Stefan, Andreas, Thilo mit 17 + 6 Punkten         | 006.500 € |
| 580          | 10            | 1. Juli 2022  | Sabine Heinrich von WDR 2, Michael Löhr, Horst Hoof von NDR 1 Welle Nord, Nicole Niemeyer | Manuel Hobiger       | 1 Min. 24 Sek.              | Michael, Horst mit 10 + 1 Punkten                 | 028.000 € |
| 581          | 11            | 4. Juli 2022  | Joachim Telgenbüscher, Christine Fischer, Marc Schleicher, Heidi Haarstrich               | Manuel Hobiger       | 1 Min. 26 Sek. (fehlerlos)  | Joachim, Marc mit 16 Punkten                      | 008.500 € |
| 582          | 12            | 5. Juli 2022  | Ulrich Jäger, Johanna Waskewitz, Patrick Grabowski, Judith Helfer                         | Sebastian Klussmann  | 14 Punkte (16 nötig)        | Ulrich, Patrick mit 15 + 2 Punkten                | 004.500 € |
| 583          | 13            | 6. Juli 2022  | Matthias Schuberth, Sophia Großmann, Micky Foehde, Sibylle Nehrkorn                       | Adriane Rickel       | 1 Min. 58 Sek.              | Sophia, Sibylle mit 16 + 1 Punkten                | 002.000 € |
| 584          | 14            | 7. Juli 2022  | Alexandra Wiener, Aaron Junghenn, Nicole Schlüter, Jens Hartwig                           | Thomas Kinne         | 16 Punkte                   | Alexandra, Aaron, Nicole, Jens mit 20 + 2 Punkten | 008.500 € |
| 585          | 15            | 8. Juli 2022  | Michael Emge, Lena Mausbach, Birte Müller, Markus Karl                                    | Sebastian Jacoby     | 1 Min. 37 Sek.              | Michael, Birte mit 12 + 2 Punkten                 | 004.500 € |
| 586          | 16            | 11. Juli 2022 | Stefan Eigner, Lena Paul, Sascha Hollstein, Diana Faust                                   | Sebastian Klussmann  | 1 Min. 2 Sek. (fehlerlos)   | Stefan, Diana mit 12 Punkten                      | 002.750 € |
| 587          | 17            | 13. Juli 2022 | Sindy Weiner, Patrick Bovée, Yvonne Bürger, Timo Banemann                                 | Sebastian Jacoby     | 42 Sek.                     | Sindy mit 7 Punkten                               | 003.500 € |
| 588          | 18            | 15. Juli 2022 | Amelie Echle, Tassilo Valtink, Franziska Struller, Martin Kraus                           | Thomas Kinne         | 1 Min. 46 Sek.              | Amelie, Tassilo, Martin mit 15 + 1 Punkten        | 010.500 € |
| 589          | 19            | 18. Juli 2022 | Christoph Krottmayer, Heike Käding, Robert Schwend, Kim Ditscheid                         | Klaus Otto Nagorsnik | 55 Sek. (fehlerlos)         | Christoph, Heike mit 10 Punkten                   | 014.000 € |
| 590          | 20            | 19. Juli 2022 | Susann Grobert, Thomas Wellner, Celina Nitsch, Manfred Winkler                            | Thomas Kinne         | 9 Punkte                    | Susann, Manfred mit 13 + 1 Punkten                | 005.200 € |
| 591          | 21            | 20. Juli 2022 | Malte Redenz, Christin Püschel, Marco Kupferschmied, Adelheid Wild                        | Sebastian Klussmann  | 1 Min. 45 Sek.              | Malte, Adelheid mit 14 + 2 Punkten                | 001.900 € |
| 592          | 22            | 21. Juli 2022 | Hans-Peter Kolb, Diana Köhler, Frenze Huth, Marko Fritz                                   | Sebastian Jacoby     | 11 Punkte                   | Peter, Frenze, Marko mit 15 + 4 Punkten           | 022.500 € |
| 593          | 23            | 22. Juli 2022 | Marius Rohde, Gabriele Thomas, Marco La Greca, Carina Hahn                                | Manuel Hobiger       | 1 Min. 31 Sek.              | Marius, Marco mit 15 Punkten                      | 006.000 € |
| 594          | 24            | 25. Juli 2022 | Lisa Finnern, Benedikt Groß, Evelyn Konstantinidis, Marcel Neunkirchen                    | Adriane Rickel       | 2 Min.                      | Lisa, Benedikt, Evelyn mit 15 + 1 Punkten         | 007.000 € |
| 595          | 25            | 26. Juli 2022 | Sascha Piljanovic, Doreen Nagelmüller, Ben Kutz, Jana Wicher                              | Sebastian Klussmann  | 42 Sek.                     | Jana mit 6 Punkten                                | 001.500 € |
| 596          | 26            | 27. Juli 2022 | Thomas Fazakas, Marie Langer, Jamal Walter Hudson, Inga Heckmann                          | Manuel Hobiger       | 1 Min. 23 Sek.              | Marie, Jamal mit 12 + 1 Punkten                   | 004.000 € |
| 597          | 27            | 28. Juli 2022 | Serge Schäfers, Nina Schreiner, Elias Raatz, Anja Gerwin                                  | Thomas Kinne         | 1 Min. 57 Sek.              | Serge, Nina, Anja mit 16 + 2 Punkten              | 024.500 € |
| 598          | 28            | 29. Juli 2022 | Christoph Franke, Marina Jahns, Zlatko Kosic, Corinna Hennecke                            | Sebastian Jacoby     | 1 Min. 2 Sek. (fehlerlos)   | Christoph, Corinna mit 13 Punkten                 | 019.000 € |
| 599          | 29            | 1. Aug. 2022  | Maximilian Klose, Mady Wilhelm, Harald Schuchardt, Silke Walters                          | Thomas Kinne         | 1 Min. 18 Sek.              | Maximilian, Mady, Harald mit 10 Punkten           | 008.500 € |
| 600          | 30            | 2. Aug. 2022  | Robert Blank, Emma Boye, Harry Elbracht, Michaela Breitsprecher                           | Manuel Hobiger       | 1 Min. 56 Sek.              | Robert, Emma mit 18 Punkten                       | 007.500 € |
| 601          | 31            | 3. Aug. 2022  | Lisa Dirks, Marcus Liedtke, Iris Michael, Max Unzicker                                    | Adriane Rickel       | 17 Punkte                   | Lisa mit 18 + 2 Punkten                           | 003.500 € |
| 602          | 32            | 4. Aug. 2022  | Tabea Rick, Dennis Bröcking, Paula Zoll, Erol Kaylan                                      | Sebastian Klussmann  | 1 Min. 50 Sek.              | Tabea, Dennis mit 14 + 1 Punkten                  | 007.000 € |
| 603          | 33            | 5. Aug. 2022  | Harald Vogel, Lidiya Pryymak, Marco Bell, Katharina May                                   | Klaus Otto Nagorsnik | 10 Punkte                   | Harald mit 15 + 5 Punkten                         | 012.000 € |
| 604          | 34            | 8. Aug. 2022  | Myriam Kügler, Tim Scheuermann, Kerstin Wolf, Sven Pohlmann                               | Manuel Hobiger       | 1 Min. 59 Sek.              | Myriam, Kerstin mit 13 + 3 Punkten                | 003.000 € |
| 605          | 35            | 9. Aug. 2022  | Barbara Gerloff, Christian Ziegenfuß, Marieke Grußendorf, Martin „Eddi“ Merx              | Klaus Otto Nagorsnik | 58 Sek.                     | Marieke (alle ausgeschieden) mit 10 Punkten       | 000.500 € |
| 606          | 36            | 10. Aug. 2022 | Nina Lochmann, Grant Kaufmann, Anja Landmann, Jasar Ülküseven                             | Thomas Kinne         | 10 Punkte                   | Nina, Grant, Jasar mit 16 + 5 Punkten             | 021.000 € |
| 607          | 37            | 11. Aug. 2022 | Charlotte Schwenner, Andreas Probst, Bettina Walz, Holger Perlberg                        | Sebastian Jacoby     | 1 Min. 38 Sek.              | Charlotte, Andreas, Bettina mit 16 + 2 Punkten    | 024.000 € |
| XXL 9        | S1            | 13. Aug. 2022 | Team 1: Esther Schweins, Matze Knop, Eva Habermann, Ingolf Lück                           | Sebastian Jacoby     | 44 Sek.                     | Eva mit 6 Punkten                                 | 002.000 € |
| XXL 9        | S1            | 13. Aug. 2022 | Team 2: Barbara Wussow, Sebastian Ströbel, Natalia Wörner, Atze Schröder                  | Klaus Otto Nagorsnik | 1 Min. 28 Sek.              | Barbara, Sebastian, Atze mit 12 + 2 Punkten       | 035.000 € |
| XXL 9        | S1            | 13. Aug. 2022 | Team 3: Heiner Lauterbach, Stefanie Stappenbeck, Gayle Tufts, Mathias Mester              | Adriane Rickel       | 1 Min. 15 Sek.              | Heiner, Stefanie mit 11 + 1 Punkten               | 006.000 € |
| XXL 9        | S1            | 13. Aug. 2022 | Team 4: Luca Hänni, Natalie Geisenberger, Daniel Donskoy, Gisa Flake                      | Sebastian Klussmann  | 53 Sek.                     | Luca, Natalie mit 7 Punkten                       | 007.000 € |
| 608          | 38            | 15. Aug. 2022 | Gordon Sander, Sarah Donaldson, Bernd Müller, Virginia Spinsanti                          | Sebastian Klussmann  | 13 Punkte                   | Gordon, Bernd mit 16 + 4 Punkten                  | 004.000 € |
| 609          | 39            | 17. Aug. 2022 | Esther Bender, Eddie Horn, Carolin Behling, Tim Ostertag                                  | Manuel Hobiger       | 33 Sek. (fehlerlos)         | Eddie (alle ausgeschieden) mit 6 Punkten          | 000.500 € |
| 610          | 40            | 19. Aug. 2022 | Andreas Dähn, Helina Williams, Carsten Gassmann, Natalie Braun                            | Sebastian Jacoby     | 1 Min. 24 Sek.              | Andreas (alle ausgeschieden) mit 14 Punkten       | 000.500 € |
| 611          | 41            | 22. Aug. 2022 | Ramona („Mona“) Karter, Matthias Koßmann, Sabine Lambers, Uwe Seemann                     | Adriane Rickel       | 1 Min. 59 Sek.              | Uwe mit 17 + 1 Punkten                            | 025.000 € |
| 612          | 42            | 23. Aug. 2022 | Florian Wirsching, Anna Döring, Maximilian („Maxi“) Vogel, Juline Merten                  | Klaus Otto Nagorsnik | 11 Punkte                   | Florian, Maxi, Juline mit 16 + 5 Punkten          | 008.000 € |
| 613          | 43            | 24. Aug. 2022 | Sabine Meier, Sebastian Gericke, Kristina Franke, Özgür Cinar                             | Sebastian Jacoby     | 1 Min. 23 Sek.              | Sabine (alle ausgeschieden) mit 11 + 1 Punkten    | 000.500 € |
| 614          | 44            | 25. Aug. 2022 | Johanna Buss, Thomas Lips, Sabine Lobermeyer, Tim Münstermann                             | Sebastian Klussmann  | 1 Min. 18 Sek.              | Thomas, Tim mit 14 Punkten                        | 007.000 € |
| 615          | 45            | 26. Aug. 2022 | Silke Paesler, Severin Meier, Steffen Selzer, Frances Schoppe                             | Thomas Kinne         | 1 Min. 51 Sek.              | Severin, Frances mit 13 + 3 Punkten               | 036.500 € |
| 616          | 46            | 29. Aug. 2022 | Iris Braecklein, Michael Gräber, Jacqueline Nolting, Henrik Jankwitz                      | Manuel Hobiger       | 1 Min. 51 Sek.              | Michael, Jacqueline mit 15 + 3 Punkten            | 006.500 € |
| 617          | 47            | 30. Aug. 2022 | Arndt Patallas, Suse Kley, Peter Wilms, Nina Jakob                                        | Sebastian Jacoby     | 15 Punkte                   | Suse, Peter mit 21 + 5 Punkten                    | 003.500 € |
| 618          | 48            | 31. Aug. 2022 | Günter Keusemann, Alice Wähnert, Daniel Breuer, Heike Malopolski                          | Klaus Otto Nagorsnik | 1 Min. 50 Sek.              | Günter, Alice, Heike mit 17 + 1 Punkten           | 005.500 € |
| 619          | 49            | 1. Sep. 2022  | Leo Bamann, Kerstin Klinger, Steffen Kuhn, Steffi Brock                                   | Adriane Rickel       | 15 Punkte                   | Leo, Kerstin mit 17 + 1 Punkten                   | 005.000 € |
| 620          | 50            | 2. Sep. 2022  | Mattis Flötotto, Claudia Steckenreiter, Janne Münz, Rozan Eda Öztürk                      | Sebastian Klussmann  | 1 Min. 32 Sek.              | Mattis, Claudia, Janne mit 15 Punkten             | 008.500 € |
| XXL 10       | S2            | 3. Sep. 2022  | Team 1: Stefan Gubser, Friederike Kempter, Ralph Baudach, Caroline Peters                 | Thomas Kinne         | 10 Punkte                   | Stefan, Friederike, Caroline mit 14 + 4 Punkten   | 025.500 € |
| XXL 10       | S2            | 3. Sep. 2022  | Team 2: Gitte Hænning, Harald Krassnitzer, Nia Künzer, Wanja Mues                         | Manuel Hobiger       | 1 Min. 39 Sek.              | Gitte, Nia mit 12 + 1 Punkten                     | 007.000 € |
| XXL 10       | S2            | 3. Sep. 2022  | Team 3: Benjamin Sadler, Michelle, Alain Frei, Smudo                                      | Sebastian Jacoby     | 1 Min. 39 Sek.              | Benjamin, Smudo mit 15 Punkten                    | 006.500 € |
| XXL 10       | S2            | 3. Sep. 2022  | Team 4: Vinzenz Geiger, Marie Bäumer, Abdelkarim, DJ Antoine                              | Adriane Rickel       | 41 Sek.                     | Vinzenz mit 6 Punkten                             | 016.000 € |
| 621          | 51            | 5. Sep. 2022  | Sebastian Bierbrauer, Evelyn Hock, Luca Kraus, Luisa Greif                                | Manuel Hobiger       | 12 Punkte                   | Evelyn, Luca mit 14 + 2 Punkten                   | 005.500 € |
| 622          | 52            | 6. Sep. 2022  | Ute Meier, Fabian Kompfe, Sophia Pinsker, Max Bukta                                       | Sebastian Jacoby     | 1 Min. 26 Sek. (fehlerlos)  | Ute, Sophia, Max mit 15 Punkten                   | 010.000 € |
| 623          | 53            | 7. Sep. 2022  | Paul Armin Safran, Miriam Marshall, Oliver Kell, Sarah Baltz                              | Sebastian Klussmann  | 1 Min. 44 Sek.              | Paul mit 13 + 1 Punkten                           | 005.000 € |
| 624          | 54            | 8. Sep. 2022  | Johannes Floehr, Vanessa Kopp, Timmy Tölk, Betty Ebner                                    | Adriane Rickel       | 10 Punkte                   | Johannes, Vanessa, Betty mit 12 + 3 Punkten       | 020.500 € |
| 625          | 55            | 9. Sep. 2022  | Jette Sendzik, Walter Röder, Wenke Könnecke, Georg Bannert                                | Klaus Otto Nagorsnik | 11 Punkte                   | Jette, Walter, Wenke, Georg mit 19 + 4 Punkten    | 011.000 € |
| 626          | 56            | 12. Sep. 2022 | Hayk Kisadur, Regina Rothenberger, Kai Brutscher, Vanessa Melzer                          | Klaus Otto Nagorsnik | 1 Min. 19 Sek               | Hayk mit 10 Punkten                               | 002.000 € |
| 627          | 57            | 13. Sep. 2022 | Emad Al Hayek, Carolin Garten, Ulrich Kurth, Carina Blaas                                 | Thomas Kinne         | 1 Min. 13 Sek.              | Ulrich mit 7 Punkten                              | 003.000 € |
| 628          | 58            | 14. Sep. 2022 | Phil Schulze, Stephanie Redeker, Christian Sigl, Kirstin Dau                              | Adriane Rickel       | 1 Min. 51 Sek.              | Christian mit 15 Punkten                          | 022.000 € |
| 629          | 59            | 15. Sep. 2022 | Theresa Stute, Florian Fischer, Florentina Strauß, Walter Schmidtke                       | Sebastian Jacoby     | 13 Punkte                   | Florian, Florentina mit 17 + 3 Punkten            | 008.500 € |
| 630          | 60            | 16. Sep. 2022 | Marc Jagorska, Sabine Fiedler, Lasse Hemsing, Ruth Lötzerich-Wonke                        | Manuel Hobiger       | 50 Sek. (fehlerlos)         | Marc, Sabine mit 8 Punkten                        | 017.000 € |
| 631          | 61            | 19. Sep. 2022 | Katharina Rehling, Jonas Mielke, Annika Wiedemann, Simon Tollrian                         | Klaus Otto Nagorsnik | 13 Punkte                   | Katharina, Jonas mit 15 + 1 Punkten               | 006.500 € |
| 632          | 62            | 20. Sep. 2022 | Marvin Czerlinski, Eva-Maria Erbring, Daniel Rieber, Cathrin Ludyga                       | Sebastian Klussmann  | 1 Min. 54 Sek.              | Marvin, Eva-Maria mit 16 + 2 Punkten              | 005.500 € |
| 633          | 63            | 21. Sep. 2022 | Antje Ost, Norman Bauch, Ursula Wratzlawek, Hermann Frenser                               | Thomas Kinne         | 31 Sek. (fehlerlos)         | Ursula mit 6 Punkten                              | 025.000 € |
| 634          | 64            | 22. Sep. 2022 | Stefanie Dorn, Fabien Debarge, Vanessa Kottmann, Carsten Petersen                         | Adriane Rickel       | 1 Min. 53 Sek.              | Stefanie, Vanessa, Carsten mit 17 Punkten         | 006.500 € |
| 635          | 65            | 23. Sep. 2022 | Dennis Butowski, Christiane Korn, Björn Hendrik Rehder, Julia Bohn                        | Klaus Otto Nagorsnik | 10 Punkte                   | Christiane, Björn, Julia mit 11 + 4 Punkten       | 056.000 € |
| 636          | 66            | 26. Sep. 2022 | Freya Schäfer, Lars Sakal, Sabrina Schneider, Hauke Hegebarth                             | Sebastian Klussmann  | 1 Min. 31 Sek.              | Sabrina (alle ausgeschieden) mit 13 + 1 Punkten   | 000.500 € |
| 637          | 67            | 27. Sep. 2022 | Franziska Rohloff, Pierre Schober, Jasmina Cavkunovic, Heiko Schäfer                      | Klaus Otto Nagorsnik | 1 Min. 57 Sek.              | Pierre, Heiko mit 14 + 2 Punkten                  | 008.000 € |
| 638          | 68            | 28. Sep. 2022 | Christian Stühler, Antonia Stein, Joscha Röth, Lara Siegel                                | Adriane Rickel       | 17 Punkte (19 nötig)        | Christian, Antonia mit 18 + 2 Punkten             | 005.000 € |
| 639          | 69            | 29. Sep. 2022 | Janina Langos, Toralf Arndt, Franziska Raab, Alexander Tscholny                           | Sebastian Jacoby     | 1 Min. 9 Sek.               | Janina mit 12 Punkten                             | 002.000 € |
| 640          | 70            | 30. Sep. 2022 | Stephanie Frost, Raik Heinemann, Claudia Hartmann, Daniel Hock                            | Manuel Hobiger       | 1 Min. 22 Sek.              | Raik, Daniel mit 13 Punkten                       | 020.000 € |
| 641          | 71            | 4. Okt. 2022  | Michael Ländner, Stefanie Reckenthäler, David Winter, Desiree Simon                       | Adriane Rickel       | 1 Min. 18 Sek.              | Stefanie, Desiree mit 11 + 1 Punkten              | 030.800 € |
| 642          | 72            | 5. Okt. 2022  | Sandra Hu, Stephan Strobel, Sophia Rishyna, Marco Reichelt                                | Manuel Hobiger       | 1 Min. 43 Sek.              | Sandra, Sophia mit 14 Punkten                     | 008.000 € |
| 643          | 73            | 6. Okt. 2022  | Verena von Landenberg, Thomas Hein, Yvonne Klink, Hans-Hermann Lehnecke                   | Annegret Schenkel    | 1 Min. 59 Sek.              | Thomas mit 10 + 3 Punkten                         | 001.500 € |
| 644          | 74            | 7. Okt. 2022  | Manuela Schaller, Ulf Pötzl, Anna-Sophie Mühlenfeld, Daniel Rewers                        | Sebastian Klussmann  | 14 Punkte                   | Manuela, Anna, Daniel mit 16 + 2 Punkten          | 054.500 € |
| 645          | 75            | 10. Okt. 2022 | Marianne Hackbart, Maik Steinbrücker, Şehnaz Bilgiç, Volker Völler                        | Adriane Rickel       | 1 Min. 6 Sek.               | Volker (alle ausgeschieden) mit 12 Punkten        | 000.500 € |
| 646          | 76            | 11. Okt. 2022 | Christina Jagar, Jonas Stankovic, Yvonne Unger, Moritz Specht                             | Klaus Otto Nagorsnik | 1 Min. 45 Sek.              | Moritz mit 13 + 1 Punkten                         | 004.000 € |
| 647          | 77            | 12. Okt. 2022 | Nina Dulheuer, Jonathan Hartter, Sabine Lohse, Johannes Wolf                              | Annegret Schenkel    | 1 Min. 48 Sek.              | Jonathan, Sabine mit 20 + 1 Punkten               | 004.500 € |
| 648          | 78            | 13. Okt. 2022 | Nina Sophia Graf, Bill Biancoli, Ute Schachner, Patrick Hückstädt                         | Sebastian Jacoby     | 14 Punkte                   | Nina, Bill mit 16 + 3 Punkten                     | 005.500 € |
| 649          | 79            | 14. Okt. 2022 | Marius Leroy, Larissa Guhl, Robert Hromatke, Angelina Schell                              | Sebastian Klussmann  | 1 Min. (fehlerlos)          | Marius, Robert, Angelina mit 12 Punkten           | 039.500 € |

## ARD-Staffel 9 (87 Folgen, 2 Spezialausgaben)
| Nr. (gesamt) | Nr. (Staffel) | Datum         | Kandidaten                                                                                           | Jäger(in)            | Zeit bzw. Punkte des Jägers | Finalisten                                              | Geldsumme |
| ------------ | ------------- | ------------- | --- | -------------------- | --------------------------- | ------------------------------------------------------- | --------- |
| 650          | 1             | 5. Juni 2023  | Adin Halapić, Romina Augustin, Alexander Bars, Anja Schwerdtfeger                                    | Sebastian Jacoby     | 1 Min. 45 Sek.              | Adin, Romina, Alexander mit 14 + 3 Punkten              | 007.000 € |
| 651          | 2             | 6. Juni 2023  | Katharina Merz, Thilo Sicking, Nina Erhardt, Andreas Hübscher                                        | Klaus Otto Nagorsnik | 1 Min. 12 Sek.              | Katharina, Thilo mit 10 + 1 Punkten                     | 006.000 € |
| 652          | 3             | 7. Juni 2023  | Annabell Schlüssel, Fabian Wilhelm, Doris Zschocke, Robin Scholz                                     | Annegret Schenkel    | 1 Min. 5 Sek.               | Annabell, Doris mit 8 + 1 Punkten                       | 004.000 € |
| 653          | 4             | 8. Juni 2023  | Dominik Mertenbacher, Sandra Moser, Markus Ritterswürden, Jessica Böhme                              | Sebastian Klussmann  | 1 Min. 26 Sek.              | Dominik, Markus mit 13 + 1 Punkten                      | 005.500 € |
| 654          | 5             | 9. Juni 2023  | Björn Schäffer, Elena Ernst, Oliver Moritz, Karin Hennig                                             | Thomas Kinne         | 10 Punkte                   | Björn, Oliver mit 15 + 5 Punkten                        | 006.500 € |
| 655          | 6             | 12. Juni 2023 | Julia Pflüger, Eric Gabriel, Constanze Kühr, Peter Sampel                                            | Manuel Hobiger       | 1 Min. 57 Sek.              | Julia mit 17 + 1 Punkten                                | 003.500 € |
| 656          | 7             | 13. Juni 2023 | Ingo Runde, Aylin Celik, Christopher Hieke, Sandra Kohl                                              | Adriane Rickel       | 1 Min. 32 Sek.              | Ingo, Sandra mit 9 + 3 Punkten                          | 005.500 € |
| 657          | 8             | 14. Juni 2023 | Isidor Lampasone, Sabine Völker-Horns, Axel Hager, Karolin Kühr                                      | Klaus Otto Nagorsnik | 16 Punkte                   | Isidor, Sabine, Karolin mit 17 + 2 Punkten              | 023.500 € |
| 658          | 9             | 15. Juni 2023 | Marcel Gräfe, Maria Ortwein, Heinrich Ruppel, Evelyn Welzel                                          | Sebastian Klussmann  | 1 Min. 31 Sek.              | Maria, Heinrich mit 14 + 1 Punkten                      | 005.500 € |
| 659          | 10            | 16. Juni 2023 | Johann De Maeyer, Anne Martin, Fabian Keller, Katrin Dorneburg                                       | Sebastian Jacoby     | 53 Sek.                     | Johann, Anne mit 8 Punkten                              | 002.750 € |
| 660          | 11            | 19. Juni 2023 | Eileen Hoffmann, Tayfun Teber, Nicole Pollklas, Sven Jericho                                         | Annegret Schenkel    | 15 Punkte                   | Nicole (alle ausgeschieden) mit 19 + 2 Punkten          | 000.500 € |
| 661          | 12            | 20. Juni 2023 | Veronika Stöckl, Nicolas Kau, Christa Schlang, Enrico Krause                                         | Sebastian Jacoby     | 1 Min. 17 Sek. (fehlerlos)  | Nicolas, Christa mit 15 Punkten                         | 004.500 € |
| 662          | 13            | 21. Juni 2023 | Jan Knes-Wiersma, Jessica Krecisz, Halil Yener, Özlem Güntekin                                       | Sebastian Klussmann  | 14 Punkte                   | Jan, Özlem mit 16 + 4 Punkten                           | 008.000 € |
| 663          | 14            | 22. Juni 2023 | Thomas Wawro, Franziska Eibig, Bastian Barth, Alexandra Niewöhner                                    | Manuel Hobiger       | 1 Min. 17 Sek.              | Franziska, Alexandra mit 13 Punkten                     | 004.000 € |
| 664          | 15            | 23. Juni 2023 | Kassandra Tiebe, Julian Theobald, Martina Janack, Igor Skutin                                        | Thomas Kinne         | 1 Min. 16 Sek.              | Kassandra mit 13 Punkten                                | 004.500 € |
| 665          | 16            | 26. Juni 2023 | Jan Malte Andresen von WDR 2, Deana C. Evers, Mandy Schmidt von NDR 1 Welle Nord, Malte Schierenberg | Klaus Otto Nagorsnik | 1 Min. 49 Sek.              | Mandy mit 10 + 1 Punkten                                | 001.000 € |
| 666          | 17            | 27. Juni 2023 | Chris Löwe von MDR Jump, John Komrowski, Petra Klein von SWR1, Rütger Conzelmann                     | Adriane Rickel       | 1 Min. 29 Sek.              | Chris, Petra mit 14 Punkten                             | 007.000 € |
| 667          | 18            | 28. Juni 2023 | Max Spallek von Radio Eins, Saskia Kirf, Frank Falkenauer von SR 1, Anina Fuchs                      | Sebastian Jacoby     | 1 Min. 19 Sek.              | Max, Saskia, Frank mit 13 Punkten                       | 023.500 € |
| 668          | 19            | 29. Juni 2023 | Malte Borgmann von Puls, Sandra Engel, Katharina Lentz von You FM, Carolin Kolmer                    | Sebastian Klussmann  | 1 Min. 38 Sek.              | Malte, Katharina mit 13 + 2 Punkten                     | 006.000 € |
| 669          | 20            | 30. Juni 2023 | Jens Mahrhold von NDR 2, Yvonne Müller, Malte Janssen von Bremen Vier, Eike Frederik Seegel          | Thomas Kinne         | 10 Punkte                   | Jens, Yvonne, Malte, Eike mit 22 + 3 Punkten            | 036.000 € |
| 670          | 21            | 3. Juli 2023  | Ilona Werlich, Dyako Suwani, Carolin Groß, Benjamin Boritzka                                         | Manuel Hobiger       | 1 Min. 49 Sek.              | Ilona, Dyako mit 11 + 2 Punkten                         | 001.500 € |
| 671          | 22            | 4. Juli 2023  | Sven Schaffer, Teresa Bauer, Dominik Sauter, Anna Spengler                                           | Sebastian Klussmann  | 1 Min. 9 Sek. (fehlerlos)   | Sven, Teresa mit 13 Punkten                             | 005.000 € |
| 672          | 23            | 5. Juli 2023  | Lisette Mayer, Sven Glatzmeier, Chiara-Emilia Misura, Dzhabrail Abdurakhmanov                        | Annegret Schenkel    | 15 Punkte                   | Sven, Chiara mit 17 + 1 Punkten                         | 003.500 € |
| 673          | 24            | 6. Juli 2023  | Constanze Wiedemann, Patrick Götz, Sophia Birner, Marc Adam                                          | Klaus Otto Nagorsnik | 1 Min. 54 Sek.              | Constanze, Sophia mit 16 Punkten                        | 021.000 € |
| 674          | 25            | 10. Juli 2023 | Jennifer Wulf, Stefan Dickert, Christiane Wahle, Paul Frank Mühlberg                                 | Sebastian Jacoby     | 1 Min. 22 Sek.              | Stefan, Paul mit 12 + 1 Punkten                         | 005.000 € |
| 675          | 26            | 11. Juli 2023 | Gerd Lange, Annabelle Jakobs, Thomas Hillmann, Jennifer Klopp                                        | Thomas Kinne         | 6 Punkte                    | Gerd mit 12 + 5 Punkten                                 | 004.000 € |
| 676          | 27            | 12. Juli 2023 | Jaqueline Siebigs, Lennart Schwenck, Christine Füllenbach, Anton Rung                                | Sebastian Klussmann  | 14 Punkte                   | Christine, Anton mit 16 + 3 Punkten                     | 032.500 € |
| 677          | 28            | 13. Juli 2023 | Martin Schmerschneider, Ann-Kathrin Grammel, Niklas Guttmann, Anke von Wagner                        | Manuel Hobiger       | 1 Min. 20 Sek. (fehlerlos)  | Martin, Ann-Kathrin mit 14 Punkten                      | 003.500 € |
| 678          | 29            | 14. Juli 2023 | Walter Müller, Sarina Magham, Martin Völkle, Petra Linder                                            | Adriane Rickel       | 1 Min. 44 Sek.              | Sarina mit 12 + 1 Punkten                               | 015.000 € |
| 679          | 30            | 17. Juli 2023 | Lilli von Rahden, Nino Opelt, Isabelle Bock, Ingo Vierk                                              | Klaus Otto Nagorsnik | 1 Min. 52 Sek.              | Lilli, Nino, Isabelle mit 17 + 1 Punkten                | 021.500 € |
| 680          | 31            | 18. Juli 2023 | Katja Kunze, Gian-Marco Cherchi, Isabell Reich, Christoph Wagler                                     | Sebastian Jacoby     | 15 Punkte                   | Katja, Gian-Marco, Christoph mit 20 + 2 Punkten         | 010.000 € |
| 681          | 32            | 19. Juli 2023 | Ben Brühne, Lynn Westenberg, Ronald Döscher, Ann-Kathrin Ulrich                                      | Sebastian Klussmann  | 1 Min. 29 Sek.              | Ben, Lynn, Ann-Kathrin mit 16 Punkten                   | 007.000 € |
| 682          | 33            | 20. Juli 2023 | Andy Jentzsch, Lena Marrazza, Jannes Imholte, Anke Wiegand                                           | Adriane Rickel       | 14 Punkte                   | Anke mit 17 + 3 Punkten                                 | 004.000 € |
| 683          | 34            | 21. Juli 2023 | Anke Demmerling, Swen Polito, Vanessa Ternes, Werner Hammerschmid                                    | Manuel Hobiger       | 15 Punkte                   | Anke, Swen mit 19 + 3 Punkten                           | 007.500 € |
| 684          | 35            | 24. Juli 2023 | Petra Folkersma, Ferdinand Horst, Carolin Küßner, Jan-Niklas Fuchs                                   | Manuel Hobiger       | 2 Min.                      | Petra, Carolin, Jan-Niklas mit 16 + 3 Punkten           | 029.500 € |
| 685          | 36            | 25. Juli 2023 | Hendrik Neuschulz, Corina Nestler, Michael Heidorn, Tabea Plitzkat                                   | Annegret Schenkel    | 1 Min. 51 Sek.              | Corina mit 12 + 2 Punkten                               | 001.000 € |
| 686          | 37            | 26. Juli 2023 | Christian Keltermann, Marie Kempcke, Nils Biallas, Maren Schrader                                    | Adriane Rickel       | 1 Min. 52 Sek.              | Christian, Maren mit 15 + 2 Punkten                     | 005.500 € |
| 687          | 38            | 27. Juli 2023 | Christian Halling, Ecenur Demir, Arthur Baron von Wilcke, Melanie Vogel                              | Sebastian Klussmann  | 38 Sek.                     | Ecenur mit 6 Punkten                                    | 002.500 € |
| 688          | 39            | 28. Juli 2023 | Benjamin Burg, Corinna Gruß, Stefan Jurisch, Anna Wendel                                             | Sebastian Jacoby     | 1 Min. 36 Sek. (fehlerlos)  | Benjamin, Corinna, Stefan mit 16 Punkten                | 019.000 € |
| 689          | 40            | 31. Juli 2023 | Jeremy Connor, Laura Förster, Daniel Sonnleitner, Christina Rimkus                                   | Thomas Kinne         | 13 Punkte                   | Daniel (alle ausgeschieden) mit 18 + 2 Punkten          | 000.500 € |
| 690          | 41            | 1. Aug. 2023  | Rocco Fatizzo, Tuja Pagels, Marcos Fernandez, Jana Riestenpatt                                       | Adriane Rickel       | 1 Min. 30 Sek.              | Rocco, Jana mit 13 Punkten                              | 007.000 € |
| 691          | 42            | 2. Aug. 2023  | Petra Gröning, Qais Felix El-Chami, Julia Jossunek, Kevin Kunkel                                     | Klaus Otto Nagorsnik | 12 Punkte                   | Petra, Qais, Julia mit 16 + 4 Punkten                   | 027.500 € |
| 692          | 43            | 3. Aug. 2023  | Severin Plate, Ina Wagner, Jörn Brüggemann, Ann-Sophie Warkentin                                     | Sebastian Jacoby     | 1 Min. 49 Sek.              | Severin, Ina, Ann-Sophie mit 13 Punkten                 | 007.500 € |
| 693          | 44            | 4. Aug. 2023  | Lukas Bärmann, Konstanze von Oesen, Rüdiger Küstner, Carlotta Dütz                                   | Sebastian Klussmann  | 1 Min. 23 Sek.              | Lukas (alle ausgeschieden) mit 13 + 1 Punkten           | 000.500 € |
| XXL 11       | S1            | 5. Aug. 2023  | Team 1: Heinz Hoenig, Valerie Niehaus, Jens Riewa, Luise Wolfram                                     | Klaus Otto Nagorsnik | 8 Punkte (13 nötig)         | Heinz, Valerie, Jens, Luise mit 12 + 5 Punkten          | 011.000 € |
| XXL 11       | S1            | 5. Aug. 2023  | Team 2: Jan Sosniok, Jeanette Biedermann, Chris Harms, Louis Klamroth                                | Annegret Schenkel    | 1 Min. 2 Sek.               | Jan, Jeanette mit 10 Punkten                            | 015.500 € |
| XXL 11       | S1            | 5. Aug. 2023  | Team 3: Anneke Kim Sarnau, Richy Müller, Michaela May, Lutz van der Horst                            | Sebastian Jacoby     | 1 Min. 18 Sek.              | Anneke, Richy, Michaela mit 11 Punkten                  | 006.500 € |
| XXL 11       | S1            | 5. Aug. 2023  | Team 4: Lisa Feller, Laura Karasek, Lilo Wanders, Ruth Moschner                                      | Sebastian Klussmann  | 9 Punkte (14 nötig)         | Lisa, Lilo mit 13 + 4 Punkten                           | 008.500 € |
| 694          | 45            | 7. Aug. 2023  | Celine Haß, Hans-Peter Schmidt-Treptow, Anja Michelsen, Muhammet Cul                                 | Sebastian Jacoby     | 1 Min. 14 Sek.              | Celine, Anja mit 10 + 2 Punkten                         | 005.500 € |
| 695          | 46            | 8. Aug. 2023  | Stefan Kühn, Jana Helmke, Peter Balthazaar, Maike Frölich                                            | Klaus Otto Nagorsnik | 1 Min. 32 Sek.              | Stefan, Jana, Maike mit 13 Punkten                      | 010.000 € |
| 696          | 47            | 9. Aug. 2023  | Christina Hammer, Jürgen Japtok, Vanessa Schierz, Paul Gräf                                          | Thomas Kinne         | 14 Punkte                   | Christina, Jürgen, Vanessa, Paul mit 17 + 3 Punkten     | 015.500 € |
| 697          | 48            | 10. Aug. 2023 | Michel Bober, Nancy Martin, Pascal Heil, Johanna Fuchs                                               | Adriane Rickel       | 1 Min. 25 Sek.              | Michel mit 9 Punkten                                    | 003.500 € |
| 698          | 49            | 11. Aug. 2023 | Frank Giesemann, Maya Scheffler, Robert Tavernier, Agnes Paul                                        | Manuel Hobiger       | 1 Min. 41 Sek.              | Frank, Robert, Agnes mit 12 + 1 Punkten                 | 007.500 € |
| 699          | 50            | 14. Aug. 2023 | Julia Wintgens, Bastian Füssel, Swantje Kowalski, Stephan Schaar                                     | Adriane Rickel       | 1 Min. 46 Sek.              | Jule mit 15 + 1 Punkten                                 | 003.000 € |
| 700          | 51            | 15. Aug. 2023 | Jan Matullat, Patricia Freimuth, Malik Mohamed, Katrin Pauli                                         | Sebastian Klussmann  | 11 Punkte                   | Jan, Patricia mit 16 + 5 Punkten                        | 004.000 € |
| 701          | 52            | 16. Aug. 2023 | Elisabeth Hahn, Marcus Thater, Inga Rodegra, Dario Djavaheri                                         | Annegret Schenkel    | 1 Min. 33 Sek.              | Elisabeth, Marcus, Inga mit 12 + 1 Punkten              | 017.500 € |
| 702          | 53            | 17. Aug. 2023 | Florian Kühlteubl, Josephina Peukert, Daniel Lorenz, Marie Lütticken                                 | Manuel Hobiger       | 1 Min. 39 Sek.              | Daniel mit 11 Punkten                                   | 001.500 € |
| 703          | 54            | 18. Aug. 2023 | Manfred Steinchen, Tanja Rahe, Patrick Barthold, Johanna Paffrath                                    | Klaus Otto Nagorsnik | 7 Punkte                    | Patrick, Johanna mit 9 + 4 Punkten                      | 004.000 € |
| XXL 12       | S2            | 19. Aug. 2023 | Team 1: Luise Bähr, Thorsten Schröder, Franziska Knuppe, Armin Rohde                                 | Adriane Rickel       | 8 Punkte                    | Thorsten, Franziska, Armin mit 13 + 3 Punkten           | 030.500 € |
| XXL 12       | S2            | 19. Aug. 2023 | Team 2: Mareile Höppner, Kaya Yanar, Elena Uhlig, Heikko Deutschmann                                 | Manuel Hobiger       | 11 Punkte                   | Mareile, Heikko mit 16 + 4 Punkten                      | 007.000 € |
| XXL 12       | S2            | 19. Aug. 2023 | Team 3: Kerstin Ott, Thomas Hermanns, Anna Loos, Philipp Boy                                         | Sebastian Klussmann  | 12 Punkte                   | Kerstin, Thomas mit 14 + 3 Punkten                      | 005.000 € |
| XXL 12       | S2            | 19. Aug. 2023 | Team 4: Enie van de Meiklokjes, Paul Panzer, Paula Lambert, Sven Martinek                            | Sebastian Jacoby     | 16 Punkte                   | Enie, Paul, Paula mit 17 + 2 Punkten                    | 022.000 € |
| 704          | 55            | 21. Aug. 2023 | Fritz Tilgner, Kendra Blosat, Marco Kujat, Martina Bosy                                              | Manuel Hobiger       | 1 Min. 49 Sek.              | Kendra, Martina mit 16 Punkten                          | 029.000 € |
| 705          | 56            | 22. Aug. 2023 | Lea Schönberger, Michael Warneke, Hilde Jacobs, Leon W. Belling                                      | Thomas Kinne         | 13 Punkte                   | Lea, Michael mit 14 + 2 Punkten                         | 007.000 € |
| 706          | 57            | 23. Aug. 2023 | Aike Jeutes, Anna-Magdalena Feichtmeyer, Carsten Wittich, Kerstin Pfuhl                              | Klaus Otto Nagorsnik | 1 Min. 23 Sek.              | Anna-Magdalena mit 9 + 2 Punkten                        | 003.000 € |
| 707          | 58            | 24. Aug. 2023 | Katharina Monteith, Donald Woods, Sophie Watermeier, Hayrettin Budak                                 | Adriane Rickel       | 10 Punkte                   | Katharina, Sophie mit 18 + 3 Punkten                    | 006.000 € |
| 708          | 59            | 25. Aug. 2023 | Rieke Stahnke, Thomas Büttner, Claudia Grützner, Carl Belin                                          | Sebastian Jacoby     | 17 Punkte                   | Carl mit 18 + 2 Punkten                                 | 025.000 € |
| 709          | 60            | 28. Aug. 2023 | Julia Schwab, Frank Feldmann, Sebastian Berg, Ulrike Hagen                                           | Annegret Schenkel    | 1 Min. 55 Sek.              | Frank, Sebastian, Ulrike mit 17 + 2 Punkten             | 023.500 € |
| 710          | 61            | 29. Aug. 2023 | Tobias Dorfer, Vanessa Struck, Heike Zimonczyk, Azzedine Tittmann                                    | Sebastian Klussmann  | 1 Min. 52 Sek.              | Tobias, Vanessa mit 12 + 3 Punkten                      | 006.000 € |
| 711          | 62            | 30. Aug. 2023 | Martin Baltrusch, Caterina Lorenz, Oliver Kowalski, Carolin Labatz                                   | Manuel Hobiger       | 14 Punkte                   | Martin, Caterina, Carolin mit 15 + 3 Punkten            | 009.500 € |
| 712          | 63            | 31. Aug. 2023 | Birgitta Friebe, Bilal Ugurlu, Jennifer Hefner, Uwe Schellhase                                       | Klaus Otto Nagorsnik | 1 Min. 48 Sek.              | Birgitta, Jennifer mit 13 + 1 Punkten                   | 004.000 € |
| 713          | 64            | 1. Sep. 2023  | Jakob Behringer, Nadine Brands, Felix Puderbach, Ulrike Marti                                        | Adriane Rickel       | 1 Min. 42 Sek.              | Nadine, Felix mit 13 + 1 Punkten                        | 019.000 € |
| 714          | 65            | 4. Sep. 2023  | Gerhard Knap, Carolin Howe, Leander Bauer, Angelika Hengst                                           | Klaus Otto Nagorsnik | 8 Punkte                    | Gerhard, Carolin, Leander mit 15 + 6 Punkten            | 020.000 € |
| 715          | 66            | 5. Sep. 2023  | Sebastian Milpetz, Julia Maria Mattheus, Felix Piloth, Uta Meier                                     | Thomas Kinne         | 16 Punkte                   | Sebastian, Felix mit 18 + 2 Punkten                     | 006.500 € |
| 716          | 67            | 6. Sep. 2023  | Tom Brütting, Lotta Stratbücker, Beate Frentz, Sebastian Kahl                                        | Sebastian Jacoby     | 1 Min. 57 Sek.              | Tom, Beate, Sebastian mit 14 + 4 Punkten                | 030.000 € |
| 717          | 68            | 7. Sep. 2023  | Margit Schneemann, Dorian Probstfeld, Pauline Schröder, Robert Dorner                                | Adriane Rickel       | 10 Punkte                   | Pauline mit 11 + 4 Punkten                              | 002.000 € |
| 718          | 69            | 8. Sep. 2023  | Felix Quartier, Katja Plank, Benjamin Krapp, Franziska Peikert                                       | Manuel Hobiger       | 1 Min. 5 Sek. (fehlerlos)   | Katja, Franziska mit 11 Punkten                         | 004.300 € |
| 719          | 70            | 11. Sep. 2023 | Gernot Kehr, Kathrin Schmitt, Thomas Moßmaier, Magdalena Vogt                                        | Sebastian Klussmann  | 1 Min. 39 Sek.              | Gernot mit 17 Punkten                                   | 002.000 € |
| 720          | 71            | 12. Sep. 2023 | Stefan Warmuth, Paulina Krzeminski, Matthias Genzler, Sabine Klose                                   | Klaus Otto Nagorsnik | 1 Min.                      | Paulina mit 9 Punkten                                   | 002.500 € |
| 721          | 72            | 13. Sep. 2023 | Ben Behne, Karin Brandstätter, Manuel Dreßler, Katrin Georgi                                         | Thomas Kinne         | 14 Punkte                   | Ben, Karin, Manuel mit 19 + 3 Punkten                   | 019.500 € |
| 722          | 73            | 14. Sep. 2023 | Sarah Hücker, Rainer Volkert, Margareta Brüchle, André Wagner                                        | Manuel Hobiger       | 1 Min. 21 Sek.              | Sarah, Margareta mit 12 + 1 Punkten                     | 005.500 € |
| 723          | 74            | 15. Sep. 2023 | Eva Fey, Robert Neubert, Theresa-Magdalena Tiedemann, Erik Lübeck                                    | Annegret Schenkel    | 17 Punkte                   | Eva, Robert mit 20 + 1 Punkten                          | 008.000 € |
| 724          | 75            | 18. Sep. 2023 | Jacqueline Schäfer, Ulrich Creemer, Helena Böck, Christian Bergmann                                  | Sebastian Jacoby     | 13 Punkte                   | Jaqueline, Ulrich, Helena, Christian mit 17 + 4 Punkten | 046.000 € |
| 725          | 76            | 19. Sep. 2023 | Manuela Fringeli, Felix Wagner, Clara Lamping, Kersten Baumann                                       | Sebastian Klussmann  | 1 Min. 35 Sek.              | Manuela, Clara mit 12 + 2 Punkten                       | 005.500 € |
| 726          | 77            | 20. Sep. 2023 | Max Manthey, Chiara Fuchs, Frank Wiebusch, Britta Gleiminger                                         | Adriane Rickel       | 15 Punkte                   | Max mit 16 + 1 Punkten                                  | 003.000 € |
| 727          | 78            | 21. Sep. 2023 | Sabine Ortmann, Dominik Saake, Constanze Herz, Maximilian Hinrichs-Schulte                           | Manuel Hobiger       | 1 Min. 5 Sek.               | Maximilian mit 8 + 1 Punkten                            | 040.000 € |
| 728          | 79            | 25. Sep. 2023 | Jörg Wehkring, Anisha Kralemann, Max Henrich, Edith Kron                                             | Adriane Rickel       | 16 Punkte                   | Jörg, Max, Edith mit 18 + 3 Punkten                     | 043.500 € |
| 729          | 80            | 26. Sep. 2023 | Tanja Arends, Jonas Lord, Jasmin Curry, Oleg Wagner                                                  | Manuel Hobiger       | 1 Min. 44 Sek.              | Jonas, Jasmin, Oleg mit 20 + 1 Punkten                  | 010.500 € |
| 730          | 81            | 27. Sep. 2023 | Sten Seliger, Anna Mironenko, Daniel Härtnagel, Petra Otto                                           | Annegret Schenkel    | 41 Sek. (fehlerlos)         | Sten mit 7 Punkten                                      | 001.000 € |
| 731          | 82            | 28. Sep. 2023 | Nicole Stratmann, Dominik Gürtler, Jule Widmann, Harald Jung                                         | Thomas Kinne         | 15 Punkte                   | Nicole mit 16 Punkten                                   | 004.000 € |
| 732          | 83            | 29. Sep. 2023 | Meret Becker, Ronald Zehrfeld, Jördis Triebel, Trystan Pütter                                        | Klaus Otto Nagorsnik | 1 Min. 13 Sek.              | Ronald, Jördis mit 8 Punkten                            | 004.500 € |
| 733          | 84            | 2. Okt. 2023  | Julius März, Andrea Ackermann, Paul Westphal, Ramona Rothe                                           | Sebastian Klussmann  | 1 Min. 13 Sek.              | Julius mit 10 Punkten                                   | 003.000 € |
| 734          | 85            | 4. Okt. 2023  | Marc Gottschalk, Britta Bendixen, Kay Renz, Carolin Ruth                                             | Klaus Otto Nagorsnik | 12 Punkte                   | Marc, Britta, Kay, Carolin mit 15 + 4 Punkten           | 030.000 € |
| 735          | 86            | 5. Okt. 2023  | Mirko Pohl, Margarethe Lorenz, Fabian Hezel, Nessi Danschke                                          | Adriane Rickel       | 1 Min. 31 Sek.              | Mirko, Margarethe, Nessi mit 17 Punkten                 | 007.000 € |
| 736          | 87            | 6. Okt. 2023  | Alexander Zeik, Susanne Wohlrab, Benjamin Schoeneck, Alina Vogel                                     | Sebastian Jacoby     | 1 Min.                      | Benjamin mit 8 + 1 Punkten                              | 002.000 € |

## ARD-Staffel 10 (96 Folgen, 2 Spezialausgaben)
Die Staffel, die seit dem 13. Mai 2024 wiederum im Ersten gesendet wurde, ist die letzte mit dem Jäger Klaus Otto Nagorsnik. Dieser starb unerwartet am 22. April 2024 während der Dreharbeiten zu Hause im Alter von 68 Jahren. Jäger Thomas Kinne pausierte für diese Staffel aus persönlichen Gründen. Während der Fußball-Europameisterschaft 2024 wurden vom 17. Juni bis 9. Juli Wiederholungen aus dem Jahr 2023 gesendet.
| Nr. (gesamt) | Nr. (Staffel) | Datum         | Kandidaten                                                                        | Jäger(in)                                               | Zeit bzw. Punkte des Jägers | Finalisten                                             | Geldsumme |
| ------------ | ------------- | ------------- | --------------------------------------------------------------------------------- | ------------------------------------------------------- | --------------------------- | ------------------------------------------------------ | --------- |
| 737          | 1             | 13. Mai 2024  | Christian Nahrgang, Katrin Basting, Robert Lilge, Melanie Baltes                  | Klaus Otto Nagorsnik                                    | 1 Min. 32 Sek.              | Christian, Robert, Melanie mit 13 + 1 Punkten          | 010.000 € |
| 738          | 2             | 14. Mai 2024  | Bodo Radtke, Nicole Meissner, Hakan Güzelhan, Maja Tinschert                      | Sebastian Klussmann                                     | 38 Sek. (fehlerlos)         | Bodo mit 8 Punkten                                     | 002.500 € |
| 739          | 3             | 15. Mai 2024  | Wojciech Blaszczak, Rebecca Stein, Inge Nottelmann, Marc Bulling                  | Adriane Rickel                                          | 1 Min. 21 Sek.              | Rebecca, Inge, Marc mit 9 + 1 Punkten                  | 021.000 € |
| 740          | 4             | 16. Mai 2024  | Wolf Fröhling, Zoi Papanagiotou, Jakob Müller, Andrea Klemens                     | Sebastian Jacoby                                        | 1 Min. 6 Sek. (fehlerlos)   | Wolf mit 13 Punkten                                    | 003.500 € |
| 741          | 5             | 17. Mai 2024  | Alissa Scheunemann, Alexander Sorgalla, Karen Sarrazin, Sebastian Loutchan        | Manuel Hobiger                                          | 1 Min. 41 Sek. (fehlerlos)  | Alissa, Alexander, Karen mit 18 Punkten                | 008.000 € |
| 742          | 6             | 21. Mai 2024  | Sarah Halfter, Michael Harrer, Jennifer Spaniol, Adrian Daum                      | Annegret Schenkel                                       | 16 Punkte                   | Michael, Adrian mit 17 + 1 Punkten                     | 005.500 € |
| 743          | 7             | 21. Mai 2024  | Jörn Bovay, Nadine Wackernah, Björn Dornseifer, Suzan Gülfirat                    | Sebastian Klussmann                                     | 1 Min. 12 Sek.              | Nadine, Björn mit 16 Punkten                           | 006.000 € |
| 744          | 8             | 22. Mai 2024  | Mattia Scarpa, Maria Braune, Patric Duletzki, Melani Podgorolec                   | Sebastian Jacoby                                        | 1 Min. 37 Sek.              | Maria, Melani mit 10 + 1 Punkten                       | 004.000 € |
| 745          | 9             | 22. Mai 2024  | Sonja Weber, Matthias Heide, Nadja Radtke, Francesco Tatone                       | Manuel Hobiger                                          | 14 Punkte                   | Sonja, Francesco mit 15 + 2 Punkten                    | 011.200 € |
| 746          | 10            | 23. Mai 2024  | Richard Potrykus, Anna Doloschal, Nicolai Paasch, Rosemarie Krahwinkel            | Adriane Rickel                                          | 13 Punkte                   | Nicolai mit 19 + 4 Punkten                             | 003.500 € |
| 747          | 11            | 23. Mai 2024  | Mary Lattner, Simon Grantz, Irene Merkel, Dirk Jarius                             | Annegret Schenkel                                       | 1 Min. 8 Sek.               | Mary mit 12 + 1 Punkten                                | 003.500 € |
| 748          | 12            | 24. Mai 2024  | Frank Hecktor, Lisa Kanzler, Benjamin Glogowski, Dilara Groß                      | Klaus Otto Nagorsnik                                    | 1 Min. 24 Sek.              | Lisa, Benjamin mit 11 + 1 Punkten                      | 023.500 € |
| 749          | 13            | 24. Mai 2024  | Bettina Ascheberg, Thorge Backhaus, Eva Altmeier, Jonathan Jordan                 | Sebastian Jacoby                                        | 1 Min. 58 Sek.              | Bettina, Eva, Jonathan mit 18 + 1 Punkten              | 013.800 € |
| 750          | 14            | 27. Mai 2024  | Patricia Lorenz, Tim Krüßmann, Anja Herzog, Grant Stelter                         | Sebastian Klussmann                                     | 10 Punkte                   | Tim, Grant mit 15 + 5 Punkten                          | 017.000 € |
| 751          | 15            | 27. Mai 2024  | Susanne Carstens, Ali El-Dorr, Kim Franke, Martin Golms                           | Manuel Hobiger                                          | 1 Min. 48 Sek.              | Kim, Martin mit 15 Punkten                             | 003.050 € |
| 752          | 16            | 28. Mai 2024  | Elmar Hilgers, Anja Bublitz, Tim Hoferichter, Michelle Groß                       | Klaus Otto Nagorsnik                                    | 14 Punkte                   | Anja mit 17 + 2 Punkten                                | 001.000 € |
| 753          | 17            | 28. Mai 2024  | Mikko Bayer, Sabrina Effenberger, Janick Wejda, Sabine Schulze                    | Sebastian Jacoby                                        | 1 Min. 58 Sek.              | Mikko, Janick, Sabine mit 20 + 1 Punkten               | 011.500 € |
| 754          | 18            | 29. Mai 2024  | Jana Grötzinger, Christoph Klöppel, Aliena Guggenberger, Timo Welak               | Manuel Hobiger                                          | 1 Min. 42 Sek.              | Aliena mit 15 Punkten                                  | 002.500 € |
| 755          | 19            | 29. Mai 2024  | Gerlinde Menke, Paul Jack, Daniela Daus, Henning Bartuschat                       | Annegret Schenkel                                       | 14 Punkte                   | Gerlinde, Paul, Henning mit 19 + 3 Punkten             | 007.500 € |
| 756          | 20            | 30. Mai 2024  | Andreas Clement, Anna Li Bodenstein, Daniel Steinsiek, Almuth Steinhoff           | Adriane Rickel                                          | 12 Punkte                   | Andreas, Daniel, Almuth mit 19 + 4 Punkten             | 011.000 € |
| 757          | 21            | 30. Mai 2024  | Thomas Gustke, Tomke Gerdes, Elias Zimmermann, Jessica Jung                       | Sebastian Jacoby                                        | 1 Min. 7 Sek. (fehlerlos)   | Thomas, Tomke, Elias mit 13 Punkten                    | 012.000 € |
| 758          | 22            | 31. Mai 2024  | Jana Haußmann, Samir Kharboutil, Claudia Schacht, Janek Walla                     | Klaus Otto Nagorsnik                                    | 1 Min. 14 Sek.              | Jana, Samir mit 11 Punkten                             | 018.000 € |
| 759          | 23            | 31. Mai 2024  | Eva Priller, Andre Herrmann, Lina Lorber, Fabrice Böse                            | Sebastian Klussmann                                     | 1 Min. 40 Sek.              | Eva, Fabrice mit 17 + 1 Punkten                        | 006.500 € |
| 760          | 24            | 3. Juni 2024  | Isolde Kunkel-Weber, Nico Verbeck, Vanessa Beck, Marcel Wißkamp                   | Klaus Otto Nagorsnik                                    | 1 Min. 35 Sek.              | Isolde mit 13 + 1 Punkten                              | 002.500 € |
| 761          | 25            | 3. Juni 2024  | Max Lange, Nadine Zachmann, Stefan Brück, Meike Seibold                           | Sebastian Jacoby                                        | 1 Min. 28 Sek.              | Max, Nadine, Stefan mit 15 + 1 Punkten                 | 009.500 € |
| 762          | 26            | 4. Juni 2024  | Silke Varossieau, Johannes Walter, Sabrina Rambach, Dustin Beerhold               | Adriane Rickel                                          | 15 Punkte                   | Silke, Johannes, Sabrina mit 21 + 4 Punkten            | 006.200 € |
| 763          | 27            | 5. Juni 2024  | Katharina Sczeponik, Daniel Rettig, Ewa Antonia Thiesen, Christian Setzer         | Annegret Schenkel                                       | 1 Min. 21 Sek.              | Ewa, Christian mit 8 + 2 Punkten                       | 024.001 € |
| 764          | 28            | 5. Juni 2024  | Jürgen Ruf, Sonja Noll, Kim Robin Hofstätter, Claudine Massard                    | Sebastian Klussmann                                     | 1 Min. 57 Sek.              | Sonja, Claudine mit 15 + 3 Punkten                     | 033.000 € |
| 765          | 29            | 6. Juni 2024  | Carolina Jacobs, Raimund Dufke, Jelica Budic, Thomas Frauendorf                   | Adriane Rickel                                          | 1 Min. 52 Sek.              | Raimund, Jelica mit 13 + 3 Punkten                     | 005.000 € |
| 766          | 30            | 6. Juni 2024  | Alexander Jefimow, Anna Kipp, Michael Niekammer, Swantje Budig                    | Manuel Hobiger                                          | 1 Min. 39 Sek.              | Anna, Michael, Swantje mit 17 Punkten                  | 034.000 € |
| 767          | 31            | 7. Juni 2024  | Mareike Freese, Karsten Karsupke, Cornelia Pal, Matthias Adler                    | Sebastian Klussmann                                     | 1 Min. 34 Sek.              | Mareike, Karsten, Cornelia mit 17 Punkten              | 008.500 € |
| 768          | 32            | 7. Juni 2024  | Ulrich Potell, Magdalena Brandtner, Paul Kramp, Anne Bils                         | Sebastian Jacoby                                        | 15 Punkte (16 nötig)        | Magdalena, Anne mit 15 + 4 Punkten                     | 007.000 € |
| 769          | 33            | 10. Juni 2024 | Malte Janssen von Bremen Vier, Jan Precht, Sarah Meyer, Igor Moyshenzon           | Adriane Rickel                                          | 1 Min. 29 Sek.              | Malte, Jan mit 16 Punkten                              | 006.500 € |
| 770          | 34            | 10. Juni 2024 | Marlis Schaum von WDR 2, Torsten Mummel, Mike Dombrowski, Denis Nasser            | Sebastian Klussmann                                     | 14 Punkte                   | Marlis, Torsten mit 16 + 3 Punkten                     | 008.000 € |
| 771          | 35            | 11. Juni 2024 | Stefan Orner von SWR 1, Monika Trautwein, Uwe Reuter, Marcus Brunnenkant          | Annegret Schenkel                                       | 1 Min. 56 Sek.              | Uwe mit 14 + 3 Punkten                                 | 020.000 € |
| 772          | 36            | 11. Juni 2024 | Sebastian Schaffstein von Bayern 3, Miriam von Stern, Tim Ehrenfels, Anne Zeitler | Sebastian Jacoby                                        | 1 Min. 8 Sek. (fehlerlos)   | Sebastian mit 12 Punkten                               | 004.500 € |
| 773          | 37            | 12. Juni 2024 | Marc-André Kruppa von SR 1, Sarah Lang, Stephan Lesch, Martin Schneider           | Sebastian Jacoby                                        | 13 Punkte                   | Marc-André, Sarah, Stephan mit 16 + 4 Punkten          | 008.000 € |
| 774          | 38            | 12. Juni 2024 | Tim Frühling von hr1, Jörg Zelinger, Dolores Anton, Oliver Fritsche               | Manuel Hobiger                                          | 16 Punkte                   | Tim, Jörg mit 17 + 2 Punkten                           | 010.000 € |
| 775          | 39            | 13. Juni 2024 | Donya Farahani von 1Live, Hendrik Niebuhr, Nils Ruch, Miriam Günder               | Sebastian Klussmann                                     | 12 Punkte                   | Donya, Hendrik, Nils mit 19 + 6 Punkten                | 008.000 € |
| 776          | 40            | 13. Juni 2024 | Chris Löwe von MDR Jump, Steffen Oertel, Cornelia Heinze, Peter Mago              | Annegret Schenkel                                       | 1 Min. 33 Sek.              | Chris, Peter mit 13 + 1 Punkten                        | 005.500 € |
| 777          | 41            | 14. Juni 2024 | Elke Wiswedel von NDR 2, Benjamin Berger, Bele Lanz, Nico Müller                  | Manuel Hobiger                                          | 57 Sek.                     | Elke mit 8 Punkten                                     | 003.500 € |
| 778          | 42            | 14. Juni 2024 | Marcel Wagner von hr3, Nicole Gold, Johannes Wieners, Kerstin Hartebrodt          | Adriane Rickel                                          | 1 Min. 22 Sek. (fehlerlos)  | Nicole, Johannes, Kerstin mit 15 Punkten               | 035.500 € |
| 779          | 43            | 10. Juli 2024 | Jörn Knebel, Jana Murr, Enrico Gonzalez, Annemarie Daube                          | Sebastian Klussmann                                     | 1 Min. 25 Sek.              | Jörn, Jana mit 14 + 1 Punkten                          | 021.500 € |
| 790          | 44            | 11. Juli 2024 | Daniel Zirngibl, Janina Rottmann, Erik Sparn-Wolf, Tanja Karasek-Dryander         | Adriane Rickel                                          | 14 Punkte                   | Daniel, Tanja mit 15 + 3 Punkten                       | 005.500 € |
| 781          | 45            | 12. Juli 2024 | Carola Bornschein, Vincent-Manuel Bury, Tine Brüggenolte, Michael Stremme         | Klaus Otto Nagorsnik                                    | 1 Min. 14 Sek. (fehlerlos)  | Vincent-Manuel, Michael mit 13 Punkten                 | 005.000 € |
| 780          | 46            | 15. Juli 2024 | Anke Marme, Dennis Bopp, Jule Meinberg, Ralf Bothe                                | Sebastian Jacoby                                        | 1 Min. 59 Sek.              | Dennis, Jule, Ralf mit 17 + 2 Punkten                  | 025.500 € |
| 782          | 47            | 16. Juli 2024 | Heiko Hogenmüller, Luisa Toepfer, Mathias Krebs, Susanne Vitzthum                 | Manuel Hobiger                                          | 1 Min. 18 Sek.              | Mathias, Susanne mit 13 Punkten                        | 035.000 € |
| 785          | 48            | 17. Juli 2024 | Susanne Heussen, Joseph Berteit, Daniela Schlote, Sven Hosemann                   | Klaus Otto Nagorsnik                                    | 1 Min. 33 Sek.              | Joseph, Daniela mit 13 + 1 Punkten                     | 027.500 € |
| 783          | 49            | 18. Juli 2024 | Kristin Briese, Patrick Donath, Emma-Emily Petzold, Anschar Dieken                | Annegret Schenkel                                       | 16 Punkte                   | Kristin, Patrick mit 17 + 2 Punkten                    | 004.500 € |
| 786          | 50            | 19. Juli 2024 | Andrea Anneser, Valentin Liedtke, Anna Hartig, Jens Autrum                        | Adriane Rickel                                          | 51 Sek.                     | Valentin mit 5 + 1 Punkten                             | 004.000 € |
| XXL 13       | S1            | 20. Juli 2024 | Team 1: Wotan Wilke Möhring, Karin Hanczewski, Felix Klare, Jasna Fritzi Bauer    | Sebastian Jacoby                                        | 2 Min.                      | Karin, Felix, Jasna mit 17 + 2 Punkten                 | 032.000 € |
| XXL 13       | S1            | 20. Juli 2024 | Team 2: Barbara Becker, Pascal Hens, Ella Endlich, Aline Abboud                   | Adriane Rickel                                          | 1 Min. 35 Sek.              | Pascal, Ella, Aline mit 13 + 1 Punkten                 | 007.500 € |
| XXL 13       | S1            | 20. Juli 2024 | Team 3: Steffen Hallaschka, Jeannine Michaelsen, Sasha, Diana Staehly             | Manuel Hobiger / Annegret Schenkel (nur gegen Jeannine) | 1 Min. 34 Sek.              | Steffen, Jeannine mit 12 + 2 Punkten                   | 034.000 € |
| XXL 13       | S1            | 20. Juli 2024 | Team 4: Tan Çağlar, Negah Amiri, Eugene Boateng, Michael Kessler                  | Sebastian Klussmann                                     | 1 Min.                      | Tan, Negah mit 8 Punkten                               | 032.500 € |
| 789          | 51            | 22. Juli 2024 | Brian Schmischke, Louisa Stockschläder, Christoph Hobmaier, Irène Hirt            | Sebastian Jacoby                                        | 1 Min. 31 Sek.              | Christoph, Irène mit 12 + 1 Punkten                    | 003.500 € |
| 787          | 52            | 24. Juli 2024 | Merlin Julian Wiechers, Gabriele Pesch, Dmitri Eirich, Merlin Wiechers            | Sebastian Klussmann                                     | 46 Sek. (fehlerlos)         | Merlin Julian mit 8 Punkten                            | 002.500 € |
| 788          | 53            | 25. Juli 2024 | Nina Strelecky, Andreas Greif, Lara Yousuf, Maurice Vogg                          | Manuel Hobiger                                          | 1 Min. 46 Sek.              | Nina mit 13 + 2 Punkten                                | 003.000 € |
| 784          | 54            | 1. Aug. 2024  | Theo Franken, Johanna Kolodziej, Manuel Rosada, Klaudia Güthues                   | Sebastian Klussmann                                     | 59 Sek. (fehlerlos)         | Theo, Johanna mit 11 Punkten                           | 005.000 € |
| 791          | 55            | 5. Aug. 2024  | Sarah Neugebauer, Robert Seiring, Petra Evers, Björn Gam                          | Annegret Schenkel                                       | 1 Min. 48 Sek.              | Petra, Björn mit 16 + 1 Punkten                        | 028.500 € |
| 792          | 56            | 7. Aug. 2024  | Debbie Zimolong, Timo Klaumann, Svenja Brückner, Jannis Kuke                      | Adriane Rickel                                          | 1 Min. 33 Sek.              | Debbie, Timo, Svenja, Jannis mit 16 + 1 Punkten        | 025.500 € |
| 793          | 57            | 9. Aug. 2024  | Ceren Erol, Mustafa Özakbiyik, Kathrin Dennstädt, Torben Henke                    | Sebastian Klussmann                                     | 51 Sek.                     | Kathrin, Torben mit 10 Punkten                         | 032.000 € |
| 794          | 58            | 12. Aug. 2024 | Georg Junghanns, Melanie Hartung, Leonardo Adam-Vitiello, Vera Heinemann          | Manuel Hobiger                                          | 1 Min. 39 Sek.              | Georg, Melanie mit 14 + 1 Punkten                      | 003.200 € |
| 795          | 59            | 13. Aug. 2024 | Manfred Potratz, Lena Gambolis, Linus Lowski, Birgit Gercke                       | Annegret Schenkel                                       | 1 Min. 58 Sek.              | Manfred, Lena, Linus, Birgit mit 17 + 1 Punkten        | 025.500 € |
| 796          | 60            | 14. Aug. 2024 | Benjamin Winkler, Anastasiia Jannsen, Frank Roelfs, Janine Kunze                  | Sebastian Jacoby                                        | 14 Punkte                   | Benjamin, Anastasiia, Frank, Janine mit 16 + 4 Punkten | 050.000 € |
| 797          | 61            | 15. Aug. 2024 | Marc-Philipp Gronau, Anna Staack, Norman Pallentin, Heike Scholz                  | Adriane Rickel                                          | 1 Min. 46 Sek.              | Marc-Philipp, Anna, Norman mit 22 + 1 Punkten          | 009.000 € |
| 798          | 62            | 16. Aug. 2024 | Manuel Leuschner, Andrea Singhal, Bodo Siegel, Julia Kollenberg                   | Sebastian Klussmann                                     | 1 Min. 34 Sek.              | Manuel, Andrea mit 13 + 2 Punkten                      | 002.750 € |
| 799          | 63            | 19. Aug. 2024 | Silvia Thiel, Erik Schneider, Melina Kotmann, Ralf Kettler                        | Annegret Schenkel                                       | 1 Min. 33 Sek.              | Erik, Melina, Ralf mit 15 + 1 Punkten                  | 024.500 € |
| 800          | 64            | 20. Aug. 2024 | Peter Bruhn, Fabienne Brill, Massih Fariwar, Katrin Hartzen                       | Sebastian Klussmann                                     | 1 Min. 57 Sek.              | Massih, Katrin mit 14 + 3 Punkten                      | 030.000 € |
| 801          | 65            | 21. Aug. 2024 | Marlene Aschmann, André Reipa, Regine Fiedler, Dominic Möller                     | Manuel Hobiger                                          | 1 Min. 34 Sek.              | Marlene, Regine, Dominic mit 14 Punkten                | 039.400 € |
| 802          | 66            | 22. Aug. 2024 | Hans-Jürgen Busl, Lea Klenk, Markus Wilhelms, Leonie Zablonski                    | Adriane Rickel                                          | 12 Punkte                   | Hans-Jürgen, Lea, Markus mit 14 + 4 Punkten            | 021.500 € |
| 803          | 67            | 23. Aug. 2024 | Morris Gosch, Ilka Wittstock, Harald Hepp, Lara Ruthenberg                        | Sebastian Jacoby                                        | 57 Sek. (fehlerlos)         | Ilka, Lara mit 12 Punkten                              | 006.000 € |
| 804          | 68            | 26. Aug. 2024 | Angela Schausberger, Sebastian Kreimeier, Silke Klein, Noah Kaiser                | Sebastian Jacoby                                        | 1 Min. 27 Sek.              | Angela, Silke mit 10 + 1 Punkten                       | 030.000 € |
| 805          | 69            | 27. Aug. 2024 | Ralph Küster, Daniela Appetz, Sean Fox, Marina Simunovic                          | Adriane Rickel                                          | 15 Punkte (19 nötig)        | Sean, Marina mit 18 + 3 Punkten                        | 004.500 € |
| 806          | 70            | 28. Aug. 2024 | Johanna Voß, Barbara Beckers, Vincent Öfner, Thomas Limmer                        | Sebastian Klussmann                                     | 54 Sek. (fehlerlos)         | Johanna, Barbara mit 10 Punkten                        | 004.500 € |
| 807          | 71            | 29. Aug. 2024 | Eva Jaeger-Nilius, Matthias Kowalski, Virginie Fahrner, Daniel Wadle              | Annegret Schenkel                                       | 1 Min. 53 Sek.              | Eva, Matthias, Virginie, Daniel mit 16 + 1 Punkten     | 030.000 € |
| 808          | 72            | 30. Aug. 2024 | Edona Veliqi, Ben Lucio Stockhausen, Katja Malbert, Stefan Schwettmann            | Manuel Hobiger                                          | 1 Min. 2 Sek.               | Ben, Katja mit 9 Punkten                               | 006.500 € |
| 809          | 73            | 2. Sep. 2024  | Sandra Lindner, Wolfgang Borsche, Natali Mihajlović, Albrecht Voigt               | Sebastian Jacoby                                        | 1 Min. 57 Sek.              | Sandra, Wolfgang, Natali mit 16 + 2 Punkten            | 027.250 € |
| 810          | 74            | 3. Sep. 2024  | Klaus De Nardo, Astrid Boos-Guckes, Andreas Klersy, Simone Walter                 | Manuel Hobiger                                          | 1 Min. 14 Sek. (fehlerlos)  | Astrid, Andreas mit 12 Punkten                         | 005.000 € |
| 811          | 75            | 4. Sep. 2024  | Michael Wallner, Lisa Gottwald, Sascha Brüggenolte, Birgit Klein                  | Sebastian Jacoby                                        | 1 Min. 40 Sek.              | Michael, Lisa, Sascha mit 18 Punkten                   | 005.000 € |
| 812          | 76            | 5. Sep. 2024  | Klaus Maaß, Lea Davidovic, Miguel Petrovic, Silke Bauer                           | Adriane Rickel                                          | 1 Min. 58 Sek.              | Lea, Miguel, Silke mit 15 + 2 Punkten                  | 005.500 € |
| 813          | 77            | 6. Sep. 2024  | Marc Dankers, Ingrid Schickling, Luisa Kruse, Julian Engelbert                    | Sebastian Klussmann                                     | 1 Min. 13 Sek.              | Marc mit 8 + 1 Punkten                                 | 002.500 € |
| XXL 14       | S2            | 7. Sep. 2024  | Team 1: Lisa Maria Potthoff, Nelson Müller, Katja Horneffer, Hans Sigl            | Sebastian Klussmann                                     | 11 Punkte                   | Nelson, Katja, Hans mit 16 + 3 Punkten                 | 026.500 € |
| XXL 14       | S2            | 7. Sep. 2024  | Team 2: Constantin Schreiber, Andreas Guenther, Simon Gosejohann, Boris Aljinovic | Adriane Rickel                                          | 1 Min. 16 Sek.              | Constantin, Simon mit 9 + 2 Punkten                    | 006.500 € |
| XXL 14       | S2            | 7. Sep. 2024  | Team 3: Dirk Steffens, Felix Lobrecht, Anja Kohl, Johannes Strate                 | Annegret Schenkel                                       | 1 Min. 19 Sek.              | Felix, Johannes mit 13 Punkten                         | 021.500 € |
| XXL 14       | S2            | 7. Sep. 2024  | Team 4: Edin Hasanović, Katharina Wackernagel, Lisa Feller, Ingo Appelt           | Sebastian Jacoby                                        | 16 Punkte                   | Edin, Katharina, Lisa, Ingo mit 17 + 2 Punkten         | 066.500 € |
| 814          | 78            | 9. Sep. 2024  | Kimberley Geyer, Lars Burkhardt, Beatrice Bosse, Niclas Del Rosario y Ruiz        | Annegret Schenkel                                       | 1 Min. 37 Sek.              | Kimberley, Lars mit 14 Punkten                         | 006.000 € |
| 815          | 79            | 10. Sep. 2024 | Benjamin Heutschi, Julia Vogt, İlhan Bulut, Dragana Jeremić                       | Manuel Hobiger                                          | 51 Sek. (fehlerlos)         | Julia, Dragana mit 9 Punkten                           | 004.000 € |
| 816          | 80            | 11. Sep. 2024 | Gebhard Scholten, Mirja Gabbert, Sascha Michels, Irina Kirova                     | Sebastian Jacoby                                        | 1 Min. 6 Sek.               | Irina (alle ausgeschieden) mit 11 Punkten              | 000.500 € |
| 817          | 81            | 12. Sep. 2024 | Victoria Hopfeld, Schahin Javanmardi, Tanja Bergauer, Martin Bacher               | Sebastian Klussmann                                     | 7 Punkte                    | Victoria, Tanja mit 12 + 6 Punkten                     | 004.500 € |
| 818          | 82            | 13. Sep. 2024 | Sonia Guha-Thakurta, Tim Brünnette, Angeliki Tsintsiou, Florian Back              | Manuel Hobiger                                          | 2 Min. (18 nötig)           | Tim, Angeliki, Florian mit 17 + 3 Punkten              | 035.000 € |
| 819          | 83            | 16. Sep. 2024 | Avraam „Maki“ Ioannidis, Viola Nubbemeyer, Jan Kapfer, Bettina Langer             | Sebastian Klussmann                                     | 1 Min. 48 Sek.              | Avraam, Jan mit 13 + 3 Punkten                         | 007.000 € |
| 820          | 84            | 17. Sep. 2024 | Petra Simeuncevic, Kevin Klasen, Cornelia Tensing, Maik Bader                     | Sebastian Jacoby                                        | 1 Min. 25 Sek. (fehlerlos)  | Cornelia, Maik mit 16 Punkten                          | 040.000 € |
| 821          | 85            | 18. Sep. 2024 | Ivo Bakowsky, Patrizia Friese, Stefan Franke, Saskia Heidel                       | Adriane Rickel                                          | 1 Min. 18 Sek.              | Ivo, Stefan mit 13 Punkten                             | 007.000 € |
| 822          | 86            | 19. Sep. 2024 | Matthias Hübner, Janina Voß, Elias Rinsche, Claudia Ott                           | Manuel Hobiger                                          | 1 Min. 45 Sek.              | Janina, Claudia mit 15 Punkten                         | 080.000 € |
| 823          | 87            | 20. Sep. 2024 | Lea-Marie Krutzky, Mario Gippner, Janette Fokker, Devyank Mehra                   | Annegret Schenkel                                       | 1 Min. 14 Sek.              | Lea-Marie mit 11 Punkten                               | 002.000 € |
| 824          | 88            | 23. Sep. 2024 | Rochsane Mentes, Marco Kehr, Sandra Lang, Timon Prechtel                          | Manuel Hobiger                                          | 12 Punkte                   | Marco mit 13 + 2 Punkten                               | 003.000 € |
| 825          | 89            | 24. Sep. 2024 | Oliver Müller, Mai Nguyen, Florian Plaaß, Kristine Peterssen                      | Sebastian Klussmann                                     | 1 Min. 46 Sek.              | Mai, Kristine mit 14 + 3 Punkten                       | 005.000 € |
| 826          | 90            | 25. Sep. 2024 | Ingmar Politt, Kerstin Bondorf, Sabri Ramadan, Brigitte Fischer                   | Sebastian Jacoby                                        | 1 Min. 36 Sek.              | Ingmar mit 13 + 2 Punkten                              | 004.000 € |
| 827          | 91            | 26. Sep. 2024 | Adrian Stahlhofen, Kristin Rothe, Aladdin Üreci, Gabi Petersohn                   | Annegret Schenkel                                       | 1 Min. 45 Sek.              | Adrian mit 14 + 1 Punkten                              | 024.000 € |
| 828          | 92            | 27. Sep. 2024 | Stefanie Schimanski de Lima, Hugo Feyka, Mirjam Keuter, Edward Rullmann           | Sebastian Jacoby                                        | 1 Min. 24 Sek.              | Hugo mit 11 + 1 Punkten                                | 035.000 € |
| 829          | 93            | 30. Sep. 2024 | Gudrun Seidel, Mario Posch, Talena Stark, Mattis Johannsen                        | Annegret Schenkel                                       | 1 Min. 30 Sek.              | Mario mit 13 Punkten                                   | 003.000 € |
| 830          | 94            | 1. Okt. 2024  | Finnegan Schulz, Karolina Hammer, Peter Schappacher, Claudia Huth-Demirtas        | Manuel Hobiger                                          | 5 Punkte                    | Karolina, Peter, Claudia mit 13 + 5 Punkten            | 038.004 € |
| 831          | 95            | 2. Okt. 2024  | Thomas Ganschow, Nina Schmitt, Erik Schößer, Sandra Kalbach                       | Sebastian Jacoby                                        | 1 Min. 28 Sek.              | Nina, Erik, Sandra mit 13 Punkten                      | 006.500 € |
| 832          | 96            | 4. Okt. 2024  | Katharina Schlipp, Can Inan Özalp, Janine Walker, Michael Wilms-Costa Gellrich    | Adriane Rickel                                          | 2 Min.                      | Katharina, Can mit 13 + 3 Punkten                      | 005.500 € |

## ARD-Staffel 11 (100 Folgen, 2 Spezialausgaben)
| Nr. (gesamt) | Nr. (Staffel) | Datum                                                                         | Kandidaten                                                                                  | Jäger(in)                  | Zeit bzw. Punkte des Jägers     | Finalisten                                           | Geldsumme |
| ------------ | ------------- | ----------------------------------------------------------------------------- | ------------------------------------------------------------------------------------------- | -------------------------- | ------------------------------- | ---------------------------------------------------- | --------- |
| 833          | 1             | 23. Apr. 2025                                                                 | Michael Schüßler, Rebecca Beck, Holger Rohland, Beate Okurowski                             | Annegret Schenkel          | 1 Min. 6 Sek.                   | Holger, Beate mit 10 Punkten                         | 007.000 € |
| 834          | 2             | 24. Apr. 2025                                                                 | Nicole Öztas, Jan-Gerrit Heddinga, Elisa Starck, Max Hövelbrinks                            | Sebastian Jacoby           | 1 Min. 19 Sek.                  | Elisa mit 11 + 1 Punkten                             | 003.000 € |
| 835          | 3             | 25. Apr. 2025                                                                 | Jessica Schlegel, Werner Ranft, Tanja Heutink, Stefan Morawe                                | Manuel Hobiger             | 18 Punkte                       | Werner mit 20 + 1 Punkten                            | 003.500 € |
| 836          | 4             | 28. Apr. 2025                                                                 | Thorsten Hermes, Silke Klein, Henrik Sellmann, Heike Perras                                 | Thomas Kinne               | 1 Min. 58 Sek.                  | Thorsten mit 13 + 2 Punkten                          | 001.500 € |
| 837          | 5             | 29. Apr. 2025                                                                 | Linda Fuhr, Riccardo Günther, Isabel Neumerkel, Rainer Schüler                              | Sebastian Klussmann        | 1 Min. 8 Sek.                   | Rainer mit 11 Punkten                                | 030.000 € |
| 838          | 6             | 30. Apr. 2025                                                                 | Gisela Bartsch, Oliver Huppert, Sophia Pawlowski, Maik Müller                               | Adriane Rickel             | 1 Min. 29 Sek. (fehlerlos)      | Gisela, Oliver, Maik mit 17 Punkten                  | 008.000 € |
| 839          | 7             | 2. Mai 2025                                                                   | Sandra Wolbert, Sven W. Pehla, Kirsten Schwabe, Pascal Staut                                | Sebastian Jacoby           | 55 Sek. (fehlerlos)             | Sandra mit 11 Punkten                                | 004.000 € |
| 840          | 8             | 5. Mai 2025                                                                   | Katarina Becker, Yannik Beutel, Maike Duggen, Thorsten Frey                                 | Adriane Rickel             | 48 Sek.                         | Yannik (alle ausgeschieden) mit 8 Punkten            | 000.500 € |
| 841          | 9             | 6. Mai 2025                                                                   | Helga Winter, Markus Noack, Heike Zabeck, André Jungeilges                                  | Manuel Hobiger             | 1 Min. 41 Sek.                  | Markus mit 13 Punkten                                | 003.000 € |
| 842          | 10            | 7. Mai 2025                                                                   | Maximilian Zenz, Linda Freitag, Ulrich Stückler, Katharina Grünauer                         | Sebastian Klussmann        | 1 Min. 47 Sek.                  | Maximilian, Ulrich mit 14 + 2 Punkten                | 018.500 € |
| 843          | 11            | 8. Mai 2025                                                                   | Beate Lehofer, Tobias Schaklewski, Estelle Gipp, Monika Merbitz                             | Sebastian Jacoby           | 1 Min. 47 Sek.                  | Beate, Estelle, Monika mit 19 + 1 Punkten            | 030.000 € |
| 844          | 12            | 9. Mai 2025                                                                   | Till Umbach, Rangin Dalu, Jutta Fuhrländer, Rainer Erdmann                                  | Annegret Schenkel          | 12 Punkte                       | Till, Jutta, Rainer mit 15 + 3 Punkten               | 028.000 € |
| XXL 15       | S1            | 10. Mai 2025                                                                  | Team 1: Gisa Flake, Isabell Werth, Nadine Angerer, Antje Pieper                             | Adriane Rickel             | 12 Punkte                       | Gisa, Nadine, Antje mit 14 + 4 Punkten               | 009.000 € |
| XXL 15       | S1            | Team 2: Thomas Heinze, Sven Hannawald, Axel Stein, Ralf Rangnick              | Manuel Hobiger                                                                              | 1 Min. 25 Sek. (fehlerlos) | Thomas, Axel mit 13 Punkten     | 004.500 €                                            |           |
| XXL 15       | S1            | Team 3: Florian Martens, Stefanie Stappenbeck, Lucas Reiber, Eva Sixt         | Annegret Schenkel                                                                           | 1 Min. 41 Sek.             | Florian, Eva mit 15 + 1 Punkten | 005.300 €                                            |           |
| XXL 15       | S1            | Team 4: Oliver Kalkofe, Bastian Bielendorfer, Nilam Farooq, Sebastian Ströbel | Sebastian Jacoby                                                                            | 1 Min. 40 Sek.             | Oliver mit 13 + 1 Punkten       | 002.500 €                                            |           |
| 845          | 13            | 12. Mai 2025                                                                  | Ralf Appenzeller, Felicia Palumbo, Stefan Grönda, Julia Huning                              | Manuel Hobiger             | 1 Min. 53 Sek.                  | Ralf, Julia mit 11 + 2 Punkten                       | 005.500 € |
| 846          | 14            | 13. Mai 2025                                                                  | Lucio Rapisarda, Tamara Pesch, Ronny Wulff, Birte Buhk                                      | Thomas Kinne               | 1 Min. 45 Sek.                  | Birte mit 12 + 2 Punkten                             | 003.000 € |
| 847          | 15            | 14. Mai 2025                                                                  | Norma Tiemann, Sebastian Kranepuhl, Carolin Lausch, Pascal Dryepondt                        | Adriane Rickel             | 12 Punkte                       | Norma, Sebastian, Carolin, Pascal mit 18 + 4 Punkten | 033.500 € |
| 848          | 16            | 15. Mai 2025                                                                  | Lukas Kettler, Petra Pohl, Johann Schurig, Ursula Spahni                                    | Annegret Schenkel          | 1 Min. 24 Sek.                  | Lukas, Petra, Johann mit 14 Punkten                  | 016.000 € |
| 849          | 17            | 16. Mai 2025                                                                  | Ann-Cathrin Hebel, Stefan Schiefelbein, Heike Pienkoß, Sven Möller                          | Sebastian Klussmann        | 11 Punkte                       | Stefan, Heike, Sven mit 13 + 2 Punkten               | 029.000 € |
| 850          | 18            | 19. Mai 2025                                                                  | Freddie Schürheck von 1LIVE, Johanna Frese, Michael Wirbitzky von SWR3, Maren Johann        | Adriane Rickel             | 1 Min. 58 Sek.                  | Michael mit 19 + 1 Punkten                           | 004.500 € |
| 851          | 19            | 20. Mai 2025                                                                  | Chris Löwe von MDR Jump, Robby Zscheile, Jens Mahrhold von NDR 2, Stephan Lehmann           | Manuel Hobiger             | 14 Punkte                       | Robby, Jens mit 17 + 3 Punkten                       | 006.000 € |
| 852          | 20            | 21. Mai 2025                                                                  | Amelie Ernst von Radio Eins, Marco Bock, Dominik Pöll von BR3, Kevin Holtmann               | Sebastian Klussmann        | 8 Punkte                        | Amelie, Dominik, Kevin mit 19 + 5 Punkten            | 009.500 € |
| 853          | 21            | 22. Mai 2025                                                                  | Tobias Kämmerer von hr3, Schahla Lila, Tine Kuntze von Bremen Vier, Jonas Heise             | Thomas Kinne               | 9 Punkte                        | Tobias, Schahla, Tine mit 15 + 5 Punkten             | 009.500 € |
| 854          | 22            | 23. Mai 2025                                                                  | Marc-André Kruppa von SR 1, Lisa Schneider, Tobias Altehenger von WDR 2, Christopher Czimek | Sebastian Jacoby           | 1 Min. 26 Sek. (fehlerlos)      | Marc-André, Tobias mit 16 Punkten                    | 018.000 € |
| 855          | 23            | 26. Mai 2025                                                                  | Niklas Hegmans, Eva-Maria Risse, Thomas Hermosilla, Britta Krebs                            | Annegret Schenkel          | 1 Min. 58 Sek.                  | Niklas, Britta mit 16 + 2 Punkten                    | 032.000 € |
| 856          | 24            | 27. Mai 2025                                                                  | Dominik Hartmann, Andrea Türk, Alexander Völker, Karin Glaubitz                             | Sebastian Klussmann        | 1 Min. 30 Sek.                  | Andrea, Alexander, Karin mit 15 + 1 Punkten          | 010.500 € |
| 857          | 25            | 28. Mai 2025                                                                  | Jan Marschke, Ingrid Leonhardt, Christian Krause, Elvira Petter                             | Sebastian Jacoby           | 1 Min. 36 Sek.                  | Jan, Ingrid, Christian, Elvira mit 15 Punkten        | 055.500 € |
| 858          | 26            | 30. Mai 2025                                                                  | Klaus Großlercher, Tanja Markert, Johannes Goronzy, Brigitte Förster                        | Adriane Rickel             | 48 Sek. (fehlerlos)             | Johannes mit 8 Punkten                               | 023.000 € |
| 859          | 27            | 2. Juni 2025                                                                  | Tobias Goebels, Miriam Niklasch, Thomas Sauer, Christine Koch-Hallas                        | Sebastian Klussmann        | 1 Min. 6 Sek.                   | Miriam (alle ausgeschieden) mit 10 Punkten           | 000.500 € |
| 860          | 28            | 3. Juni 2025                                                                  | Timm Schmieder, Lea Schoolmann, Daniel Trinh, Daria McCabe-Wilde                            | Sebastian Jacoby           | 56 Sek.                         | Lea mit 8 Punkten                                    | 001.000 € |
| 861          | 29            | 4. Juni 2025                                                                  | Tom Schäfer, Karoline Stiblewski, Armin Hink, Gloria Mathern                                | Thomas Kinne               | 16 Punkte                       | Tom, Karoline, Gloria mit 19 + 2 Punkten             | 010.000 € |
| 862          | 30            | 5. Juni 2025                                                                  | Sven Pieninck, Jacqueline Weertz, Marcus Brose, Christiane Dennert                          | Manuel Hobiger             | 58 Sek. (fehlerlos)             | Jacqueline (alle ausgeschieden) mit 9 Punkten        | 000.500 € |
| 863          | 31            | 6. Juni 2025                                                                  | Ulrich Seifert, Bettina Grübl, Jan Weber, Sarah Hanöffner                                   | Annegret Schenkel          | 1 Min. 50 Sek.                  | Ulrich, Bettina, Jan mit 17 + 1 Punkten              | 010.000 € |
| 864          | 32            | 10. Juni 2025                                                                 | Celine Scarabin, Joachim Buhrmann, Caroline Kühne, Winfried Kampmann                        | Adriane Rickel             | 1 Min. 50 Sek.                  | Celine, Joachim, Caroline mit 18 Punkten             | 010.500 € |
| 865          | 33            | 11. Juni 2025                                                                 | Tim Kuppler, Kara Gliem, Hans-Jörg Heitmann, Stella Kunkel                                  | Manuel Hobiger             | 1 Min. 48 Sek.                  | Tim, Hans-Jörg, Stella mit 13 + 1 Punkten            | 011.500 € |
| 866          | 34            | 12. Juni 2025                                                                 | Alexandra Funk, Michael Zeisset, Ulrike Weiskopf, Christopher Scharf                        | Sebastian Klussmann        | 1 Min. 49 Sek.                  | Michael, Ulrike, Christopher mit 16 + 1 Punkten      | 008.000 € |
| 867          | 35            | 13. Juni 2025                                                                 | Steffen Löv, Julia Menzel, Stefan Klingler, Silvia Wanke                                    | Sebastian Jacoby           | 1 Min. 51 Sek.                  | Steffen, Stefan mit 14 + 2 Punkten                   | 007.000 € |
| 868          | 36            | 16. Juni 2025                                                                 | Goran Ivetic, Benita Henning, Ricardo Werner, Regine Förger                                 | Sebastian Klussmann        | 17 Punkte                       | Goran, Benita, Regine mit 18 + 1 Punkten             | 009.500 € |
| 869          | 37            | 17. Juni 2025                                                                 | Louis Müller, Marijke Böhm, Reinhold Becker, Judith Lenert                                  | Annegret Schenkel          | 1 Min. 33 Sek.                  | Marijke mit 10 + 1 Punkten                           | 003.500 € |
| 870          | 38            | 18. Juni 2025                                                                 | Pavo Terzic, Meike Fügner, Gereon Brakhan, Andrea Becker                                    | Sebastian Jacoby           | 1 Min. 51 Sek.                  | Gereon, Andrea mit 17 + 1 Punkten                    | 005.500 € |
| 871          | 39            | 19. Juni 2025                                                                 | Selçuk Alan, Jasmin Kurica, Daniel Michaelis, Cornelia Spies                                | Adriane Rickel             | 1 Min. 36 Sek.                  | Jasmin mit 9 + 2 Punkten                             | 002.000 € |
| 872          | 40            | 20. Juni 2025                                                                 | Vera Färber, Heiko Reinhold, Chiara Görner, Max Sutter                                      | Manuel Hobiger             | 1 Min. 20 Sek. (fehlerlos)      | Vera, Heiko, Chiara mit 14 Punkten                   | 009.500 € |
| 873          | 41            | 23. Juni 2025                                                                 | Greg Nieting, Carine Reiter, Leon Manz, Annett Schulze                                      | Manuel Hobiger             | 1 Min. 53 Sek.                  | Leon mit 12 + 1 Punkten                              | 004.000 € |
| 874          | 42            | 24. Juni 2025                                                                 | Jörg Vermeulen, Katja Blum-Seidl, Merlin Kujajewski, Sylvia Kurz-Tietz                      | Adriane Rickel             | 53 Sek. (fehlerlos)             | Jörg, Katja mit 10 Punkten                           | 006.500 € |
| 875          | 43            | 25. Juni 2025                                                                 | Thomas Müller, Simone Bädje, Leon Werner, Nadine Schaper                                    | Sebastian Klussmann        | 15 Punkte                       | Thomas, Leon, Nadine mit 18 + 3 Punkten              | 009.000 € |
| 876          | 44            | 26. Juni 2025                                                                 | Reiner Schreiber, Patricia Ginetto, Jörg Hoffmann, Celina Dienstag                          | Sebastian Jacoby           | 1 Min. 30 Sek.                  | Jörg mit 14 Punkten                                  | 002.000 € |
| 877          | 45            | 27. Juni 2025                                                                 | Moritz Müller, Daniela Süß-Borowsky, Lauritz Becker, Martina Diederich                      | Thomas Kinne               | 1 Min. 45 Sek.                  | Moritz, Daniela, Martina mit 16 Punkten              | 020.500 € |
| 878          | 46            | 30. Juni 2025                                                                 | Niklas Kohlmann, Marion Koschel, Emre Burunsuz, Jasmin Schmidt                              | Annegret Schenkel          | 1 Min. 38 Sek.                  | Niklas, Marion, Emre mit 12 + 1 Punkten              | 009.000 € |
| 879          | 47            | 1. Juli 2025                                                                  | Maurice Herbold, Daniela Salzenberg, Oliver Unger, Isabel Schülter                          | Manuel Hobiger             | 1 Min. 27 Sek. (fehlerlos)      | Maurice mit 14 Punkten                               | 003.500 € |
| 880          | 48            | 30. Juli 2025                                                                 | Gunnar Hoff, Ida Klein, Benjamin Groß, Antje Oestmann                                       | Sebastian Klussmann        | 1 Min. 44 Sek.                  | Gunnar, Ida, Benjamin mit 15 + 2 Punkten             | 008.500 € |
| 882          | 49            | 1. Aug. 2025                                                                  | Heval Dogan, Lisa Kolb, Jan Gartmann, Katrin Thomas                                         | Adriane Rickel             | 1 Min. 26 Sek.                  | Lisa mit 9 + 1 Punkten                               | 003.000 € |
| 883          | 50            | 4. Aug. 2025                                                                  | Marijan Andrijanic, Yasmin Hund, Justus Richard Schulter, Daniela Aiudi                     | Sebastian Klussmann        | 1 Min. 37 Sek.                  | Marijan, Daniela mit 14 + 1 Punkten                  | 013.000 € |
| 884          | 51            | 5. Aug. 2025                                                                  | Ariane Boldt, Lucas Jacoby, Eric-Torben Herms, Thomas Kasch                                 | Sebastian Jacoby           | 1 Min. 28 Sek.                  | Lucas mit 15 Punkten                                 | 004.000 € |
| 885          | 52            | 6. Aug. 2025                                                                  | Philip Dobraß, Laura Krug, Thomas Borchert, Nicole Reineke                                  | Thomas Kinne               | 1 Min. 44 Sek.                  | Philip, Thomas, Nicole mit 17 + 1 Punkten            | 009.500 € |
| 886          | 53            | 7. Aug. 2025                                                                  | Gina Rennett, Marko Kuhn, Heike Horst, Vincent Wener                                        | Manuel Hobiger             | 13 Punkte                       | Gina, Marko, Heike mit 17 + 5 Punkten                | 024.800 € |
| 887          | 54            | 8. Aug. 2025                                                                  | Bernd Birner, Frieda-Maria Kainz, Tobias Brychcy, Ilka Claussen                             | Sebastian Jacoby           | 1 Min. 4 Sek.                   | Frieda-Maria, Ilka mit 9 Punkten                     | 005.500 € |
| 888          | 55            | 11. Aug. 2025                                                                 | Dan Heck, Lisa Bade, Stefan Frieser, Niklas Meier                                           | Manuel Hobiger             | 58 Sek.                         | Lisa, Stefan mit 8 Punkten                           | 006.500 € |
| 889          | 56            | 12. Aug. 2025                                                                 | Lisa Schaschek, Hüseyin Sevim, Amelie Wesseling, Gerd Towara                                | Adriane Rickel             | 14 Punkte (17 nötig)            | Lisa, Gerd mit 16 + 3 Punkten                        | 034.000 € |
| 890          | 57            | 13. Aug. 2025                                                                 | Inge Then, Julian Bitterwolf, Kathrin Regius-Ocklenburg, Issa Dia                           | Sebastian Jacoby           | 1 Min. 38 Sek.                  | Inge, Julian, Kathrin mit 15 + 1 Punkten             | 011.500 € |
| 891          | 58            | 14. Aug. 2025                                                                 | Lars Raurug, Desirée Hofer, Burkhard Wagner, Martina Peine                                  | Annegret Schenkel          | 6 Punkte                        | Lars, Burkhard mit 11 + 4 Punkten                    | 005.500 € |
| 892          | 59            | 15. Aug. 2025                                                                 | Helmut Kruck, Deborah Göb, Fred Bauer, Chantal Baisch                                       | Sebastian Klussmann        | 1 Min. 34 Sek.                  | Helmut, Deborah, Fred mit 14 Punkten                 | 018.500 € |
| 893          | 60            | 18. Aug. 2025                                                                 | Luis Alberti, Myriam Mehl, Christian Fath, Stephanie Groß                                   | Sebastian Jacoby           |                                 |                                                      |           |
| 894          | 61            | 19. Aug. 2025                                                                 | Carl, Alicia, Rolf, Heidi                                                                   |                            |                                 |                                                      |           |
| 895          | 62            | 20. Aug. 2025                                                                 | Henry Knütter, Ina Blumberg, Gene Büttner, Monika Bayer-Marks                               |                            |                                 |                                                      |           |
| 896          | 63            | 21. Aug. 2025                                                                 | Rebecca Winter, Martin Redel, Erika Beck, Jörg Nießner                                      |                            |                                 |                                                      |           |
| 897          | 64            | 22. Aug. 2025                                                                 | Prisca Weider, Ulrich Straub, Josephine Szallies, Patrick Schwalger                         |                            |                                 |                                                      |           |
| 898          | 65            | 25. Aug. 2025                                                                 | Frank Trodtfeld, Annika Öynhausen, Mike Madey, Christine Kruse                              |                            |                                 |                                                      |           |
| 899          | 66            | 26. Aug. 2025                                                                 | Kristin Lange, Tilmann Gabriel, Rukiye Burkart, Robert Kunz                                 |                            |                                 |                                                      |           |
| 900          | 67            | 27. Aug. 2025                                                                 | Svenja Banasiuk, Mirza Talic, Kristin Behringer, Thomas Süßmeir                             |                            |                                 |                                                      |           |
| 901          | 68            | 28. Aug. 2025                                                                 |                                                                                             |                            |                                 |                                                      |           |
| 902          | 69            | 29. Aug. 2025                                                                 | Carolin Grauenhorst, Ulrich Urschel, Uta Elb, Danny Prescher                                |                            |                                 |                                                      |           |
| 903          | 70            | 1. Sep. 2025                                                                  | Dominik Asef, Maren Griepentrog, Silvan Gretener, Christa Bernitt                           |                            |                                 |                                                      |           |
| 904          | 71            | 2. Sep. 2025                                                                  | Katharina Wolf, Jiyan Ekinci, Dana Schuster, Michael Behrendt                               |                            |                                 |                                                      |           |
| 905          | 72            | 3. Sep. 2025                                                                  | Manfred, Nele, Silke, Jens                                                                  |                            |                                 |                                                      |           |
| 906          | 73            | 4. Sep. 2025                                                                  | Ruben Rauch, Kerstin Stein, Marcus Brüggen, Tina Mohr                                       |                            |                                 |                                                      |           |
| 907          | 74            | 5. Sep. 2025                                                                  |                                                                                             |                            |                                 |                                                      |           |
| XXL 16       | S2            | 6. Sep. 2025                                                                  | Team 1: Max Giesinger, Pinar Atalay, Tom Wlaschiha, Oliver Wnuk                             |                            |                                 |                                                      |           |
| XXL 16       | S2            | Team 2: Fredi Bobic, Eva Padberg, Florian Schroeder, Okka Gundel              |                                                                                             |                            |                                 |                                                      |           |
| XXL 16       | S2            | Team 3: Jens Riewa, Elisabeth Lanz, Stefanie Hertel, Axel Milberg             |                                                                                             |                            |                                 |                                                      |           |
| XXL 16       | S2            | Team 4: Michael Mittermeier, Paula Lambert, Atze Schröder, Panagiota Petridou |                                                                                             |                            |                                 |                                                      |           |
| 908          | 75            | 8. Sep. 2025                                                                  | Monika Müller-Schild, Pascal Engel, Faz Kastrati, Frank Ahrens                              |                            |                                 |                                                      |           |
| 909          | 76            | 9. Sep. 2025                                                                  | Matthias, Yvonne, Katharina, Peter                                                          |                            |                                 |                                                      |           |
| 910          | 77            | 10. Sep. 2025                                                                 | Patrick, Alicia, Cornelia, Alper                                                            |                            |                                 |                                                      |           |
| 911          | 78            | 11. Sep. 2025                                                                 | Martin, Tanja, Heike, Marc                                                                  |                            |                                 |                                                      |           |
| 912          | 79            | 12. Sep. 2025                                                                 | Leia, Paul, Sabine, Frank                                                                   |                            |                                 |                                                      |           |

## Gefragt – Gejagt: Allein gegen Alle – Staffel 1 (5 Folgen)
| Nr. (gesamt) | Nr. (Staffel) | Datum         | Kandidat                | Jäger-Team                                                                             | Zeitangebot | Zeit des Kandidaten | Zeit des Jäger-Teams | Geldsumme |
| ------------ | ------------- | ------------- | ----------------------- | -------------------------------------------------------------------------------------- | ----------- | ------------------- | -------------------- | --------- |
| 1            | 1             | 17. Okt. 2022 | Fynn Marquardt          | Sebastian Jacoby, Adriane Rickel, Klaus Otto Nagorsnik                                 | 40 Sek.     | 16 Sek.             | 0 Sek.               | 003.000 € |
| 1            | 1             | 17. Okt. 2022 | Sandra Falz             | Adriane Rickel, Sebastian Klussmann, Thomas Kinne                                      | 48 Sek.     | 00 Sek.             | 3 Sek.               | 005.000 € |
| 1            | 1             | 17. Okt. 2022 | Uwe Seemann             | Sebastian Klussmann, Klaus Otto Nagorsnik, Adriane Rickel                              | 49 Sek.     | 00 Sek.             | 9 Sek.               | 005.000 € |
| 1            | 1             | 17. Okt. 2022 | Leni Brem-Kiel          | Adriane Rickel, Klaus Otto Nagorsnik, Annegret Schenkel, Manuel Hobiger                | 52 Sek.     | 23 Sek.             | 0 Sek.               | 009.000 € |
| 2            | 2             | 18. Okt. 2022 | Oliver Gahr             | Adriane Rickel, Sebastian Klussmann, Thomas Kinne, Klaus Otto Nagorsnik                | 51 Sek.     | 0 Sek.              | 39 Sek.              | 012.000 € |
| 2            | 2             | 18. Okt. 2022 | Andreas Fröse           | Manuel Hobiger, Annegret Schenkel, Sebastian Klussmann, Thomas Kinne                   | 47 Sek.     | 17 Sek.             | 0 Sek.               | 016.000 € |
| 2            | 2             | 18. Okt. 2022 | Daniela Engelmann       | Sebastian Jacoby, Adriane Rickel, Thomas Kinne                                         | 38 Sek.     | 35 Sek.             | 0 Sek.               | 004.000 € |
| 2            | 2             | 18. Okt. 2022 | Janine Gerleve          | Sebastian Jacoby, Manuel Hobiger, Annegret Schenkel, Sebastian Klussmann, Thomas Kinne | 58 Sek.     | 0 Sek.              | 32 Sek.              | 054.000 € |
| 3            | 3             | 19. Okt. 2022 | Benjamin Stello         | Manuel Hobiger, Klaus Otto Nagorsnik, Sebastian Jacoby                                 | 46 Sek.     | 0 Sek.              | 6 Sek.               | 005.000 € |
| 3            | 3             | 19. Okt. 2022 | Jennifer Much           | Thomas Kinne, Klaus Otto Nagorsnik, Adriane Rickel, Manuel Hobiger                     | 43 Sek.     | 0 Sek.              | 29 Sek.              | 025.000 € |
| 3            | 3             | 19. Okt. 2022 | Farshad Tawalalli       | Manuel Hobiger, Sebastian Klussmann, Klaus Otto Nagorsnik                              | 43 Sek.     | 19 Sek.             | 0 Sek.               | 015.000 € |
| 3            | 3             | 19. Okt. 2022 | Natalie Wiegand         | Klaus Otto Nagorsnik, Sebastian Klussmann, Manuel Hobiger                              | 40 Sek.     | 33 Sek. (fehlerlos) | 0 Sek.               | 009.000 € |
| 4            | 4             | 20. Okt. 2022 | Bettina Gries           | Sebastian Jacoby, Sebastian Klussmann, Adriane Rickel, Thomas Kinne                    | 49 Sek.     | 0 Sek.              | 19 Sek               | 016.000 € |
| 4            | 4             | 20. Okt. 2022 | Claudia Hillebrand-Adam | Annegret Schenkel, Sebastian Klussmann, Adriane Rickel                                 | 45 Sek.     | 6 Sek.              | 0 Sek.               | 003.500 € |
| 4            | 4             | 20. Okt. 2022 | Kay Lenze               | Sebastian Jacoby, Annegret Schenkel, Thomas Kinne, Sebastian Klussmann, Manuel Hobiger | 58 Sek.     | 0 Sek.              | 16 Sek.              | 013.000 € |
| 4            | 4             | 20. Okt. 2022 | Oliver Döscher          | Sebastian Jacoby, Sebastian Klussmann, Adriane Rickel, Annegret Schenkel               | 50 Sek.     | 4 Sek.              | 0 Sek.               | 022.000 € |
| 5            | 5             | 21. Okt. 2022 | Natascha Frickenhelm    | Adriane Rickel, Manuel Hobiger, Annegret Schenkel, Thomas Kinne                        | 49 Sek.     | 0 Sek.              | 15 Sek.              | 015.000 € |
| 5            | 5             | 21. Okt. 2022 | Manuel Ruben            | Sebastian Klussmann, Klaus Otto Nagorsnik, Adriane Rickel, Annegret Schenkel           | 45 Sek.     | 0 Sek.              | 26 Sek.              | 015.000 € |
| 5            | 5             | 21. Okt. 2022 | Irene Ritthammer        | Sebastian Jacoby, Klaus Otto Nagorsnik, Annegret Schenkel, Sebastian Klussmann         | 48 Sek.     | 0 Sek.              | 5 Sek.               | 018.000 € |
| 5            | 5             | 21. Okt. 2022 | Kai Kemmerzehl          | Manuel Hobiger, Adriane Rickel, Annegret Schenkel, Thomas Kinne                        | 43 Sek.     | 31 Sek.             | 0 Sek.               | 030.000 € |

## Gefragt – Gejagt: Allein gegen Alle – Staffel 2 (10 Folgen)
| Nr. (gesamt) | Nr. (Staffel) | Datum         | Kandidat                          | Jäger-Team                                                                                   | Zeitangebot | Zeit des Kandidaten | Zeit des Jäger-Teams | Geldsumme |
| ------------ | ------------- | ------------- | --------------------------------- | -------------------------------------------------------------------------------------------- | ----------- | ------------------- | -------------------- | --------- |
| 6            | 1             | 9. Okt. 2023  | Philipp Herrmann                  | Adriane Rickel, Klaus Otto Nagorsnik, Sebastian Klussmann                                    | 40 Sek.     | 13 Sek.             | 0 Sek.               | 004.000 € |
| 6            | 1             | 9. Okt. 2023  | Jana Riestenpatt                  | Adriane Rickel, Annegret Schenkel, Sebastian Klussmann                                       | 41 Sek.     | 19 Sek.             | 0 Sek.               | 006.000 € |
| 6            | 1             | 9. Okt. 2023  | Ramin Rachel                      | Annegret Schenkel, Sebastian Klussmann, Manuel Hobiger                                       | 39 Sek.     | 27 Sek.             | 0 Sek.               | 005.000 € |
| 6            | 1             | 9. Okt. 2023  | Anja Bernard                      | Sebastian Jacoby, Sebastian Klussmann, Thomas Kinne, Manuel Hobiger                          | 51 Sek.     | 0 Sek.              | 41 Sek.              | 010.000 € |
| 7            | 2             | 10. Okt. 2023 | Alva Dittrich                     | Sebastian Klussmann, Manuel Hobiger, Thomas Kinne                                            | 44 Sek.     | 16 Sek.             | 0 Sek.               | 006.000 € |
| 7            | 2             | 10. Okt. 2023 | Christopher Hieke (ausgeschieden) |                                                                                              |             |                     |                      |           |
| 7            | 2             | 10. Okt. 2023 | Kathrin Zürl                      | Adriane Rickel, Thomas Kinne                                                                 | 34 Sek.     | 23 Sek.             | 0 Sek.               | 001.000 € |
| 7            | 2             | 10. Okt. 2023 | Frank Feldmann                    | Sebastian Jacoby, Annegret Schenkel, Klaus Otto Nagorsnik                                    | 49 Sek.     | 0 Sek.              | 12 Sek.              | 007.000 € |
| 8            | 3             | 11. Okt. 2023 | Maciej Kazmierczak                | Sebastian Jacoby, Klaus Otto Nagorsnik, Adriane Rickel                                       | 48 Sek.     | 0 Sek.              | 27 Sek.              | 005.000 € |
| 8            | 3             | 11. Okt. 2023 | Constanze Wiedemann               | Sebastian Jacoby, Thomas Kinne, Sebastian Klussmann, Klaus Otto Nagorsnik                    | 54 Sek.     | 5 Sek.              | 0 Sek.               | 014.000 € |
| 8            | 3             | 11. Okt. 2023 | Ronald Döscher                    | Manuel Hobiger, Sebastian Klussmann, Klaus Otto Nagorsnik                                    | 49 Sek.     | 0 Sek.              | 7 Sek.               | 006.000 € |
| 8            | 3             | 11. Okt. 2023 | Sophia Rishyna                    | Sebastian Jacoby, Manuel Hobiger, Annegret Schenkel, Klaus Otto Nagorsnik                    | 55 Sek.     | 10 Sek.             | 0 Sek.               | 017.000 € |
| 9            | 4             | 12. Okt. 2023 | Alkim Ari                         | Sebastian Jacoby, Klaus Otto Nagorsnik, Thomas Kinne                                         | 46 Sek.     | 0 Sek.              | 18 Sek.              | 004.000 € |
| 9            | 4             | 12. Okt. 2023 | Rüdiger Küstner                   | Sebastian Klussmann, Manuel Hobiger, Klaus Otto Nagorsnik                                    | 47 Sek.     | 2 Sek.              | 0 Sek.               | 005.000 € |
| 9            | 4             | 12. Okt. 2023 | Lilli von Rahden                  | Annegret Schenkel, Klaus Otto Nagorsnik, Adriane Rickel                                      | 48 Sek.     | 8 Sek.              | 0 Sek.               | 006.000 € |
| 9            | 4             | 12. Okt. 2023 | Norbert Peters                    | Klaus Otto Nagorsnik, Manuel Hobiger                                                         | 34 Sek.     | 12 Sek.             | 0 Sek.               | 002.000 € |
| 10           | 5             | 13. Okt. 2023 | Erol Kaylan (ausgeschieden)       |                                                                                              |             |                     |                      |           |
| 10           | 5             | 13. Okt. 2023 | Lisette Mayer                     | Sebastian Klussmann, Klaus Otto Nagorsnik                                                    | 37 Sek.     | 0 Sek.              | 6 Sek.               | 000500 €  |
| 10           | 5             | 13. Okt. 2023 | Benjamin Boritzka                 | Sebastian Jacoby, Adriane Rickel, Manuel Hobiger                                             | 43 Sek.     | 2 Sek.              | 0 Sek.               | 006.000 € |
| 10           | 5             | 13. Okt. 2023 | Julia Wintgens                    | Sebastian Jacoby, Adriane Rickel, Thomas Kinne, Manuel Hobiger                               | 49 Sek.     | 30 Sek.             | 0 Sek.               | 020.000 € |
| 10           | 5             | 13. Okt. 2023 | Emma Röhrs                        | Sebastian Jacoby, Adriane Rickel, Sebastian Klussmann, Manuel Hobiger                        | 52 Sek.     | 0 Sek.              | 22 Sek.              | 019.000 € |
| 11           | 6             | 16. Okt. 2023 | Vivica Schwan                     | Sebastian Jacoby, Annegret Schenkel, Adriane Rickel, Manuel Hobiger                          | 51 Sek.     | 2 Sek.              | 0 Sek.               | 016.000 € |
| 11           | 6             | 16. Okt. 2023 | Moritz Specht                     | Annegret Schenkel, Klaus Otto Nagorsnik, Adriane Rickel, Manuel Hobiger                      | 53 Sek.     | 0 Sek.              | 43 Sek.              | 015.000 € |
| 11           | 6             | 16. Okt. 2023 | Eva-Maria Erbing                  | Sebastian Klussmann, Thomas Kinne, Annegret Schenkel                                         | 47 Sek.     | 0 Sek.              | 29 Sek.              | 007.000 € |
| 11           | 6             | 16. Okt. 2023 | Sebastian Kahl                    | Sebastian Jacoby, Manuel Hobiger, Thomas Kinne, Annegret Schenkel                            | 50 Sek.     | 0 Sek.              | 6 Sek.               | 019.000 € |
| 12           | 7             | 17. Okt. 2023 | Edvan Davi Uhl                    | Sebastian Klussmann, Manuel Hobiger, Thomas Kinne                                            | 45 Sek.     | 0 Sek.              | 22 Sek.              | 004.000 € |
| 12           | 7             | 17. Okt. 2023 | Ilona Werlich                     | Sebastian Klussmann, Adriane Rickel, Thomas Kinne                                            | 46 Sek.     | 0 Sek.              | 29 Sek.              | 006.000 € |
| 12           | 7             | 17. Okt. 2023 | Erik Maronde                      | Sebastian Jacoby, Annegret Schenkel, Thomas Kinne, Klaus Otto Nagorsnik, Sebastian Klussmann | 54 Sek.     | 0 Sek.              | 23 Sek.              | 030.000 € |
| 12           | 7             | 17. Okt. 2023 | Kassandra Tiebe                   | Sebastian Jacoby, Annegret Schenkel, Sebastian Klussmann                                     | 43 Sek.     | 0 Sek.              | 16 Sek.              | 007.000 € |
| 13           | 8             | 18. Okt. 2023 | Julia Pflüger                     | Manuel Hobiger, Annegret Schenkel, Adriane Rickel, Thomas Kinne                              | 48 Sek.     | 0 Sek.              | 24 Sek.              | 016.000 € |
| 13           | 8             | 18. Okt. 2023 | Thomas Moßmaier                   | Sebastian Jacoby, Manuel Hobiger, Annegret Schenkel, Thomas Kinne                            | 49 Sek.     | 0 Sek.              | 22 Sek.              | 022.000 € |
| 13           | 8             | 18. Okt. 2023 | Kathrin Hauschild                 | Thomas Kinne, Klaus Otto Nagorsnik, Annegret Schenkel                                        | 45 Sek.     | 18 Sek.             | 0 Sek.               | 013.000 € |
| 13           | 8             | 18. Okt. 2023 | Paul Armin Safran                 | Sebastian Jacoby, Klaus Otto Nagorsnik, Annegret Schenkel                                    | 44 Sek.     | 0 Sek.              | 3 Sek.               | 010.000 € |
| 14           | 9             | 19. Okt. 2023 | Bilal Ugurlu                      | Adriane Rickel, Klaus Otto Nagorsnik, Sebastian Klussmann, Annegret Schenkel                 | 45 Sek.     | 0 Sek.              | 3 Sek.               | 020.000 € |
| 14           | 9             | 19. Okt. 2023 | Alina Eckhoff                     | Sebastian Jacoby, Klaus Otto Nagorsnik, Sebastian Klussmann, Annegret Schenkel               | 44 Sek.     | 0 Sek.              | 19 Sek.              | 025.000 € |
| 14           | 9             | 19. Okt. 2023 | Markus Welker                     | Sebastian Jacoby, Thomas Kinne, Manuel Hobiger, Adriane Rickel                               | 43 Sek.     | 19 Sek.             | 0 Sek.               | 017.000 € |
| 14           | 9             | 19. Okt. 2023 | Petra Folkersma                   | Thomas Kinne, Manuel Hobiger, Adriane Rickel                                                 | 39 Sek.     | 21 Sek.             | 0 Sek.               | 008.000 € |
| 15           | 10            | 20. Okt. 2023 | Helina Williams                   | Sebastian Jacoby, Annegret Schenkel, Thomas Kinne                                            | 40 Sek.     | 0 Sek.              | 26 Sek.              | 007.000 € |
| 15           | 10            | 20. Okt. 2023 | Joachim Kaufmann                  | Manuel Hobiger, Annegret Schenkel, Klaus Otto Nagorsnik                                      | 40 Sek.     | 26 Sek.             | 0 Sek.               | 005.000 € |
| 15           | 10            | 20. Okt. 2023 | Lynn Westenberger                 | Annegret Schenkel, Klaus Otto Nagorsnik, Adriane Rickel, Sebastian Klussmann                 | 45 Sek.     | 0 Sek.              | 11 Sek.              | 023.000 € |
| 15           | 10            | 20. Okt. 2023 | Marlon Kutschke                   | Annegret Schenkel, Adriane Rickel, Sebastian Klussmann                                       | 42 Sek.     | 0 Sek.              | 37 Sek.              | 015.000 € |